# Política de Rusia

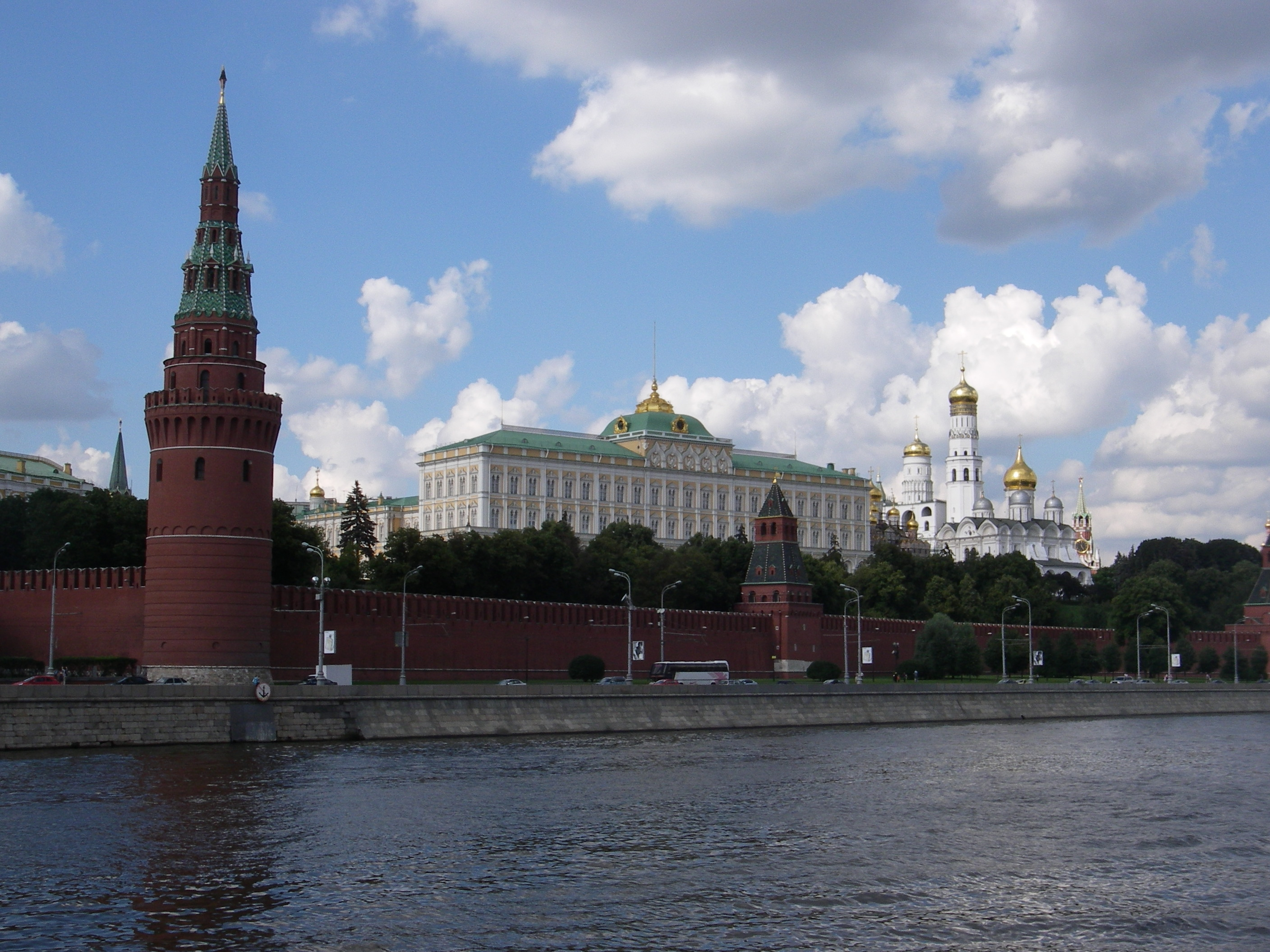
El Kremlin desde el río Moscova

La política de Rusia tiene lugar en el marco de la república semipresidencial federal de Rusia. De acuerdo con la Constitución, el presidente de Rusia es el jefe de Estado y de un sistema multipartidista con poder ejecutivo ejercido por el gobierno, encabezado por el primer ministro, que es designado por el presidente con la aprobación del parlamento. El Poder Legislativo recae en las dos cámaras de la Asamblea Federal de Rusia, mientras que el presidente y el gobierno emiten numerosos estatutos jurídicamente vinculantes. 
Desde que obtuvo su independencia tras la disolución de la Unión Soviética a finales de 1991, la Federación de Rusia ha afrontado importantes retos en su esfuerzo por crear un sistema político y reconstruir su economía después de casi setenta y cinco años de régimen soviético. Entre esos retos podemos destacar la falta de inversiones heredada del periodo comunista o la corrupción. Diferentes "oligarcas" se apoderaron de parte de los beneficios de la exportación de materias primas en los primeros años durante la era de Borís Yeltsin, siendo después perseguidos por la justicia tanto en la primera como la segunda etapa de Vladímir Putin. La subida de los precios del petróleo entre el año 2001 y 2008, y los precios altos entre 2009 y 2014, ofrecieron a Rusia una coyuntura favorable para la recuperación económica.
Rusia es el país más extenso del mundo y tiene su territorio repartido entre Europa y Asia. Cuenta con veintiuna repúblicas autónomas y se extiende sobre 10.000 kilómetros de este a oeste, aproximadamente 17 millones de km2, cerca del doble de la superficie a Estados Unidos o China.

## Antecedentes

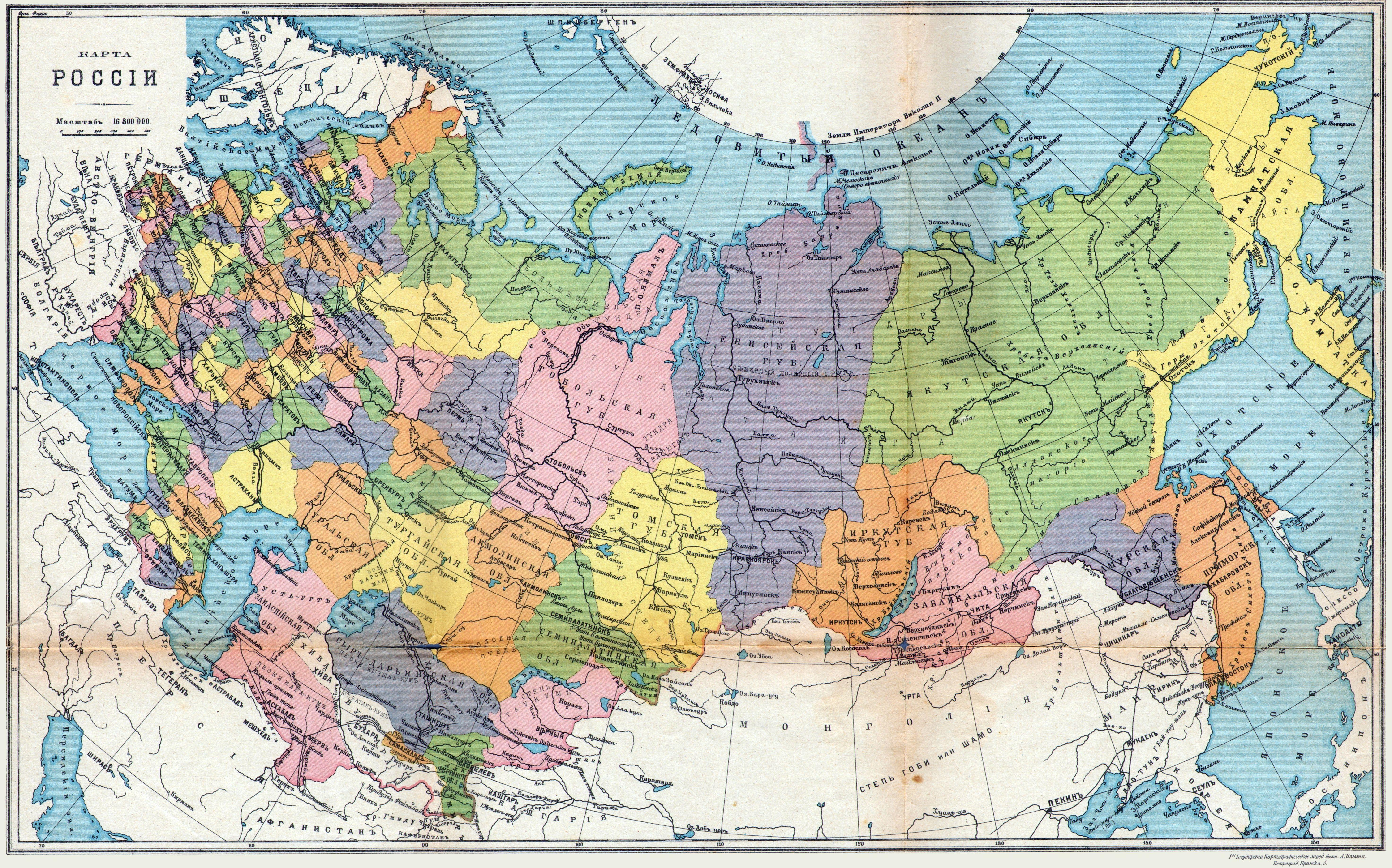
Subdivisiones del Imperio ruso hacia 1898.

Desde finales del siglo XVI, durante el reinado de Iván IV de Rusia, el emergente estado ruso buscó salidas al mar con el objetivo de ganar peso internacional. Este expansionismo lo continuaron otros monarcas como Catalina la Grande. Para ello, el país se lanzó en diferentes direcciones: hacia el norte en dirección al mar Blanco, donde en 1854 se fundaría Arcángel; durante el siglo XVII hacia el sur, accediendo al mar Negro, a través del mar de Azov; hacia el oeste, orilla del mar Báltico, donde se fundaría San Petersburgo; y, hacia el este, llegando en 1859 al mar del Japón, donde se fundaría Vladivostok ese mismo año. Durante el siglo XIX este imperio trató de levantar barreras geográficas, territorios "colchón" para protegerse: Finlandia, Besarabia y Polonia, al oeste; Georgia, Azerbaiyán, Armenia y Kazajistán, al sur. Los soviéticos continuarían esta política expansionista en lugares como Asia Central.

## Contexto histórico del final de la URSS
La Unión Soviética se conformó oficialmente mediante el Tratado de Creación de la URSS en diciembre de 1922, firmado por la RSFS de Rusia y otras tres repúblicas:  RSS de Ucrania, RSS de Bielorrusia, y la República Federal Socialista Soviética de Transcaucasia (una entidad que incluía a Armenia, Azerbaiyán y Georgia). La primera Constitución soviética, promulgada en 1924, incorporó el tratado de unión. En teoría, las fronteras de cada subunidad se trazaron para incorporar el territorio de una nacionalidad específica. La constitución dotaba a las nuevas repúblicas de soberanía, aunque se suponía que habían delegado la mayor parte de sus poderes soberanos al poder soviético central. La soberanía se manifestaba formalmente por la existencia de banderas, constituciones y otros símbolos estatales, y por el derecho de las repúblicas, constitucionalmente garantizado, a la secesión. Rusia era la mayor de las repúblicas tanto por territorio como por población. Los rusos étnicos dominaban la política y el gobierno soviéticos; también dominaban la administración local.
La URSS tuvo diferentes fases políticas que tuvieron su reflejo en la economía y se pueden resumir de la siguiente manera: Fase revolucionaria, de 1917 a 1928, que alternó comunismo de guerra con NEP. Construcción del Estado soviético, de 1929 a 1953, con el comunismo de guerra como base. Etapa imperial, de 1953 a 1991. En esta etapa tenemos a Nikita Jruschov (1953-1964) y Mijaíl Gorbachov (1985-1991) como aperturistas, y a Leonid Brézhnev (1964-1982) como representante de un comunismo de guerra "blando".

### Características de la decadencia del sistema soviético

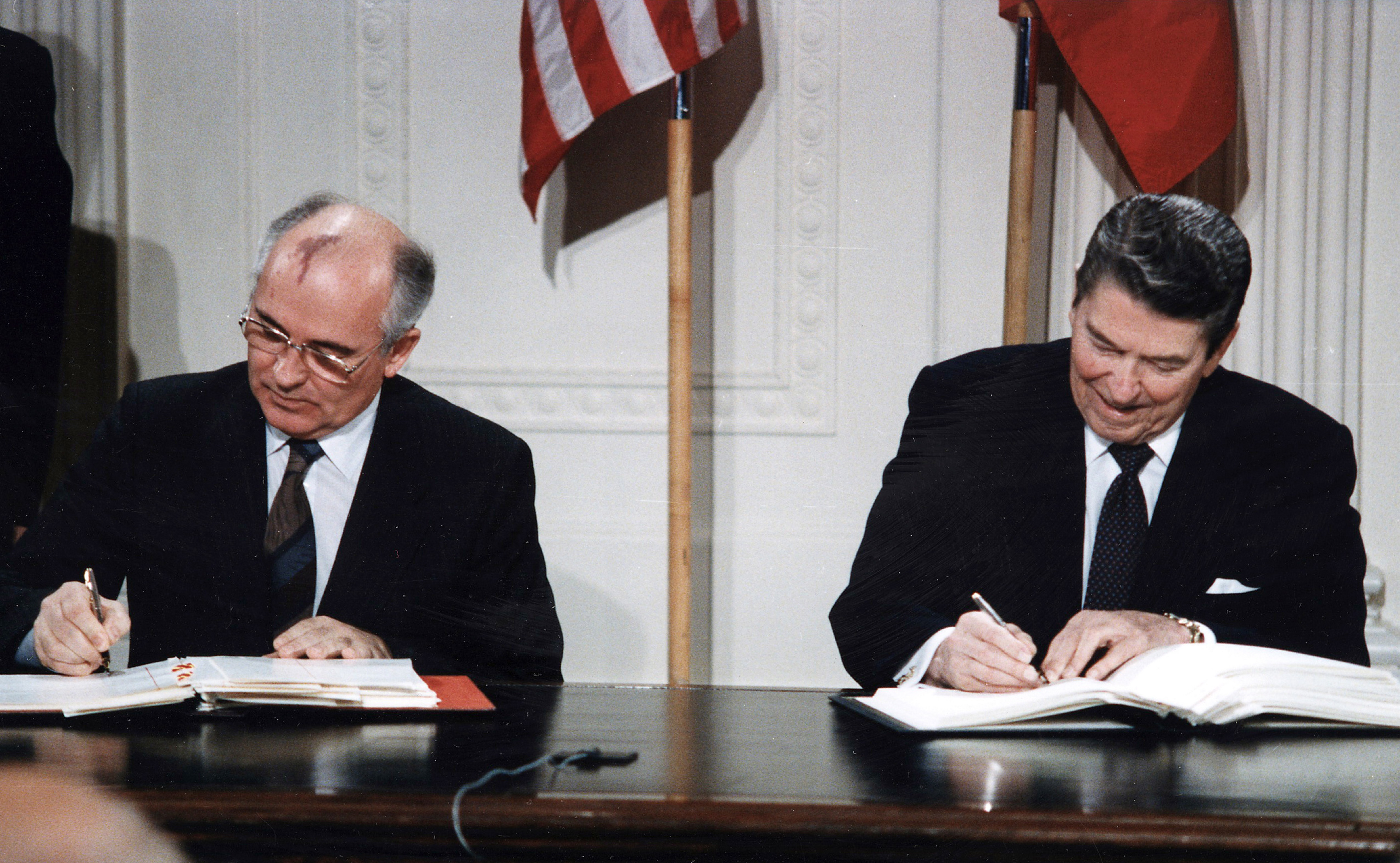
Gorbachov y Reagan firmando el Tratado INF el 8 de diciembre de 1987 para eliminar los misiles balísticos y de crucero nucleares o convencionales.

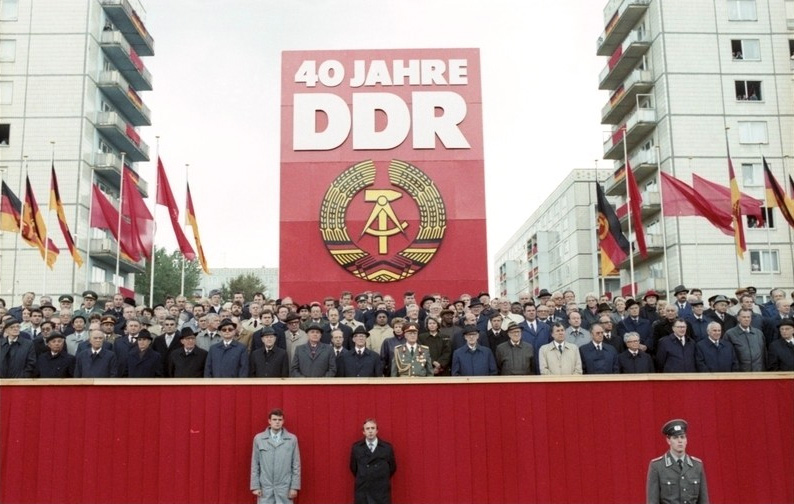
Desfile para conmemorar el 40 aniversario de la RDA el 7 de octubre de 1989. En la fotografía se pueden ver a Mijaíl Gorbachov (séptimo desde la izquierda), y otros representantes extranjeros. También se puede ver a Erich Honecker, secretario general del Comité Central y presidente del Consejo de Estado de la RDA

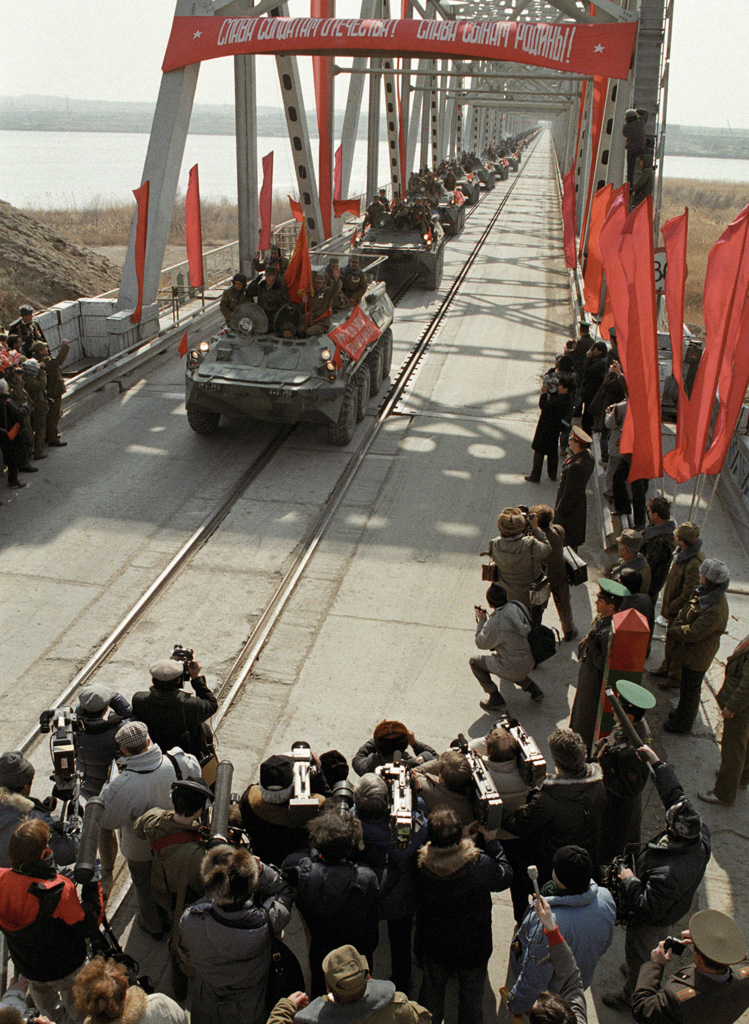
La última columna de tropas soviéticas cruza la frontera de Afganistán el 1 de octubre de 1989

Durante décadas, el Partido Comunista (PCUS) fue el eje que articulaba la economía y la política de la URSS. Tenía una estructura piramidal que arrancaba desde las células de la base hasta la cúspide en lo que se conoce como «centralismo democrático». El Partido estaba organizado de forma colegial: en la cúspide teníamos al Comité Central del PCUS, con 481 miembros, el Politburó (con 13 titulares), y, finalmente, el secretario general del Partido al frente del aparato. Todos los secretarios generales del PCUS ejercieron el cargo hasta su muerte con excepción de Jruschov y Gorbachov. La ideología oficial, denominada marxismo-leninismo, tenía una naturaleza ecléctica, combinando valores prerrevolucionarios, como el nacionalismo, con valores revolucionarios como el bolchevismo. 
En 1969, el historiador ruso Andréi Amalrik escribió un artículo polémico titulado "¿Sobrevivirá la Unión Soviética en 1984?". El libro predice la eventual disolución o desintegración de la URSS, bajo el peso de los graves desórdenes internos derivados de los antagonismos sociales y étnicos (en este último caso, anticipaba un enfrentamiento en las crecientes minorías nacionales contra las demográficamente estancadas mayorías de origen eslavo). Sin embargo, a comienzos de los años 80, la URSS todavía era considerada una gran superpotencia que rivalizaba con los Estados Unidos. A pesar de que la teoría de Amalrik quedó desacreditada en esa década, pensadores como Raymond Aron ya afirmaron antes de la disolución del bloque del Este que la única superpotencia en ese momento eran los EE. UU. La realidad objetiva señalaba que la URSS estaba muy por detrás de los Estados Unidos en términos productivos. Otro problema fue la imagen que proyectaban los secretarios generales a partir de la década de 1980. Los últimos años de Leonid Brézhnev, ya anciano y enfermo y con las capacidades mentales en declive, fueron difíciles para los habitantes de la URSS que creían que ya no estaba capacitado para dirigir el país. Su sucesor, Yuri Andrópov, de sesenta y ocho años, fue recibido con cierto entusiasmo. Se percibía como alguien competente por sus años de gestión al frente del KGB. Tras acceder a la secretaría inició una campaña de persecución contra la corrupción, por ejemplo sancionando a las personas que faltaban de forma reiterada a sus puestos de trabajo en las fábricas. Quince meses después de morir Brézhnev falleció Andrópov. Le sucedió Konstantín Chernenko, con setenta y tres años, quien gravemente enfermo moriría a su vez trece meses después. La historiadora francesa Hélène Carrère afirma que el único que comprendió la necesidad de una reforma fue Andrópov, pero su prematura muerte impidió que pudiese llevar a cabo la renovación que necesitaba el país. A comienzos de los años 80 la producción agrícola no conseguía alimentar a toda la población, obligando a la URSS a importar grano y la escasez de productos básicos como jabón o zapatos era frecuente. En 1983, la socióloga y economista soviética Tatiana Zaslávskaya, presentó a los líderes soviéticos un informe negativo sobre la situación económica del país. En 1985, la RFA y Japón estaban a punto de rebasar a la Unión Soviética en capacidad económica (véase Colapso económico de la Unión Soviética). Ese mismo año se produjo una bajada en los precios del petróleo provocada por los Estados Unidos y las monarquías árabes que privó a la URSS de importantes ingresos. Anatoli Chernyáev, historiador soviético y principal asesor de Mijaíl Gorbachov, anotaba en 1985 que el país sufría una grave situación de alcoholismo. Un tercio de los alcohólicos eran mujeres, la mitad de ellas jóvenes. Este problema era mucho más grave en las poblaciones de etnia rusa de las grandes ciudades. La Guerra de Afganistán, iniciada por Brézhnev pese a las reticencias del Ejército soviético, provocó además de una ruina económica un desgaste ideológico de la URSS frente al mundo, que fue percibida como potencia invasora de un país independiente. Hacia 1984, la intervención ya era vista por la población como un desastre, y como consecuencia aumentaron las críticas al gobierno de la URSS. 
El primer líder soviético nacido después de la revolución y poseedor de un título universitario fue Mijaíl Gorbachov. Llegado al poder en 1985, tuvo que afrontar la tarea de solucionar los diferentes problemas que afectaban en ese momento a la URSS. Para ello, el líder soviético diseñó dos enfoques políticos: uskoréniye, aceleración del desarrollo social, la perestroika o reestructuración del sistema político y la glásnost o apertura de información. Se llevó a cabo la destitución de altos funcionarios soviéticos como Andréi Gromyko, relevado por Eduard Shevardnadze, y políticas para frenar el alcoholismo o la renovación de la cúpula militar. También promovió la renovación del Comité Central, donde fueron sustituidos el 40 % de sus miembros a lo largo de 1985. Para recortar gastos ordenó la retirada de Afganistán y anunció una reducción generalizada en los presupuestos de Defensa. Sin embargo, pese a la intención de aperturismo, en 1986 durante la crisis desatada por el accidente de Chernóbil, en un primer momento se facilitó poca información a la ciudadanía. 
Fragmento del discurso de Mijaíl Gorbachov ante la ONU en 1988 donde exponía el inicio del desarme:

[...] Es evidente que la fuerza y la amenaza de la fuerza no pueden seguir existiendo, y no deberían ser instrumentos de la política exterior. La libertad de elección es un principio universal que no debería tener excepciones. [...] Ahora me referiré al asunto más importante, sin el cual no podrá resolverse ningún problema del próximo siglo: el desarme. Hoy puedo informarles de lo siguiente: la Unión Soviética ha tomado la decisión de reducir sus fuerzas armadas. En los próximos dos años, su fuerza numérica se reducirá en quinientas mil personas, y el volumen de armas convencionales también será recortado de manera considerable. [...] Por acuerdo con nuestros aliados del Pacto de Varsovia, hemos tomado la decisión de retirar seis divisiones de tanques de la República Democrática Alemana, Checoslovaquia y Hungría, y disolverlas para 1991.
Discurso de Mijaíl Gorbachov el 7 de diciembre de 1988 en la Asamblea General de las Naciones Unidas

En los últimos años, Gorbachov debió afrontar otros problemas: explosión de violencia entre azerbaiyanos y armenios en 1988 a causa del enclave Nagorno-Karabaj, escasez generalizada en productos básicos y retorno a las cartillas de racionamiento o la huelga minera en 1989. Para John Swift, profesor en el St Martin's College, dos problemas irresolubles impidieron a Gorbachov tener éxito en sus reformas: La crisis económica y la cuestión de las nacionalidades. La división en el seno del PCUS entre conservadores y reformadores debilitó todavía más la posición del secretario general y aumentó el desprestigio de la clase política entre la población. En 1990, Estonia, Letonia y Lituania declararon la independencia unilateral (véase Desfile de Soberanías). En marzo de 1991, se produjo un referéndum en 9 de las 15 repúblicas soviéticas arrojando un resultado de un 78 % a favor de mantener la URSS. En la RSS de Ucrania, república de suma importancia para la URSS por cuestiones culturales e históricas, el porcentaje de apoyo a la unión llegó al 70,2 % sobre una participación del 83,5 % y con un apoyo mayor en la zona más oriental. Después de la RSFS de Rusia, la RSS de Ucrania era la república más importante y poblada de la URSS, destacando su agricultura y minería y metalurgia pesada de la cuenca del Donéts. Tras el fallido golpe de Estado de los conservadores que deseaban revertir la situación aprovechando que Gorbachov estaba de vacaciones, en agosto de 1991, Borís Yeltsin tomó el control de la RSFS de Rusia iniciando la disolución de la URSS. En el año 2015, Putin declaró que, en su opinión, Gorbachov comprendía la necesidad de emprender reformas, pero nunca llegó a saber con claridad qué reformas eran esas y cómo llevarlas a cabo. Añadió además que ese deseo de reforma del sistema no nace con Gorbachov, sino que está inspirado en las ideas de los socialistas utópicos franceses.

### Diferentes visiones al final de la URSS
El Secretario de Estado de los Estados Unidos, Henry Kissinger, señaló en 1994 que Mijaíl Gorbachov se enfrentó a diversos problemas, entre los que se pueden citar el gasto que costaba a la URSS mantener la órbita de países satélites, sus únicos verdaderos aliados a mediados de los años 80, el desgaste de la Guerra de Afganistán, el atraso tecnológico por la falta de inversión, etc. La lista de problemas se pueden agrupar en las siguientes categorías: Primero, las relaciones con las democracias occidentales. Segundo, las relaciones con China. Tercero, las tensiones en las órbitas de sus satélites. Cuarto, la carrera armamentística. Y quinto, el estancamiento de la economía y del sistema político. Para hacer frente al gasto militar, en diciembre de 1988 anunció en la ONU un recorte militar de 500.000 soldados y 10.000 carros de combate. También anunció una salida de fuerzas soviéticas de Mongolia. El repliegue de la presencia soviética en los países del Bloque del Este aumentó la presión contra los partidos comunistas de éstos, acelerando el sentimiento nacionalista y las demandas de democracia. Para Kissinger, estas políticas de ahorro y reformas para modernizar el sistema llegaron demasiado tarde.

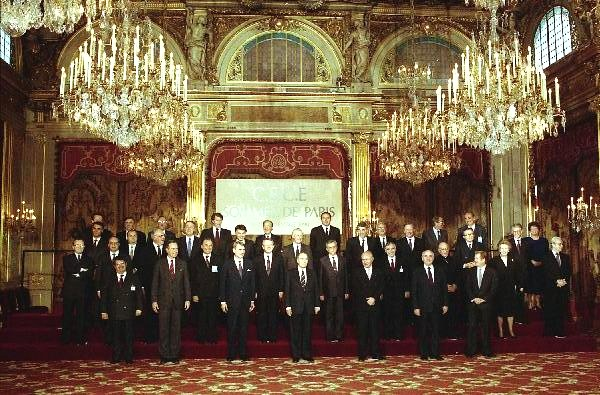
Cumbre de París de la Conferencia sobre Seguridad y Cooperación en Europa (CSCE) en noviembre de 1990 donde se decidió cómo institucionalizar la CSCE y adopta la Carta de París para una Nueva Europa. Gorbachov es el segundo por la derecha en la primera fila.

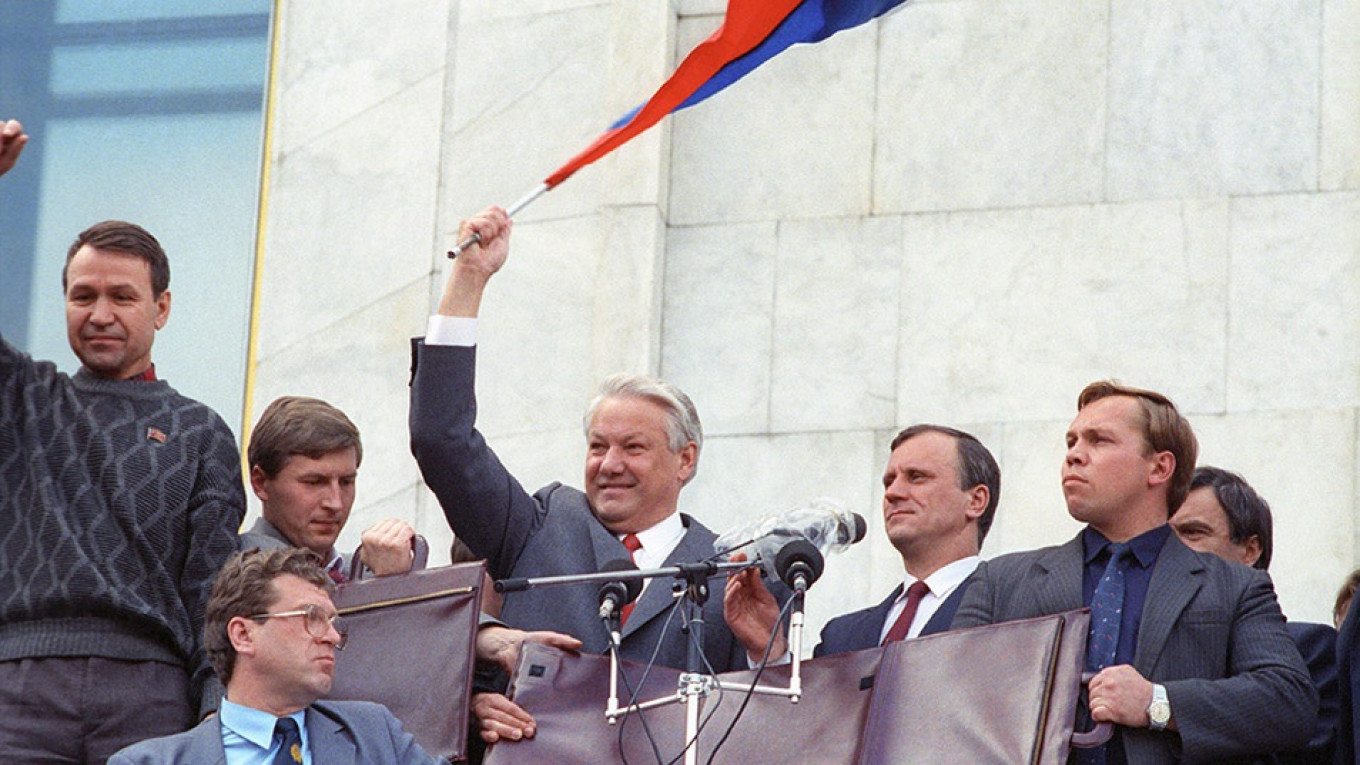
Borís Yeltsin y sus partidarios al mediodía del 22 de agosto de 1991 cerca de la Casa de los Soviets de la RSFS de Rusia en honor a la victoria sobre el intento de golpe de Estado del 19, 20 y 21 de agosto. En ese mismo día la bandera tricolor rusa voló en el podio y adquirió el estatus de un símbolo de estado ruso. Yeltsin felicitó a la multitud por su victoria y expresó su más profundo agradecimiento a los que se habían reunido durante los días y las noches anteriores

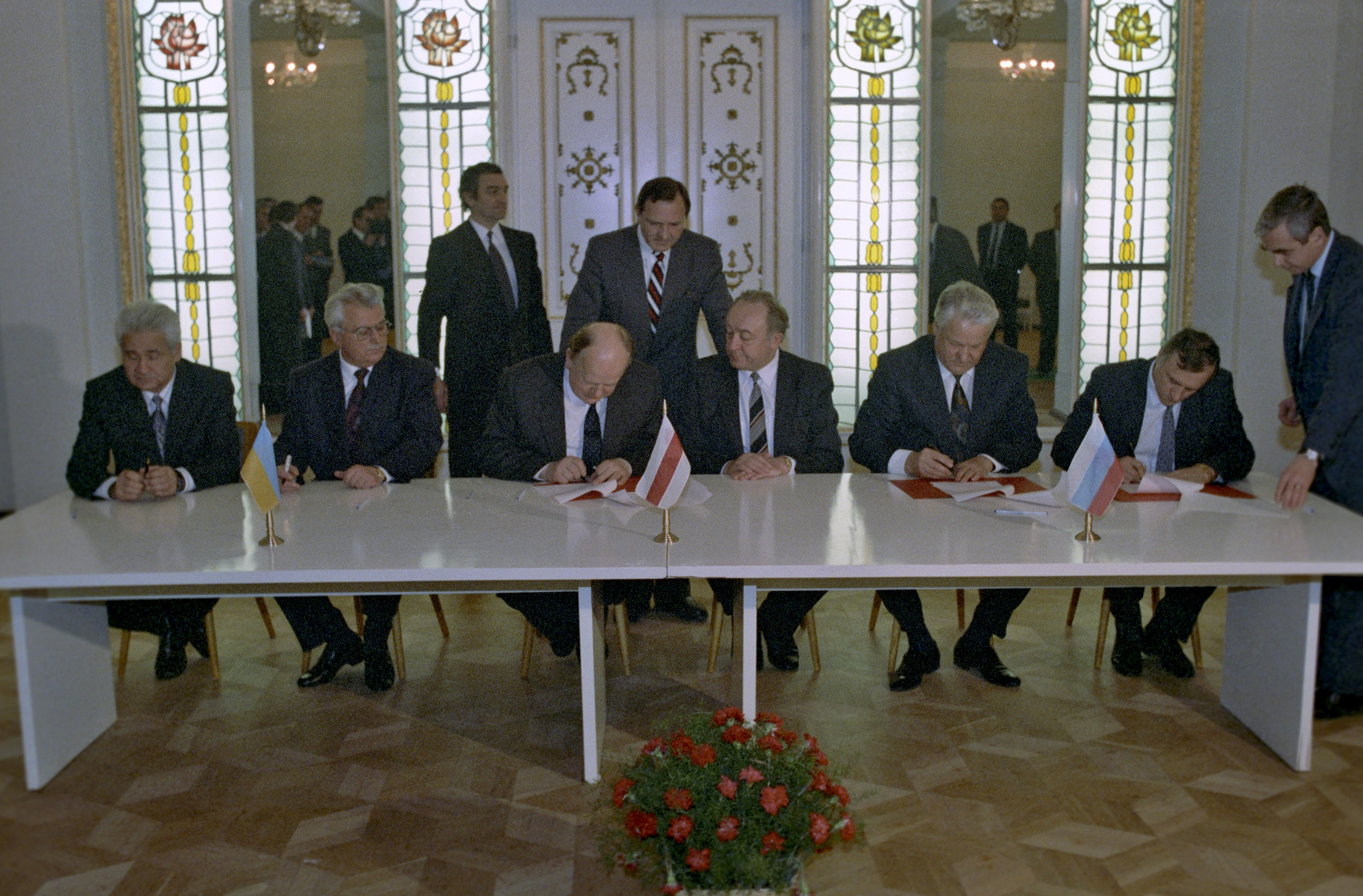
Firma del Tratado de Belavezha por el que se disolvía la URSS y se establecía la Comunidad de Estados Independientes. 8 de diciembre de 1991.

Eric Hobsbawm, historiador británico, calificó a las repúblicas del Este de Europa como el «Talón de Aquiles» del sistema soviético. En concreto Polonia, como punto más vulnerable, seguida de Hungría. Hobsbawm consideró que los regímenes habían perdido toda legitimidad desde la invasión de Checoslovaquia por el Pacto de Varsovia de 1968 que acabó con la Primavera de Praga. En Polonia, se dieron tres circunstancias que alimentaron su resistencia al régimen comunista: Una opinión nacional fuertemente cohesionada, una Iglesia Católica fuerte e independiente y una clase obrera que a partir de los años 50 participaba en numerosas huelgas. A partir de los años 80, el sindicato Solidarność liderado por Lech Wałęsa demostró por un lado que el régimen comunista caminaba hacia su final, pero a su vez la fortaleza del mismo ya que no podía ser derribado mediante la acción popular. El deseo de reformas iniciado por Gorbachov fue una iniciativa de la clase política y no del pueblo. El estancamiento económico de los años 70 y 80 no fue percibido por la mayoría de la ciudadanía, que incluso consideró que la etapa de Brézhnev fue mejor que la que vivieron sus padres y abuelos años atrás. Por eso y de acuerdo con Hobsbawm, los reformistas radicales no solo debieron enfrentarse a la burocracia, también debieron hacerlo contra la mayoría de los hombres y las mujeres soviéticos. La sociedad era en los años 80 bastante estable, en parte debido a la falta de información de otros países. No hubo en la URSS nada parecido a un mayo del 68. En resumen, los cambios iniciados en los años 80 en la URSS fueron una iniciativa que provino exclusivamente de la cúpula y no de las bases.
Jean Meyer, geógrafo e historiador franco-mexicano, divide el gobierno de Gorbachov en tres etapas: Entre 1985 y 1987, definida como "deshielo". Se reconoció la existencia del protocolo adicional secreto en el Pacto germano-soviético de 1939 y la responsabilidad en la Masacre de Katyn, se puso fin al exilio de Andréi Sájarov y se liberalizó la política migratoria, donde desplazarse o viajar se hizo mucho más fácil. La primera fase tuvo como culmen la firma del Tratado sobre Fuerzas Nucleares de Rango Intermedio entre Estados Unidos y la URSS en diciembre de 1987 con el fin de reducir misiles nucleares de corto y medio alcance. Entre 1988 y 1990, segunda etapa, la "doctrina Sinatra" bautizada así por Guennadi Guerásimov y fin de la doctrina Brézhnev. Caída del muro de Berlín y triunfo de Václav Havel en Praga, ambos en 1989. Los cambios culminaron con la instauración en 1990 de un régimen presidencial. En 1988, se desató en el Cáucaso una violencia entre azeríes y armenios. En 1990, se proclamó la independencia de los países bálticos. Y entre 1989 y 1991, matanzas en Georgia. A finales de 1990, se inició la tercera etapa, con más poderes como presidente de la Unión Soviética, donde trato de aplicar mano dura sobre las insurrecciones que se iban desatando en diversos puntos del país. Meyer opina sobre el fracaso del sistema soviético en los años 80: «Tres generaciones después [de la Revolución], el proyecto comunista se fue con el viento. ¿Por qué?, ¿por qué esa implosión, asombrosamente no sangrienta?». Para Meyer, la URSS no dejó de acumular problemas tras los primeros intentos de reforma de Jruschov. La producción económica estaba parcialmente falseada con estadísticas manipuladas e importaciones generalizadas de alimentos y bienes de equipo y exportaciones de materias primas. La URSS se vio encerrada en una esclerosis económica y cultural a la vez que se lanzaba a diversas aventuras militares como en Mozambique (1975), Etiopía (1977), y Angola (1985). Para Meyer, la elección de Gorbachov demostraba la conciencia de la cúpula del partido sobre la crisis a la que se enfrentaban. Cuando asumió el cargo de secretario general, se encontró con un país paralizado. Trató de reformarlo para salvar sus fundamentos ideológicos, pero el sistema y el fracaso económico no tenía remedio. Meyer afirma sobre la pugna entre Gorbachov y Yeltsin: «El régimen cayó solo tras una larga serie de luchas palaciegas en la mejor tradición e intrigas del Kremlin».
El historiador ruso Vladislav Zubok, profesor en la London School of Economics, señala en su libro Un imperio fallido: La Unión Soviética durante la Guerra Fría (2008), que Gorbachov, al contrario que líderes soviéticos anteriores como Stalin, no sentía hostilidad hacia la cultura de Occidente, defendía la honestidad en las Relaciones Internacionales e incluso llegó a entablar amistad personal con algunos líderes occidentales. Para algunos líderes occidentales, Gorbachov fue el primer líder soviético que casi actúa como un político occidental. Los críticos con Gorbachov, sin embargo, le reprochan que puso sus intereses personales por encima de los intereses del estado soviético. Para Zubok, fue principalmente la personalidad de Gorbachov en ese contexto la que posiblemente precipitó el final acelerado de la URSS.
El geógrafo francés Yves Lacoste destaca como factor de ruptura de la URSS, por encima de los problemas económicos y los nacionalismos periféricos, el deseo de su final desde el mismo corazón de la unión: Rusia. Según Lacoste, fueron los propios líderes soviéticos de los años 80 los que se fueron desilusionando al constatar que el crecimiento económico estaba estancado, y que Japón y la RFA terminarían por superar a la URSS en esa década. Pese a los intentos renovadores de Gorbachov, el pueblo ruso apoyó el discurso de Yeltsin que acusaba a las repúblicas soviéticas de la periferia de lastrar la economía del país. Las mafias vieron la luz en los años 90 y, al ser grupos más o menos rivales, desataron violencia y ajustes de cuentas. Estaban formadas por antiguos miembros del Partido y habían ido formándose años antes del final de la URSS.
El historiador español Josep Fontana señala que los costes de subvencionar el gas y el petróleo de los países satélites de la URSS en los años posteriores a la muerte de Leonid Brézhnev se volvieron insostenibles. Yuri Andrópov le sucedió en el cargo de secretario general con 68 años y una grave enfermedad renal. Andrópov debió enfrentarse a una grave situación política y económica y a unos Estados Unidos más beligerantes con Reagan al frente. En su breve administración emprendió una campaña enérgica contra la corrupción de los altos funcionarios como, por ejemplo, del ministro del Interior Nikolái Schólokov. Fontana señala que muchos creyeron que Andrópov hubiera sido el hombre ideal para emprender las reformas que necesitaba la URSS, por su orden y prudencia, pero que su prematura muerte en 1984 acabó con esa posibilidad. Su sucesor, Konstantín Chernenko, también llegó a la secretaría general con una edad avanzada, 73 años, y enfermo de asma. Chernenko detuvo las reformas iniciadas por Andrópov pese a la grave situación y las críticas de sectores como el ejército. Falleció el 10 de marzo de 1985. Andréi Gromyko, último superviviente del grupo que había gobernado los años de Brézhnev, propuso a Gorbachov, de 54 años, como sucesor. Gorbachov había viajado por Occidente y era consciente del atraso de la URSS. Le preocupaba además el gasto militar, que según sus palabras se localizaba en torno al 40% del presupuesto del país. En 1985, un grupo de dirigentes declaró que alrededor del 50% del equipamiento industrial del país estaba obsoleto. Gorbachov emprendió un plan para reformar la política y acabar con la corrupción y buscar la distensión con los Estados Unidos que les permitiese disminuir el gasto militar. Fontana opina que el éxito político internacional de Gorbachov fue incuestionable, pero no en la política interior. Sus programas de la perestroika y la glásnost encontraron con una fuerte oposición de muchos funcionarios, desencadenando a finales de 1987 una batalla dentro del PCUS entre reformistas e inmovilistas. Fontana afirma sobre las reformas de Gorbachov: «Era muy difícil cambiar un sistema económico que tenía ya setenta años de funcionamiento (...) no era fácil introducir mecanismos de mercado donde los dirigentes intermedios lo rechazaban. Y menos aun en momentos en que la economía soviética estaba no solamente estancada, sino iniciando un cierto retroceso».
La historiadora francesa y fiel aliada de Putin Hélène Carrère d'Encausse considera que fue la Guerra de Afganistán la principal razón del final de la URSS al acabar con su prestigio internacional y la confianza de su pueblo en su propio sistema.
El politólogo y economista británico James A. Robinson, y el profesor de economía en el MIT de origen turco, Daron Acemoğlu, culpan en su libro Por qué fracasan los países (2014) a la propia naturaleza represiva de las instituciones soviéticas y a la falta de incentivos. Dichas instituciones no trajeron, según sus propias palabras, «ni libertad, ni prosperidad» a los habitantes de la URSS, y señalan que las experiencias en China, Cuba y Vietnam fueron similares. Ambos autores afirman: «En la década de los setenta, el desarrollo económico prácticamente había acabado. La lección más importante que se puede aprender es que las instituciones extractivas no pueden generar un cambio tecnológico sostenido por dos razones: la falta de incentivos económicos y la resistencia por parte de las élites».  
El economista egipcio Samir Amin, identifica las siguientes características para definir la decadencia del sistema soviético desde los últimos años del secretario Brézhnev hasta su posterior disolución con Mijaíl Gorbachov: Primero, la sociedad de la URSS había perdido su conciencia política unificadora para competir por oficinas o grupos de empresas en el marco de la economía soviética, es decir, se había transformado en un sistema corporativista. Segundo, el poder, de naturaleza autocrática, era disputado por los representantes de los bloques corporativos. Este corporativismo con su consiguiente lucha por los recursos además acentuaba los regionalismos en el interior de la URSS. Tercero, estancamiento e incapacidad del sistema para salir de la autocracia y permitir la democratización de su gestión política y apertura de espacios mercantiles. Cuarto, la URSS ocupaba un puesto periférico en la economía global, especializado en la exportación de materias primas. Y quinto, el carácter militar y político de la URSS como una superpotencia global. El final de la URSS supuso en los años inmediatamente posteriores un avance del poder de los Estados Unidos en el que había sido espacio de influencia soviético, especialmente en los países en vías de desarrollo.

### Final de la URSS
El 9 de abril de 1991, Georgia proclamó su independencia. A partir del 20 de agosto se sucedieron otras independencias: Estonia en 20 de agosto, Letonia el 21, Ucrania el 24, Moldavia el 27, Azerbaiyán el 30 y Uzbekistán el 31. Tayikistán el 9 de septiembre, Armenia el 23. Azerbaiyán el 18 de octubre, y Turkmenistán el 27. Bielorrusia suspendió en su territorio las actividades del Partido Comunista a partir del 24 de agosto. 
El 23 de agosto de 1991, Gorbachov, tras ser liberado de Forós, acudió al Sóviet Supremo para agradecer el reciente apoyo recibido durante el golpe de agosto. Yeltsin le entregó un documento para que lo leyera en voz alta sin que pudiera negarse. En dicho documento se inculpaba a Gorbachov del golpe de Estado del 21 de agosto. A continuación, anunció que «se suspendía la actividad del Partido Comunista en todo el territorio ruso». Todas las propiedades del partido y los archivos del KGB quedaban bajo arresto. El 25 de agosto, Yeltsin fue más allá y mediante el decreto del 25 de agosto completó el despojamiento de la URSS: «En razón de la disolución del Comité Central, del PCUS y de la suspensión del Partido Comunista de Rusia, todos los bienes muebles e inmuebles del PCUS y del PC de Rusia se declaraban propiedad del Estado de la RSFSR».
Fragmento de artículo de prensa de El País el 24 de agosto de 1991:

Mijaíl Gorbachov, visiblemente fatigado, lívido en ocasiones y asediado siempre por un auditorio que no le dio tregua, tuvo que apelar a la benevolencia de unos implacables inquisidores para capear un aluvión de graves acusaciones y reproches. Los diputados se levantaron de sus escaños, apuntaron al presidente soviético con la mano y le increpa ron directamente con cargos de complicidad en el fracasado golpe. En la calle miles de moscovitas se movilizaban contra cualquier señal del pasado régimen "No se olviden que frente a ustedes únicamente hay un ser humano", dijo Gorbachov durante una intervención, frecuentemente interrumpida desde los asientos, que trató de reparar de alguna manera el daño causado por el golpe de Estado de los halcones de su partido. (...) Borís Yeltsin, crecido tras su relevante papel contra los halcones golpistas y convertido en maestro de ceremonias, interrumpió a Gorbachov con una pregunta al Parlamento. "Camaradas, ¿qué os parece la suspensión de las actividades del Partido Comunista de Rusia?". La respuesta fue un sostenido aplauso. "El decreto ya ha sido firmado", anunció Yeltsin.
El País, 24 de agosto de 1991

El 1 de octubre, en Almá-Atá, el Consejo de Estado dio su acuerdo a la creación de una comunidad económica con Rusia, Bielorrusia, Kazajistán, Kirgizistán, Turkmenistán, Uzbekistán, Tayikistán y Armenia. Ucrania, Moldavia y Azerbaiyán se incorporarían más tarde. El 18 de octubre, Ucrania anunció que la república tomaba el control de todas las fuerzas armadas estacionadas en su territorio. Anatoli Chernyáev, asesor de Gorbachov declaró: «Leonid Kravchuk se había apoderado de las armas nucleares y consideraba que el Donbás y Crimea eran suyos. Y creía también que Sebastopol le pertenecía». La historiadora francesa Hélène Carrère d'Encausse, fiel aliada de Putin, considera que Chernyáev estaba anticipándose veinticinco años antes al conflicto entre Rusia y Ucrania que comenzará en 2014. El 23 de octubre, Yeltsin propuso ante el Congreso de los Diputados del Pueblo de Rusia un programa de transición económica que anulaba el proyecto de comunidad económica y prácticamente a la URSS. El 1 de diciembre de 1991, el 90% de los electores de Ucrania votaron la independencia.
El 8 de diciembre de 1991, se hizo público la firma del Tratado de Belavezha por tres presidentes de las repúblicas de la URSS de Bielorrusia, Rusia y Ucrania, en el bosque de Białowieża, cerca de Minsk y que implicaba el final oficial de la URSS: 

Nosotros, las repúblicas de Bielorrusia, Federación de Rusia (RSFSR) y Ucrania, en calidad de Estados fundadores de la URSS y firmantes del tratado de Unión de 1922, en adelante designados como altas partes contratantes, constatamos que la URSS como sujeto de derecho internacional y realidad geopolítica deja de existir.

Gorbachov, tras conocer los detalles del Tratado de Belavezha, exigió que fuese sometido al Congreso de los Diputados del Pueblo de la Unión Soviética. El Sóviet Supremo de Rusia abrió el 12 de diciembre el debate parlamentario exigido por Gorbachov. Yeltsin explicó en una larga declaración los términos que había firmado para establecer el final de la URSS. Tras una discusión parlamentaria, los diputados aprobaron lo firmado con 185 votos a favor, 5 en contra y 10 abstenciones. El 21 de diciembre, Gorbachov escribió cartas a los presidentes de las repúblicas recomendando la dotación a la Comunidad de Estados Independientes (CEI) de estructuras que le dieran cohesión en lo que sería una «Comunidad Euroasiática de Estados Independientes». Sus recomendaciones fueron ignoradas y dos días más tarde, el Protocolo de Almá-Atá ratificó la desaparición de la URSS y todas sus estructuras para el 30 de diciembre de 1991. Gorbachov pasó sus últimos días en el Kremlin, donde recibió mensajes de apoyo de diversos líderes internacionales como el presidente de los Estados Unidos George H. W. Bush, o el presidente de Francia, François Mitterrand. El 25 de diciembre de 1991, Gorbachov realizó su última intervención por televisión, donde expresó su desacuerdo con la situación. Esa misma tarde estaba programada la transferencia del código nuclear a Yeltsin como último acto oficial de Gorbachov. Sin embargo, Yeltsin no acudió, y fue en su lugar Yevgueni Sháposhnikov, nuevo ministro de Defensa de Rusia. El 27 de diciembre, el representante de la Federación de Rusia en la ONU declaraba que su país era heredero de la URSS. Vladímir Putin calificaría el final de la URSS, años después, como «la catástrofe geopolítica más grande del siglo XX».

## Constitución de Rusia

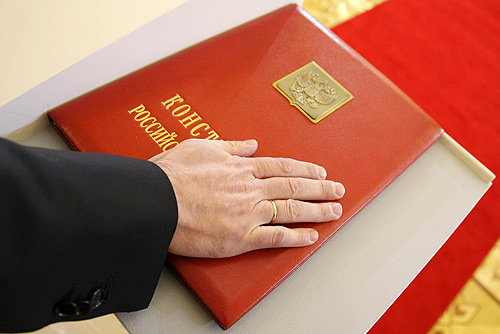
Dmitri Medvédev jura sobre un ejemplar de la Constitución durante su investidura como Presidente de Rusia.

Rusia es una República Federal constituida por ochenta y nueve entes autonómicos: Repúblicas Federadas, territorios (Krais) y distritos (Óblasts) de una extensión y población variable. La Constitución de Rusia de 1993 no concede a las repúblicas Federadas el derecho de autodeterminación.
La actual Constitución de la Federación de Rusia fue adoptada por referéndum nacional el 12 de diciembre de 1993. La constitución de Rusia entró en vigor el 25 de diciembre de 1993, en el momento de su publicación oficial, y abolió el sistema de gobierno soviético. La Constitución actual es la segunda más longeva en la historia de Rusia, detrás de la Constitución de la Unión Soviética de 1936 que tuvo vigencia hasta la promulgación de la Constitución de la Unión Soviética de 1977.
A la Conferencia Constitucional de 1993 asistieron más de 800 participantes. Serguéi Alekséiev, Serguéi Shajray, y algunas veces Anatoli Sobchak son considerados coautores de la constitución. El texto de la constitución se inspiró en el proyecto constitucional de Mijaíl Speranski y la constitución francesa actual.
El 12 de diciembre de 1993, se celebró un referéndum constitucional en Rusia. De todos los votantes censados, 58,887,755 personas (o el 54,8 %) participaron en el referéndum. De ellos, 32,937,630 (54.5 %) votaron a favor de la adopción de la Constitución.

### Apartados
La Constitución está dividida en dos Títulos:
Título I
- 1. Fundamentos del sistema constitucional
- 2. Derechos y libertades del hombre y del ciudadano
- 3. Sistema federativo
- 4. Presidente de la Federación Rusa
- 5. Asamblea Federal
- 6. Gobierno de la Federación Rusa
- 7. Judicial
- 8. Autogobierno local
- 9. Enmiendas y revisiones constitucionales

Título II
- Disposiciones finales y transitorias

### El Poder Ejecutivo
La Constitución de 1993 creó un ejecutivo dual que consistía en un presidente y un primer ministro, pero en el que el presidente es la figura dominante. La presidencia fuerte de Rusia se compara a veces a la de Charles de Gaulle (en el período 1958-1969) durante la Quinta República Francesa. La constitución le concede muchas prerrogativas de modo específico, pero muchos de los poderes de los que dispuso Borís Yeltsin se desarrollaron ad hoc[cita requerida].

#### Poderes presidenciales

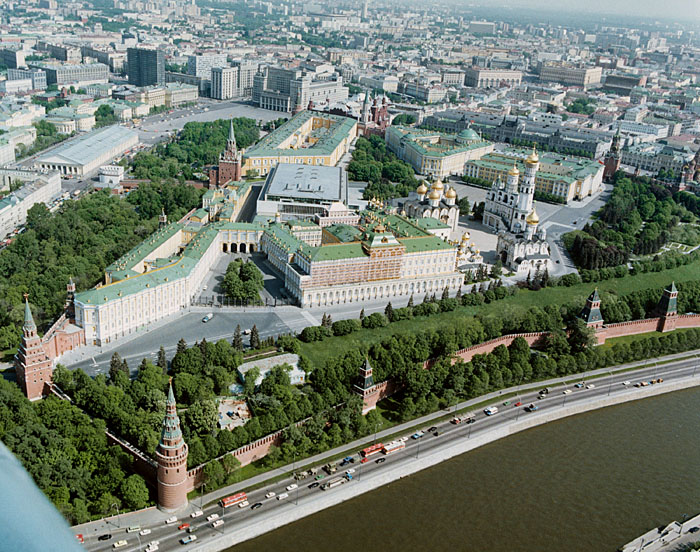
El Kremlin de Moscú, residencia oficial del presidente.

El Presidente de Rusia determina la dirección básica de la política exterior e interior de Rusia y representa al estado ruso dentro del país y en asuntos exteriores. El presidente nombra a los embajadores de Rusia tras consultar con la legislatura, acepta las credenciales y cartas de retiro de los representantes extranjeros, lleva a cabo conversaciones internacionales y firma tratados internacionales. Una disposición especial permitió a Borís Yeltsin completar el período prescrito para finalizar en junio de 1996 y ejercer los poderes de la nueva constitución, a pesar de que había sido elegido bajo un orden constitucional diferente. Es también garante de la soberanía de la Federación de Rusia, su independencia e integridad estatal. El presidente también es comandante supremo de las Fuerzas Armadas, y nombra y cesa la cúpula militar, decide cuál será la doctrina militar que seguirá el país y la proclamación del estado de guerra (Artículos 80.2; 83; 86 y 87 de la Constitución de Rusia).
Aunque en Rusia existe un sistema semipresidencialista con un primer ministro, es el presidente quien ejerce un control directo sobre los órganos federales responsables de la Política exterior y Seguridad, como Defensa, Interior y los Servicios de Seguridad e Inteligencia. El primer ministro se limita a coordinar la economía así como las finanzas y el comercio.
En la campaña de las elecciones presidenciales de 1996, algunos candidatos pidieron la eliminación de la presidencia, criticando sus poderes como dictatoriales. Yeltsin defendió sus poderes presidenciales, alegando que los rusos desean "una estructura de poder vertical y una mano fuerte" y que un gobierno parlamentario derivaría en una política dubitativa en lugar de una directa[cita requerida].
Varios poderes prescritos ponen al presidente en una posición superior frente al Legislativo. El presidente tiene amplia autoridad para emitir decretos y directivas que tienen fuerza de ley sin revisión judicial, aunque la Constitución señala que no deben contravenir ese documento u otras leyes. Bajo ciertas condiciones, el presidente puede disolver la Duma Estatal, la cámara baja del parlamento, y el Consejo de la Federación, la cámara alta. El presidente tiene las prerrogativas de programar referendums (un poder previamente reservado al Parlamento), presentar proyectos de ley a la Duma Estatal y promulgar leyes federales[cita requerida].
La crisis ejecutivo-legislativa del otoño de 1993 llevó a Yeltsin a establecer obstáculos constitucionales para la destitución legislativa del presidente. Bajo la constitución de 1993, si el presidente comete "crímenes graves" o traición, la Duma Estatal puede presentar cargos de acusación ante la cámara alta del parlamento, el Consejo de la Federación. Estos cargos deben ser confirmados por un fallo de la Corte Suprema que las acciones del presidente constituyen un crimen y por un fallo de la Corte Constitucional que los procedimientos apropiados en la presentación de cargos se han seguido. Los cargos deben ser adoptados por una comisión especial de la Duma Estatal y confirmados por al menos dos tercios de los diputados de la Duma Estatal. Se requiere un voto de dos tercios del Consejo de la Federación para la destitución del presidente. Si el Consejo de la Federación no actúa dentro de los tres meses, los cargos se retiran. Si el presidente es destituido o no puede ejercer el poder debido a una enfermedad grave, el primer ministro asumirá temporalmente los deberes del presidente; una elección presidencial entonces debe realizarse en un plazo de tres meses. La constitución no prevé un vicepresidente y no existe un procedimiento específico para determinar si el presidente puede llevar a cabo sus funciones[cita requerida].

#### Elecciones presidenciales

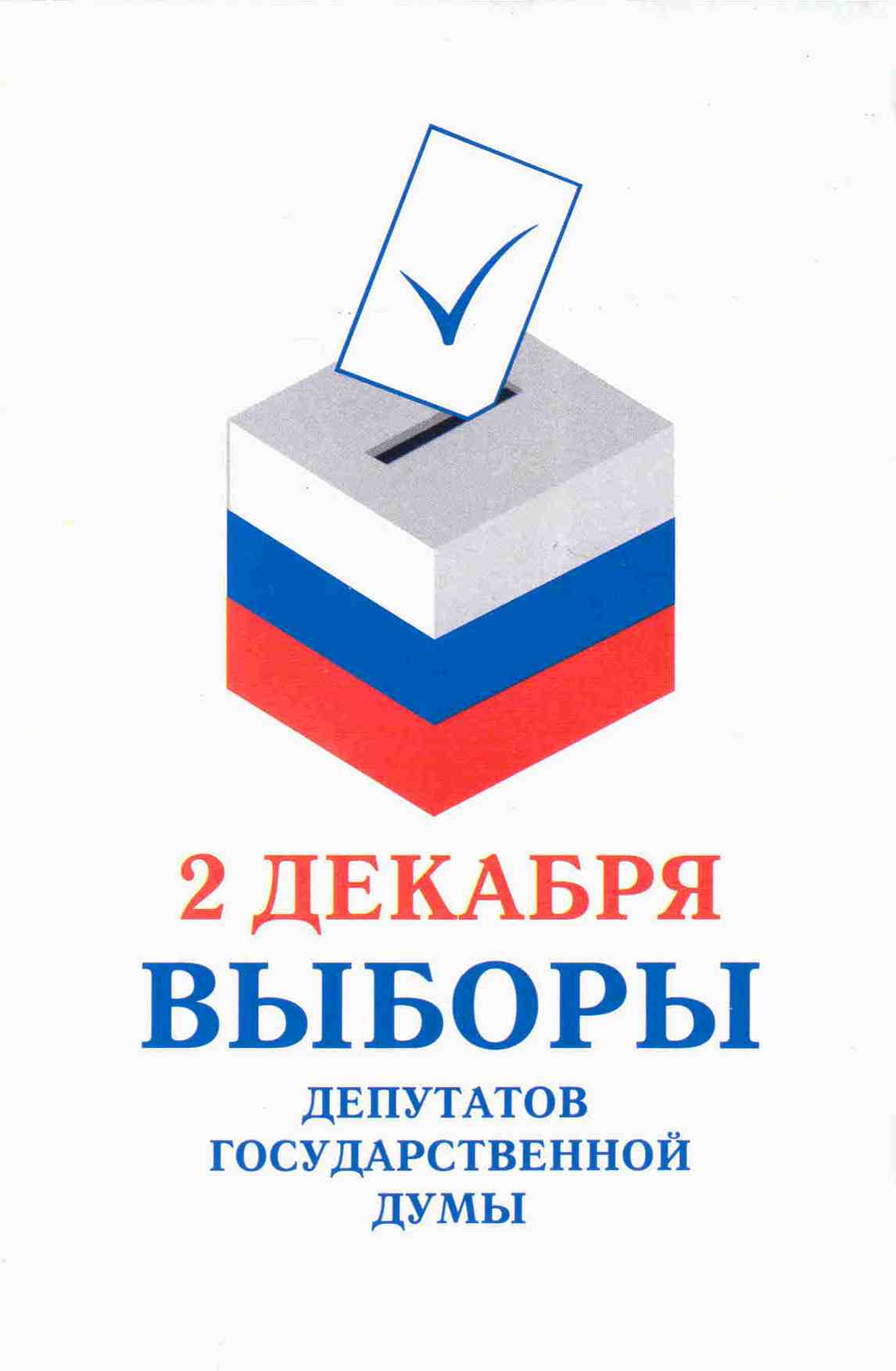
Invitación para votar en 2007.

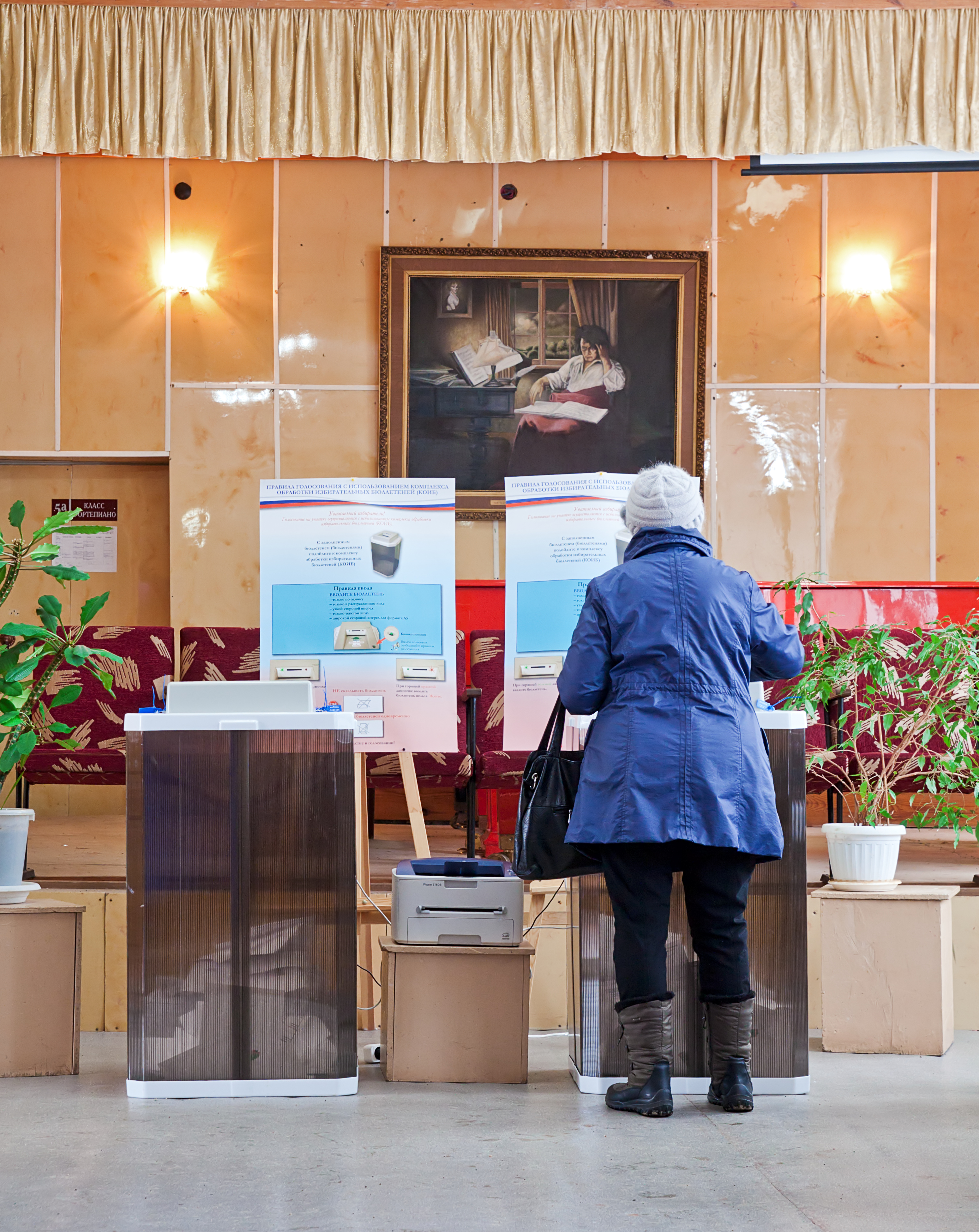
Votante en Pereslavl-Zaleski durante las elecciones presidenciales de 2012.

La Constitución establece pocos requisitos para las elecciones presidenciales, difiriendo en muchos asuntos a otras disposiciones establecidas por la ley. El mandato presidencial se establece en seis años, y el presidente solo puede cumplir dos mandatos consecutivos. Un candidato a la presidencia debe ser ciudadano de Rusia, de al menos 35 años de edad y residente del país durante al menos diez años. Si un presidente no puede continuar en el cargo debido a problemas de salud, renuncia, juicio político o muerte, las elecciones presidenciales se celebrarán en un plazo no mayor a tres meses. En tal situación, el Consejo de la Federación está facultado para establecer tal fecha[cita requerida].
La Ley de elecciones presidenciales, ratificada en mayo de 1995, establece el fundamento jurídico de las elecciones presidenciales. Sobre la base de un borrador presentado por la oficina de Yeltsin, la nueva ley incluía muchas disposiciones que ya figuraban en la ley electoral de la República de 1990; las alteraciones incluyeron la reducción en el número de firmas requeridas para registrar un candidato de 2 millones a 1 millón. La ley, que estableció estándares rigurosos para la campaña justa y los procedimientos electorales, fue aclamada por los analistas internacionales como un paso importante hacia la democratización del país. Según la ley, los partidos, los bloques y los grupos de votantes se registran en la Comisión Electoral Central de Rusia (CEC) y designan a sus candidatos. Luego, estas organizaciones pueden comenzar a buscar el millón de firmas necesarias para registrar a sus candidatos; no más del 7 por ciento de las firmas pueden provenir de una sola jurisdicción federal. El objetivo del requisito del 7 por ciento es promover candidaturas con amplias bases territoriales y eliminar las que solo cuentan con el apoyo de una ciudad o un enclave étnico[cita requerida].
La ley exige que al menos el 50 por ciento de los votantes elegibles participen para que una elección presidencial sea válida. En el debate de la Duma Estatal sobre la legislación, algunos diputados habían abogado por un mínimo del 25 por ciento (que luego se incorporó a la ley electoral que cubre la Duma Estatal), advirtiendo que muchos rusos estaban desilusionados con el voto lo que haría descender la participación. Para hacer que la participación de los votantes subiese, la ley requiere un recinto electoral para aproximadamente cada 3,000 votantes, con votación permitida hasta altas horas de la noche. Las condiciones para el voto en ausencia se hicieron más accesibles y las urnas portátiles debían estar disponibles a pedido. Se establecieron estrictos requisitos para la presencia de observadores electorales, incluidos los emisarios de todos los partidos, bloques y grupos participantes, en los colegios electorales y las comisiones electorales locales para protegerse contra la manipulación y asegurar la transparencia[cita requerida].
La Ley de Elecciones Presidenciales exige que el ganador reciba más del 50 por ciento de los votos emitidos. Si ningún candidato recibe más de esa cantidad (un resultado probable cuando hay diversas candidaturas), los dos candidatos que recibieron más votos se deben enfrentar en una segunda vuelta. Una vez que se conocen los resultados de la primera ronda, la elección de segunda vuelta debe realizarse dentro de los quince días siguientes. Una disposición tradicional permite a los votantes marcar "ninguno de los anteriores", lo que significa que un candidato en una segunda vuelta puede ganar sin obtener una mayoría. Otra disposición de la ley electoral permite solicitar que la Corte Suprema prohíba a un candidato de las elecciones si ese candidato aboga por una transformación violenta del orden constitucional o la integridad de la Federación Rusa[cita requerida].

#### Gabinete

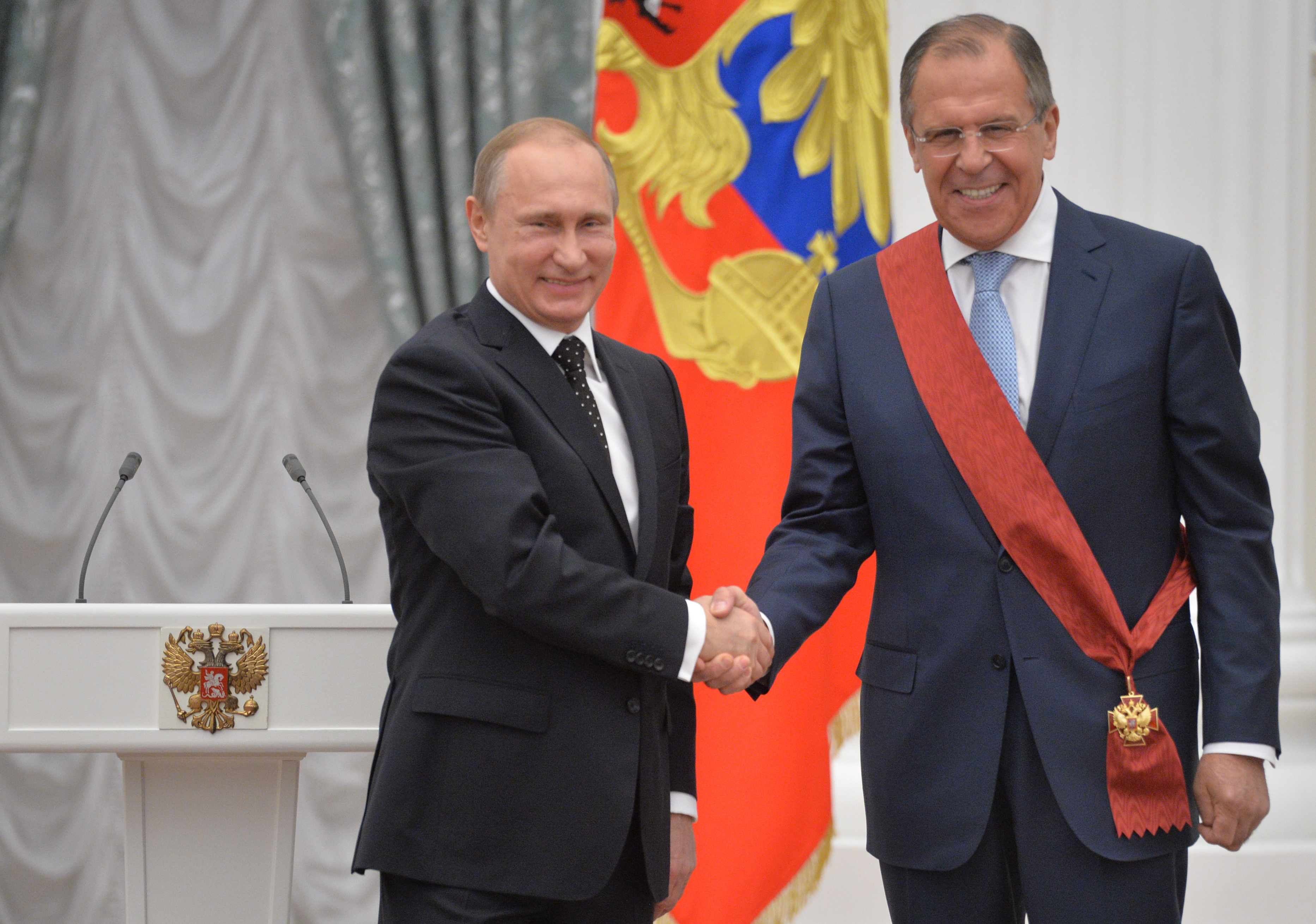
Vladímir Putin y Serguéi Lavrov, ministro de Asuntos exteriores ruso desde el año 2004.

La Constitución prescribe que el gobierno de Rusia, que corresponde a la estructura del Gabinete occidental, consiste en un primer ministro (Presidente del gobierno), vice primeros ministros y ministros federales y sus ministerios y departamentos. En el plazo de una semana de la designación del presidente y la aprobación de la Duma Estatal, el primer ministro debe presentar al presidente las nominaciones para todos los puestos subordinados del Gobierno, incluidos vice primeros ministros y ministros federales. El primer ministro lleva a cabo la administración de acuerdo con la constitución y las leyes y los decretos presidenciales. Los ministerios del Gobierno, que sumaban 24 a mediados de 1996, ejecutan políticas de crédito y monetarias y defensa, política exterior y funciones de seguridad del Estado; garantizar el estado de derecho y el respeto de los derechos humanos y civiles; proteger propiedad; y tomar medidas contra el crimen. Si el gobierno emite decretos y directivas que están en desacuerdo con la legislación o los decretos presidenciales, el presidente puede rescindirlos[cita requerida].
El Gobierno formula el presupuesto federal, lo presenta a la Duma Estatal y emite un informe sobre su implementación. A fines de 1994, el Parlamento exigió con éxito que el Gobierno comenzara a presentar informes trimestrales sobre los gastos presupuestarios y se adhiriera a otras directrices sobre asuntos presupuestarios, aunque los poderes presupuestarios del parlamento son limitados. Si la Duma Estatal rechaza un proyecto de presupuesto del Gobierno, el presupuesto se presenta a una comisión de conciliación que incluye miembros de ambas ramas[cita requerida].

#### Consejo de Seguridad
El Consejo de Seguridad de Rusia (Security Council of Russia) se creó en 1992 como órgano para asesorar al presidente en política de seguridad exterior e interior. El presidente recurre a este órgano para supervisar la aplicación de sus políticas y mejorar la coordinación entre departamentos. La composición de este órgano ha variado con el tiempo.

#### Servicios de Seguridad e Inteligencia
El Servicio Federal de Seguridad (FSB) y el Servicio de Inteligencia Exterior (SVR) facilitan al presidente el grueso de los análisis sobre política interior y exterior. Fruto de la concentración de poder en manos del ejecutivo se trata de unos órganos completamente sometidos al presidente.

#### Administración del Presidente de Rusia
La Administración del Presidente de Rusia (Presidential Administration of Russia) es un órgano que da soporte al desarrollo de las funciones del presidente y controla la ejecución de sus indicaciones y decisiones.

### El Parlamento

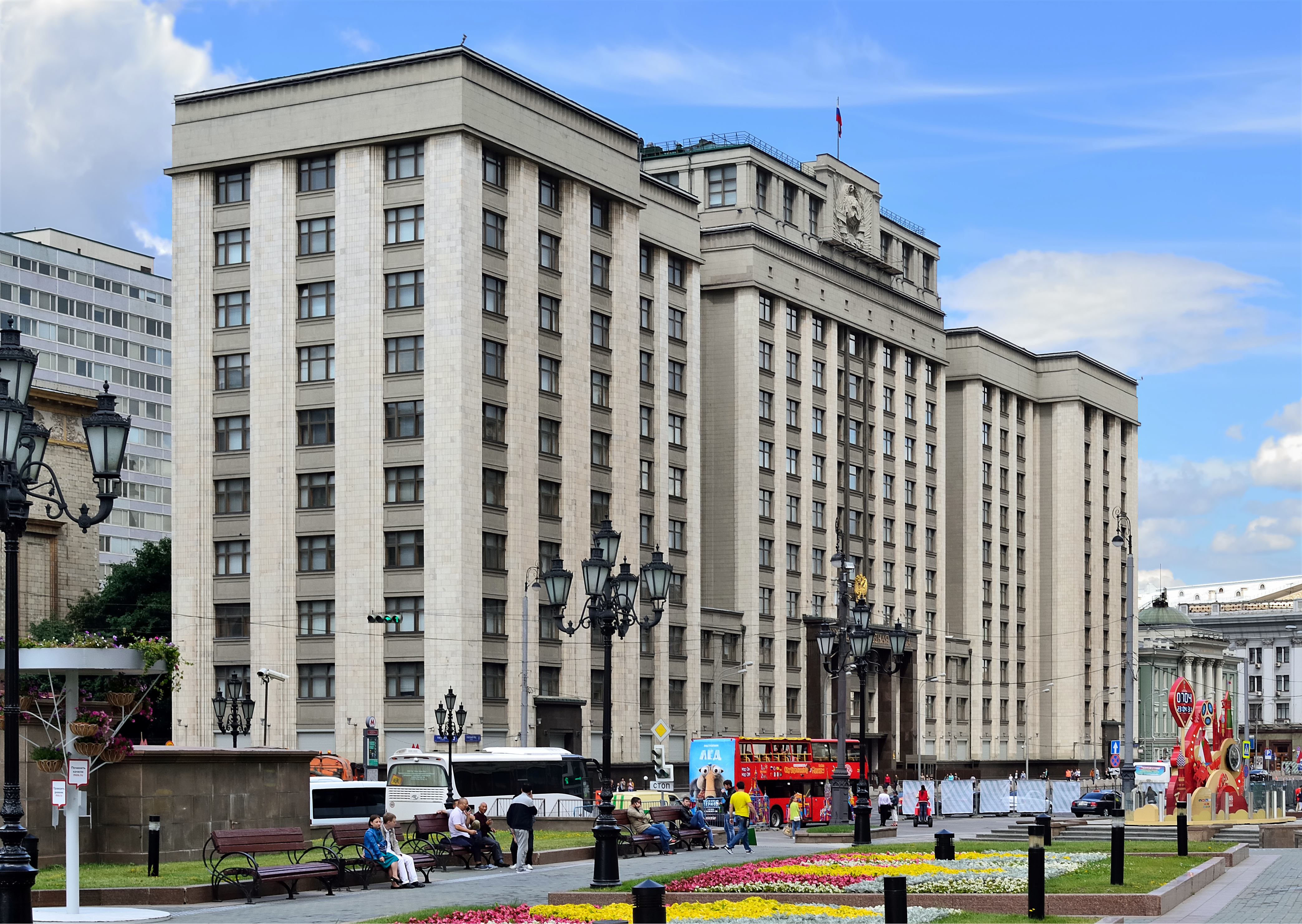
Edificio de la Duma Estatal en la Plaza del Manège en Moscú.

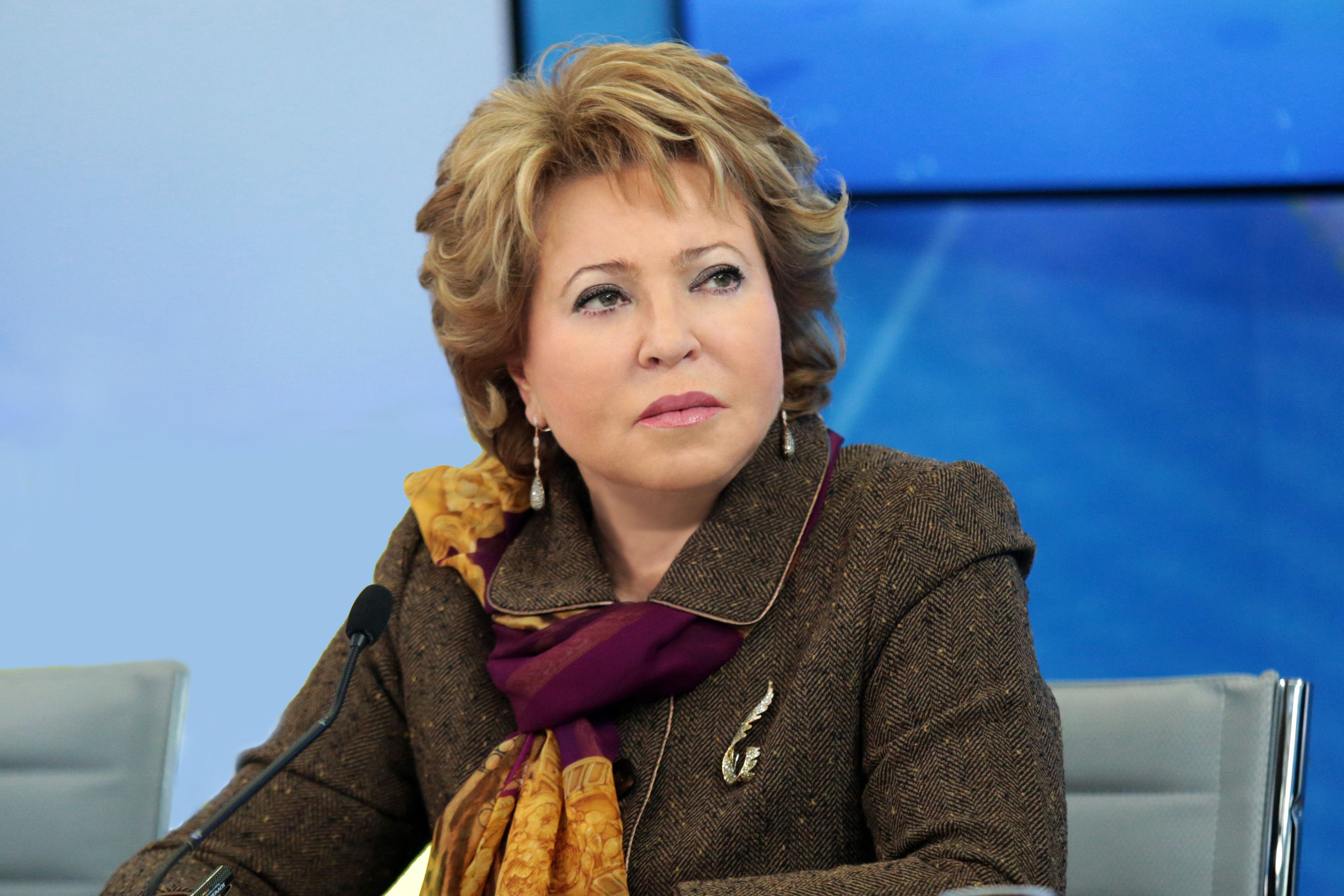
Valentina Matviyenko, Presidenta del Consejo de la Federación de Rusia desde el 21 de septiembre de 2011.

El Parlamento está compuesto por 616 miembros y es denominado Asamblea Federal. Consta de dos cámaras, la Duma Estatal de 450 miembros (la cámara baja) y el Consejo de la Federación de 187 miembros (la cámara alta). El cuerpo legislativo de Rusia fue establecido por la Constitución aprobada en el referéndum de diciembre de 1993 y las posteriores enmiendas a la Constitución de Rusia de 2020. Las primeras elecciones a la Asamblea Federal se celebraron al mismo tiempo, un procedimiento criticado por algunos rusos como indicativo de la falta de respeto de Yeltsin por las sutilezas constitucionales. Según la Constitución, los diputados elegidos en diciembre de 1993 se denominaron "de transición" porque debían cumplir solo un período de dos años. En abril de 1994, legisladores, funcionarios del gobierno y muchos prominentes empresarios y líderes religiosos firmaron un "Acuerdo Cívico" propuesto por Yeltsin, comprometiéndose durante el "período de transición" de dos años a abstenerse de la violencia, convocando elecciones presidenciales o legislativas tempranas, e intenta enmendar la Constitución. Este acuerdo, y los recuerdos de la confrontación violenta del parlamento anterior con las fuerzas gubernamentales, tuvieron algún efecto en suavizar la retórica política durante los siguientes dos años.
Las primeras elecciones legislativas bajo la nueva constitución incluyeron algunas irregularidades. Las repúblicas de Tatarstán y Chechenia y la Óblast de Cheliábinsk boicotearon la votación; esta acción, junto con otras discrepancias, resultó en la elección de solo 170 miembros para el Consejo de la Federación. Sin embargo, a mediados de 1994 todos los escaños estaban ocupados, excepto los de Chechenia, que continuaron proclamando su independencia. Todas las jurisdicciones federales participaron en las elecciones legislativas de diciembre de 1995, aunque la imparcialidad de la votación en Chechenia se vio comprometida por el conflicto allí en curso[cita requerida].
La Asamblea Federal está compuesta como un cuerpo que funciona permanentemente, lo que significa que está en sesión continua, excepto por un descanso regular entre las sesiones de primavera y otoño. Este horario de trabajo distingue al nuevo parlamento de los cuerpos legislativos de la era soviética, que se reunían solo unos pocos días cada año. La nueva Constitución también ordena que las dos cámaras se reúnan por separado en sesiones abiertas al público, aunque se llevan a cabo reuniones conjuntas para discursos importantes del presidente o líderes extranjeros[cita requerida]. Las competencias en política exterior y de seguridad son muy reducidas aunque la Duma es responsable de aprobar los tratados internacionales y el envío del Ejército en misiones internacionales.
Los diputados de la Duma Estatal trabajan a tiempo completo en sus deberes legislativos; no se les permite servir simultáneamente en legislaturas locales ni ocupar cargos gubernamentales. Sin embargo, una cláusula transitoria en la constitución permitió a los diputados elegidos en diciembre de 1993 conservar su empleo en el gobierno, una disposición que permitió a muchos funcionarios de la administración de Yeltsin servir en el Parlamento. Después de las elecciones legislativas de diciembre de 1995, diecinueve funcionarios gubernamentales se vieron obligados a renunciar a sus oficinas para asumir sus obligaciones legislativas.[cita requerida]

#### Estructura de la Asamblea Federal
La composición del Consejo de la Federación fue tema de debate hasta poco antes de las elecciones del año 2000. La legislación que surgió en diciembre de 1995 sobre las objeciones del Consejo de la Federación aclaró el lenguaje de la Constitución sobre el tema al proporcionar asientos de consejo ex officio a los jefes de las legislaturas y administraciones locales en cada una de las ochenta y nueve jurisdicciones subnacionales, de ahí un total de 178 escaños. Compuesto en 1996, el Consejo de la Federación incluía a unos cincuenta presidentes ejecutivos de las jurisdicciones subnacionales que habían sido nombrados para sus puestos por Yeltsin durante 1991-92, y luego ganó las elecciones populares directamente ante el organismo en diciembre de 1993. Pero la ley de 1995 estipuló elecciones de directores ejecutivos en todas las jurisdicciones subnacionales, incluidas las que aún gobiernan los designados por la presidencia. Los individuos elegidos en esas elecciones asumirían escaños de oficio en el Consejo de la Federación.[cita requerida]
El Consejo de la Federación consta de 187 miembros, de los cuales 170 son nombrados por los llamados  sujetos federales y 17 son nombrados por el presidente de Rusia. Al no ser elegidos mediante unas elecciones directas, los miembros el Consejo de Federación no se estructuran formalmente en grupos parlamentarios, según los partidos que representan.
De los 170 representantes de las entidades territoriales del estado ruso o sujetos federales, uno es nombrado por el órgano legislativo y otro por el órgano ejecutivo de cada uno de ellos. Asimismo, pueden ser eliminados de sus cargos por el mismo procedimiento. Los miembros del Consejo, extraoficialmente llamados senadores, deben ser mayores de 30 años y son inviolables en el ejercicio de sus funciones.

### El Poder Judicial

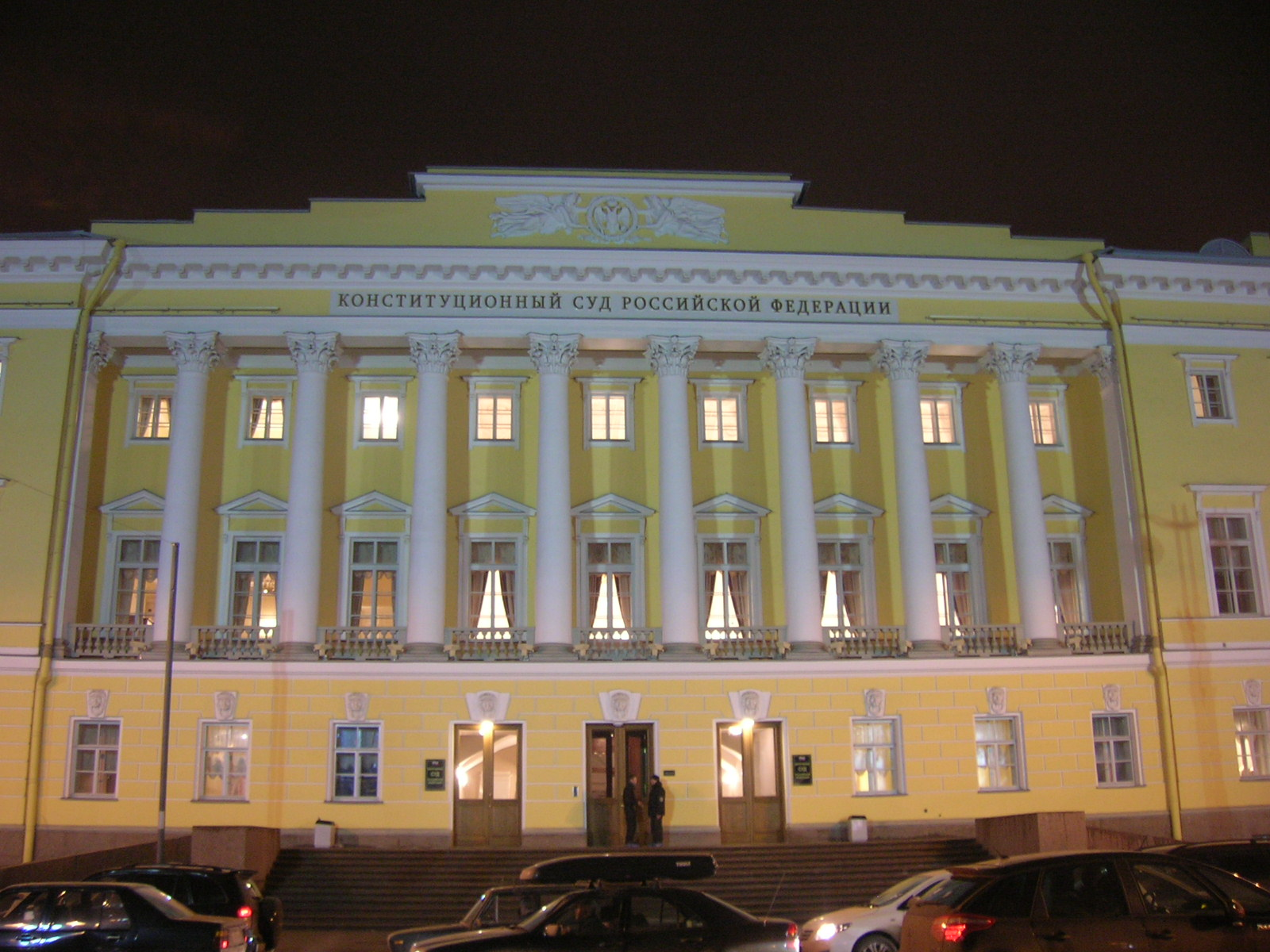
Corte Constitucional de Rusia.

El Poder Judicial de Rusia se define en la Constitución y la ley de Rusia con una estructura jerárquica con la Corte Constitucional de Rusia, la Corte Suprema de Rusia y el Tribunal Supremo de Arbitraje en el ápice. A partir de 2014, la Corte Suprema de Arbitraje se fusionó con la Corte Suprema. Los tribunales de distrito son los principales tribunales penales de juicio y los tribunales regionales son los principales tribunales de apelaciones. El poder judicial se rige por el Congreso de Jueces de toda Rusia y su Consejo de Jueces, y su gestión está respaldada por el Departamento Judicial de la Corte Suprema, el Colegio Judicial de Colegios, el Ministerio de Justicia y los diversos presidentes de tribunales. Hay muchos funcionarios de la corte, incluidos jurados, pero el fiscal general sigue siendo el componente más poderoso del sistema judicial ruso.

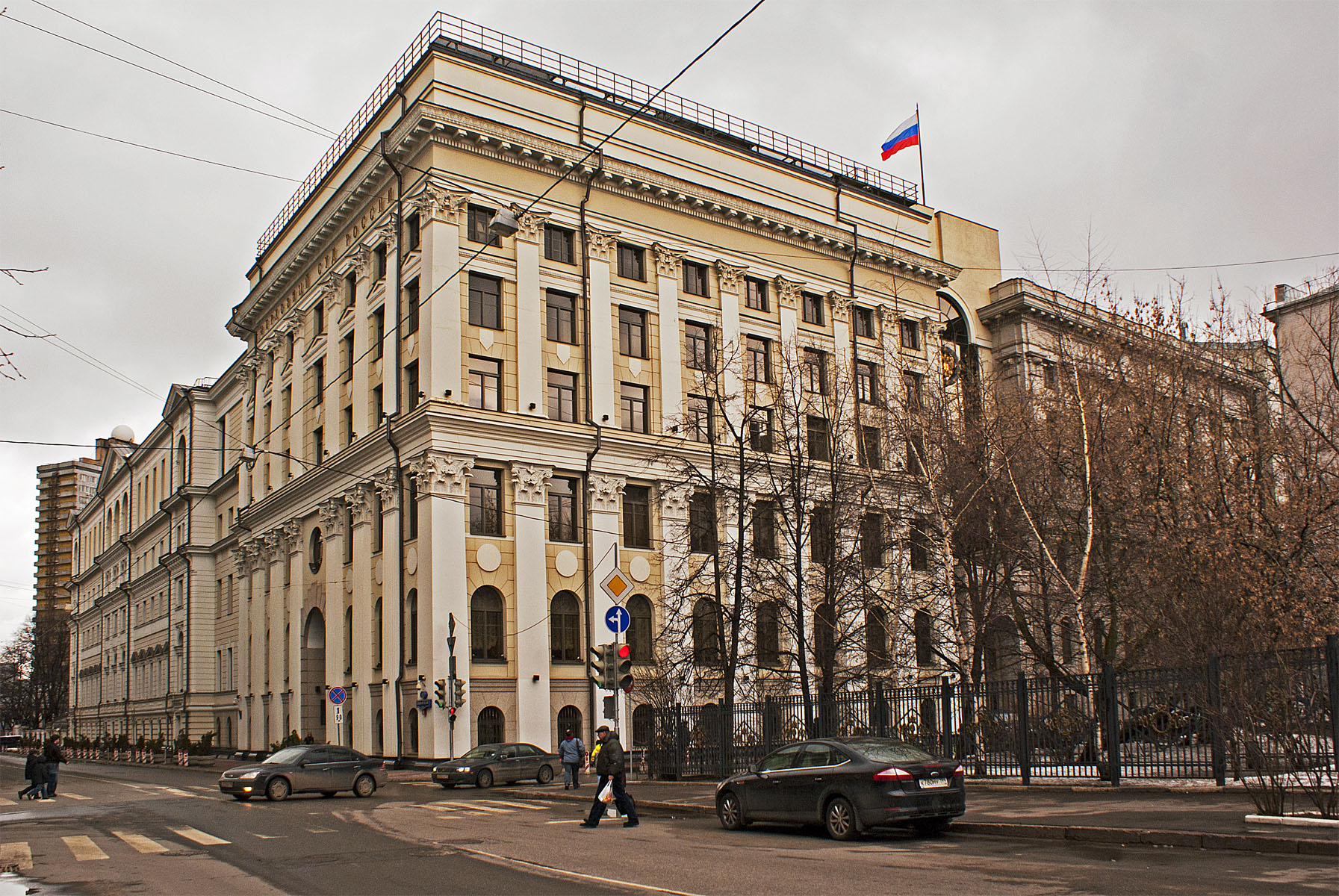
Corte Suprema de Rusia.

Muchos jueces nombrados por los regímenes de Leonid Brézhnev (en la oficina 1964-82) y Yuri Andrópov (en la oficina 1982-84) permanecieron en su lugar a mediados de la década de 1990. Dichos árbitros fueron entrenados en "leyes socialistas" de acuerdo con el Derecho soviético y se habían acostumbrado a basar sus veredictos en llamadas telefónicas de los jefes locales del PCUS en lugar de basarse en los méritos legales de los casos. Así el presidente de la Corte Suprema de Rusia Viacheslav Lébedev lleva en el cargo desde el 26 de julio de 1989, es decir, desde antes de la disolución de la Unión Soviética.
Para la infraestructura de la corte y el apoyo financiero, los jueces deben depender del Ministerio de Justicia, y para la vivienda deben depender de las autoridades locales en la jurisdicción donde se sientan. En 1995, el salario promedio de un juez era de 160 dólares por mes, sustancialmente menos que las ganancias asociadas con puestos más serviles en la sociedad rusa. Estas circunstancias, combinadas con irregularidades en el proceso de nombramiento y la continua posición de los procuradores, privaron a los jueces en las jurisdicciones inferiores de la autoridad independiente.[cita requerida]

## Presidentes del Gobierno de la Federación de Rusia, 1993 - al presente
| Federación de Rusia  |        |                                |                   |                          |                          |                          |                 |
| Nombre               | Nombre | Nombre                         | Nombre            | Toma el cargo            | Deja el puesto           | Partido                  | Jefe de Estado  |
|                      | 1      | Víktor Chernomyrdin            |                   | 14 de diciembre de 1992  | 23 de marzo de 1998      | Nash Dom Rossiya         | Borís Yeltsin   |
|                      | 2      | Serguéi Kirienko               |                   | 23 de marzo de 1998      | 23 de agosto de 1998     | Independiente            | Borís Yeltsin   |
|                      |        | Víktor Chernomyrdin (interino) |                   | 23 de agosto de 1998     | 11 de septiembre de 1998 | Nash Dom Rossiya         | Borís Yeltsin   |
|                      | 3      | Yevgeni Primakov               |                   | 11 de septiembre de 1998 | 12 de mayo de 1999       | Patria - Toda Rusia      | Borís Yeltsin   |
|                      | 4      | Serguéi Stepashin              |                   | 12 de mayo de 1999       | 9 de agosto de 1999      | Independiente            | Borís Yeltsin   |
|                      | 5      | Vladímir Putin                 |                   | 9 de agosto de 1999      | 16 de agosto de 1999     | Unidad                   | Borís Yeltsin   |
| 16 de agosto de 1999 | 5      | Vladímir Putin                 | 7 de mayo de 2000 | Vladímir Putin           |                          | Unidad                   |                 |
|                      | 6      | Mijaíl Kasiánov                |                   | Vladímir Putin           | 7 de mayo de 2000        | 24 de febrero de 2004    | Independiente   |
|                      |        | Víktor Jristenko (interino)    |                   | Vladímir Putin           | 24 de febrero de 2004    | 5 de marzo de 2004       | Independiente   |
|                      | 7      | Mijaíl Fradkov                 |                   | Vladímir Putin           | 5 de marzo de 2004       | 12 de septiembre de 2007 | Independiente   |
|                      | 8      | Víktor Zubkov                  |                   | Vladímir Putin           | 12 de septiembre de 2007 | 7 de mayo de 2008        | Rusia Unida     |
|                      | 9      | Vladímir Putin                 |                   | 7 de mayo de 2008        | 7 de mayo de 2012        | Rusia Unida              | Dmitri Medvédev |
|                      |        | Víktor Zubkov (interino)       |                   | 7 de mayo de 2012        | 8 de mayo de 2012        | Rusia Unida              | Vladímir Putin  |
|                      | 10     | Dmitri Medvédev                |                   | 8 de mayo del 2012       | 15 de enero de 2020      | Rusia Unida              | Vladímir Putin  |
|                      | 11     | Mijaíl Mishustin               |                   | 16 de enero de 2020      | En el cargo              | Independiente            | Vladímir Putin  |

## Política exterior e interior de Borís Yeltsin, 1991-1999

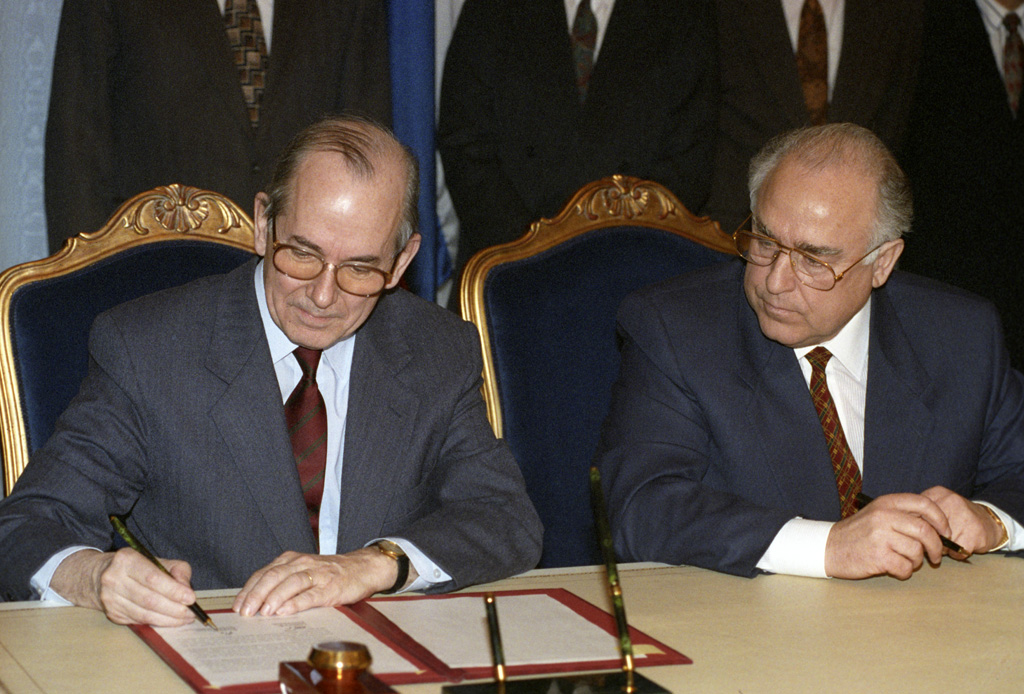
El Secretario Ejecutivo del FMI, Michel Camdessus, y el primer ministro, Víktor Chernomyrdin, firman un acuerdo sobre un préstamo a Rusia el 10 de marzo de 1995 en el Kremlin.

El 1 de enero de 1992, nacía la Federación de Rusia. Fue, de acuerdo con la historiadora francesa Hélène Carrère d'Encausse y gran amiga de Putin, el gran acontecimiento del final del siglo XX. El primer mandato de Borís Yeltsin fue del 10 de julio de 1991 al 9 de agosto de 1996. El segundo mandato, del 9 de agosto de 1996 al 31 de diciembre de 1999. 
A lo largo de los años 90, con la excepción de Bielorrusia, Rusia fue incapaz de impedir el alejamiento paulatino de los otros países que una década atrás habían estado bajo su control. El politólogo Zbigniew Brzezinski afirmó: «Rusia no era lo suficientemente fuerte desde el punto de vista político para imponer su voluntad y no era lo suficientemente atractiva desde el punto de vista económico para seducir a los nuevos Estados».
Una de las principales preocupaciones del Kremlin en los primeros meses tras la disolución de la URSS fue la de estructurar unas FFAA propiamente rusas. Dichas FFAA se organizarían con parte del equipo heredado de las Fuerzas Armadas Soviéticas. Esa reorganización incluía tomar control efectivo de todo el arsenal nuclear, parcialmente diseminado por territorios que en ese momento ya eran países independientes. Uno de los nuevos países donde quedaron armas nucleares fue Ucrania, que llegaría a tener durante un breve periodo de tiempo el tercer arsenal del mundo después de Estados Unidos y Rusia. Presiones internacionales y con los efectos del accidente de Chernóbil todavía muy presentes convencieron al gobierno de Ucrania, que en 1992 entregó a la Federación de Rusia primero todas sus armas tácticas y poco después las cabezas nucleares estratégicas.
En 1993, fue publicado el primer documento donde se definía el concepto de Política Exterior de Rusia, con el objeto de ocupar el vacío dejado por la extinta URSS. Los objetivos nacionales definidos en dicho documento fueron: preservar la independencia, la integridad territorial, la soberanía, la construcción de un país democrático, la defensa de la economía de mercado y la seguridad.
En noviembre de 1994, Ucrania, junto con tres potencias nucleares, la Federación de Rusia, los Estados Unidos y el Reino Unido, firmaba el Memorándum de Budapest que ofrecía a Ucrania garantías de seguridad por parte de sus signatarios al adherirse Ucrania al Tratado de No Proliferación Nuclear y declarándose un país desnuclearizado.

### Política exterior

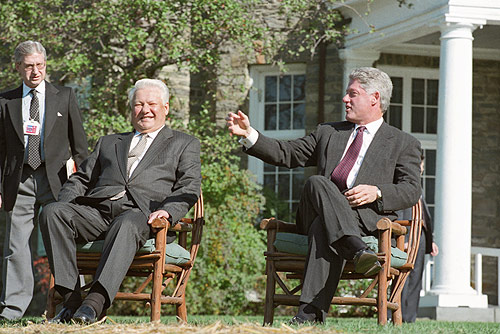
Bill Clinton y Borís Yeltsin en octubre de 1995.

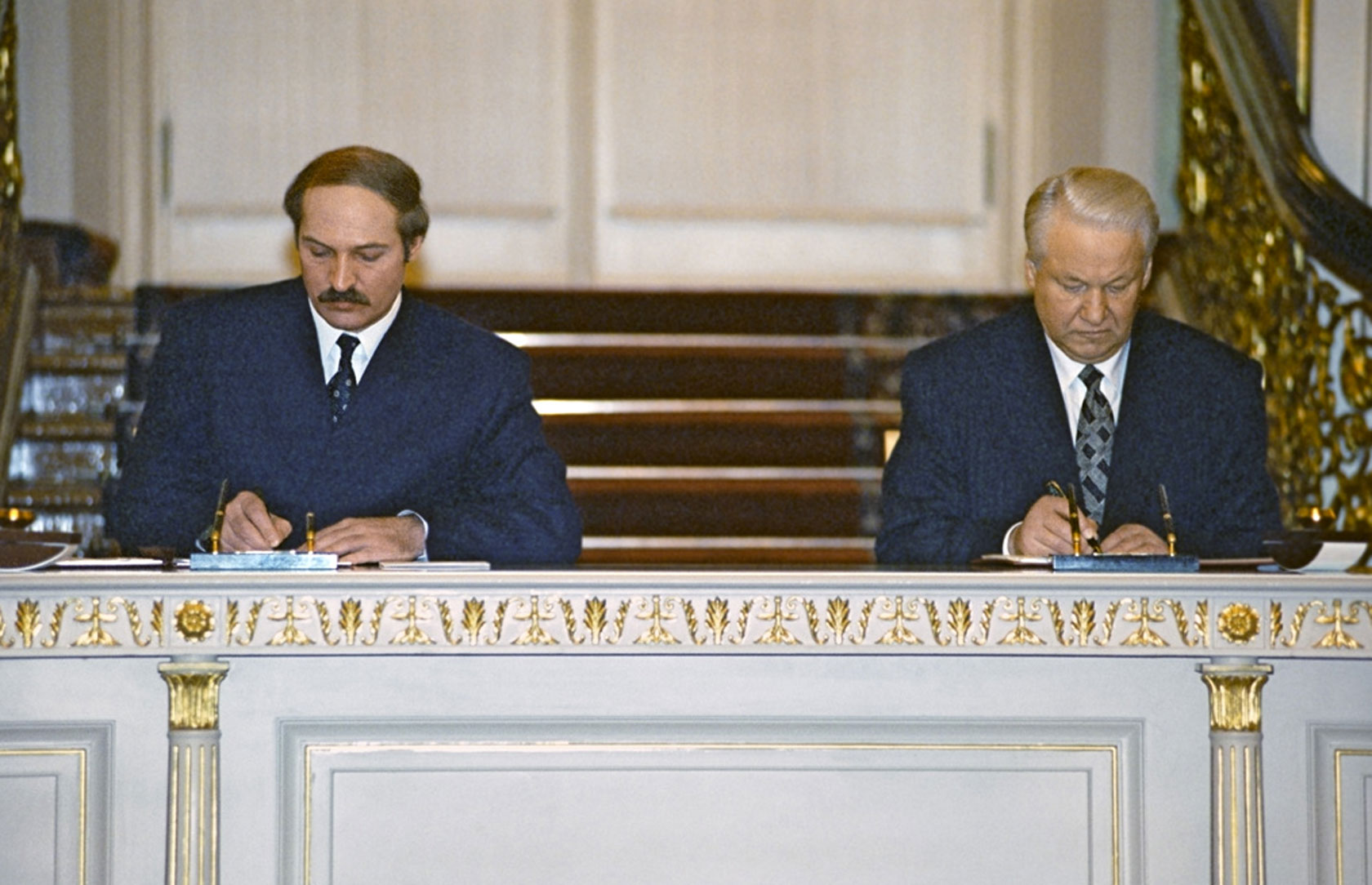
Borís Yeltsin y Aleksandr Lukashenko en la firma del tratado de relaciones entre Rusia y Bielorrusia en abril de 1997.

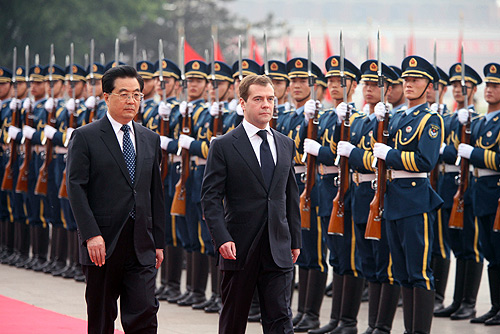
Dmitri Medvédev con el presidente de China Hu Jintao durante la ceremonia de bienvenida oficial en Pekín el 23 de mayo de 2008.

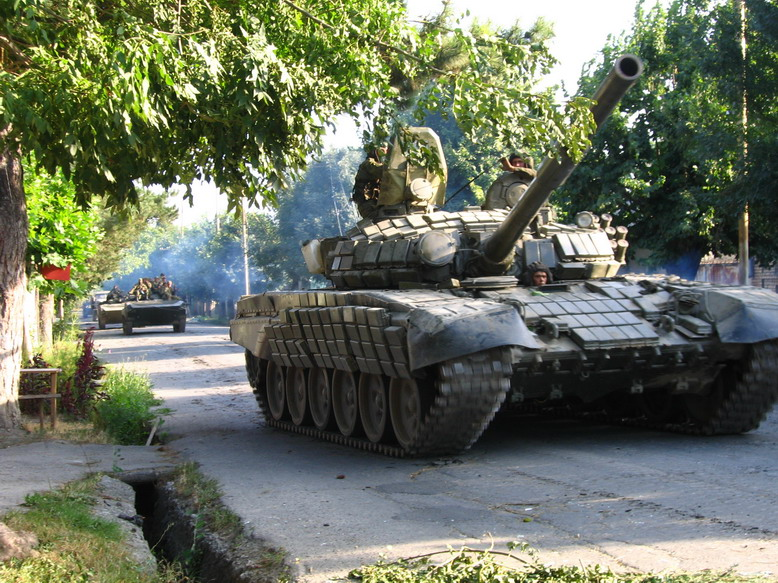
Carros de combate rusos T-72 en Osetia del Sur en agosto de 2008

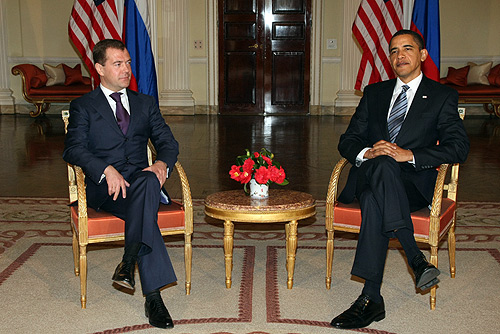
Barack Obama y Dmitri Medvédev el 1 de abril de 2009.

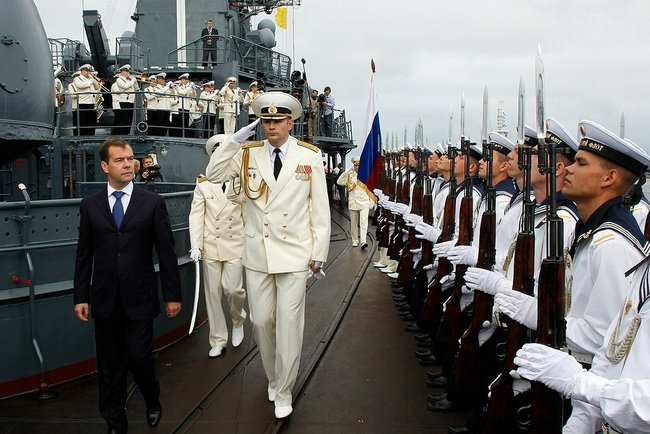
Dmitri Medvédev pasando revista en Kaliningrado en julio de 2011.

La Rusia postsoviética quedó en una situación vulnerable tras su independencia de la URSS. Toda Siberia y Extremo Oriente apenas sumaban 27 millones de habitantes en 1991, y toda Rusia superaba por poco a la población de Bangladés. El periodista y estadounidense, Robert D. Kaplan, citando a Andréi Kózyrev, ministro de Asuntos Exteriores ruso entre 1991 y 1996: «entendimos rápidamente que la geopolítica está reemplazando a la ideología». Guennadi Ziugánov, Primer Secretario del Partido Comunista de la Federación de Rusia desde 1993, declaró que Rusia debía recuperar el control del «corazón continental».
En los años 90, Rusia se vio envuelta en diversos conflictos de carácter secesionistas en países vecinos como la Guerra en Transnistria, la de Nagorno Karabaj, en Osetia del Sur y la Guerra de Abjasia. Desde el desmoronamiento del Imperio otomano en los Balcanes a lo largo de los siglos XIX y XX, la posición de Rusia había sido la de apoyar a los pueblos eslavos de ese territorio como por ejemplo a los serbios. Durante el desmembramiento de Yugoslavia, Yeltsin se tuvo que enfrentar a un dilema entre esa solidaridad eslava con la intervención de la OTAN a causa de la masacre de Srebrenica. Sería con la intervención en Kosovo en 1999 cuando se produjo la ruptura con Occidente después de ocho años de acercamientos con los Estados Unidos. De hecho, el ejemplo de Kosovo serviría de modelo para legitimar años después las intervenciones rusas en Osetia del Sur, Abjasia y Crimea.
En abril de 1992, y gracias a las reformas económicas, Rusia fue aceptada en el FMI y Banco Mundial como miembro de pleno derecho. El FMI le prometió 24 000 millones de dólares en ayudas.
La política exterior de los años de Yeltsin, mal planificada y ejecutada, padeció los problemas políticos internos del gobierno ruso, con frecuentes cambios de ministros y luchas políticas por el poder. A finales de 1996 se planteó una reducción de los efectivos en las FFAA rusas, en torno a 1.200.000, con el objetivo de recortar costes. Coincidiendo con esta reestructuración, se fijaron los nuevos objetivos para la Seguridad Nacional en 1997. Las relaciones e influencia de la federación en su entorno geopolítico quedó definida a finales de los años 90 de la siguiente manera: Las repúblicas Bálticas permanecieron fuera de la influencia de Moscú. La Bielorrusia de Aleksandr Lukashenko quedó como aliada. Armenia y las repúblicas de Asia Central con una posición cercana a Rusia. Azerbaiyán adoptó una postura ambivalente.
La política exterior de Rusia de los 90 tuvo tres etapas: de 1991 a 1993, etapa de definición de estrategias generales asumiendo la nueva realidad de Rusia, de 1994 a 1999, etapa donde se precisaron los intereses en Seguridad Nacional, y de 1999 en adelante, con el retorno de Rusia a la escena internacional en un mundo multipolar.

#### Relaciones con China
En 1996, Yeltsin visitó Pekín, donde Rusia firmó con China una asociación cooperativa estratégica con miras al siglo XXI. En 1997 Yeltsin y Jiang firmaron en Moscú la «Declaración conjunta sobre un mundo multipolar y el establecimiento de un nuevo orden internacional». Proponían como alternativa un orden mundial multipolar con los principios de respeto mutuo a la soberanía, igualdad y mutuo beneficio y coexistencia pacífica.

#### Relaciones con la UE
Para la Unión Europea, el final de la URSS fue una oportunidad para apoyar las políticas de liberalización económica en los nuevos países de la Europa Oriental entre los que estaba Rusia. El 24 de junio de 1994, se firmó con ciertas dificultades por discrepancias entre las dos partes el Partnership and Cooperation Act (PAC), que definiría el marco de relaciones entre la UE y Rusia tratando de ejercer la primera cierto tutelaje sobre la segunda. Las buenas relaciones entre ambas partes comenzaron a deteriorarse primero con la llegada de Yevgueni Primakov en 1996 al Ministerio de Asuntos Exteriores ruso, quien inició una política de más acercamiento a China y la India en detrimento de Europa, segundo por los efectos en la UE de la fuerza empleada en las operaciones rusas en la primera Guerra de Chechenia (1994-96) y, tercero, con la intervención de la OTAN en la guerra de Kosovo (1998-99). Las sucesivas ampliaciones de la UE y la OTAN hacia el este preocuparon al Kremlin por considerar que eran contrarias a los intereses nacionales rusos.

#### Relaciones con Ucrania
Tras el intento de golpe de Estado en la Unión Soviética, el 24 de agosto de 1991 Ucrania declaraba su independencia. El 1 de diciembre de 1991, habiendo alcanzado Ucrania su independencia, fue reconocida por Polonia, Hungría y poco después por Checoslovaquia. Ya en esta fecha se puede apreciar un viraje de Ucrania hacia Occidente. Tras la firma el 8 de diciembre de 1991 del Tratado de Belavezha que significó la disolución de la URSS, quedaron dos asuntos espinosos en las relaciones entre Ucrania y Rusia. El primero de ellos fue el de los desacuerdos fronterizos entre ambos países y el segundo el de la suerte del armamento nuclear soviético desplegado en Ucrania. Crimea, uno de los puntos de disputa, fue incorporada al Imperio ruso durante el reinado de Catalina II.
El 19 de febrero de 1954, estando Nikita Jruschov al frente de la URSS y de acuerdo con un ukaz del Presídium del Sóviet Supremo de la URSS, la península de Crimea fue transferida de la RSFS de Rusia a la RSS de Ucrania con el objetivo de optimizar la construcción del canal de Crimea del Norte que traería el agua desde Ucrania a la península, así como sosegar el nacionalismo ucraniano surgido durante los años de Stalin, especialmente tras el Holodomor. El censo de 1989, mostró que en Crimea aproximadamente el 25 % de la población era ucraniana, y además había una importante minoría tártara alrededor de cien mil, muy mermada a raíz de la deportación de los tártaros de Crimea perpetrada por Stalin en 1944. En 1995, Rusia y Ucrania firmaron un acuerdo para que la Flota del Mar Negro rusa pudiese permanecer atracada en el puerto de Sebastopol en Crimea. En 2010, ambos países acordaron prolongar la vigencia de dicho acuerdo hasta 2042 mediante la firma de los Acuerdos de Járkov (Kharkiv Pact).
El 5 de diciembre de 1994, Ucrania y otras tres potencias nucleares, la Federación de Rusia, los Estados Unidos y el Reino Unido, firmaban el Memorándum de Budapest sobre Garantías de Seguridad que ofrecía garantías de seguridad por parte de sus signatarios con respecto a la adhesión de Ucrania al Tratado de No Proliferación Nuclear.
El 31 de mayo de 1997, los presidentes de Rusia y de Ucrania, Borís Yeltsin y Leonid Kuchma respectivamente, firmaron en Kiev el Tratado de Amistad, Cooperación y Asociación por el que se reconocía la inviolabilidad de las fronteras actuales así como se permitía que, además de la infraestructura del puerto de Sebastopol en Crimea, Rusia pudiera disponer de tres radares y un aeropuerto por un periodo de 20 años a cambio de un pago en concepto de alquiler. 
En los años del cambio de siglo, unos elevados precios del petróleo permitieron al país iniciar una recuperación económica, coincidiendo además con la consolidación de China, India e Irán como socios importantes. Henry Kissinger, en su libro Diplomacia (1994), apuntó que la ayuda ofrecida por Estados Unidos a Rusia tras la disolución de la URSS no tuvo en cuenta las consecuencias en la región de una Rusia recuperada: «si un programa internacional de ayuda a Rusia, posterior a la Guerra Fría, alcanza su objetivo, la creciente fuerza de Rusia tendrá consecuencias geopolíticas en toda la vasta periferia del ex Imperio ruso».

### Política interior

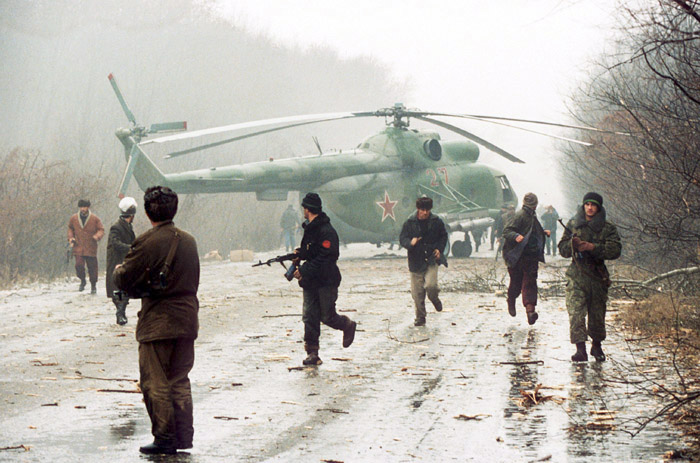
Un helicóptero Mi-8 ruso derribado en diciembre de 1994 por combatientes chechenos cerca de Grozni, la capital chechena.

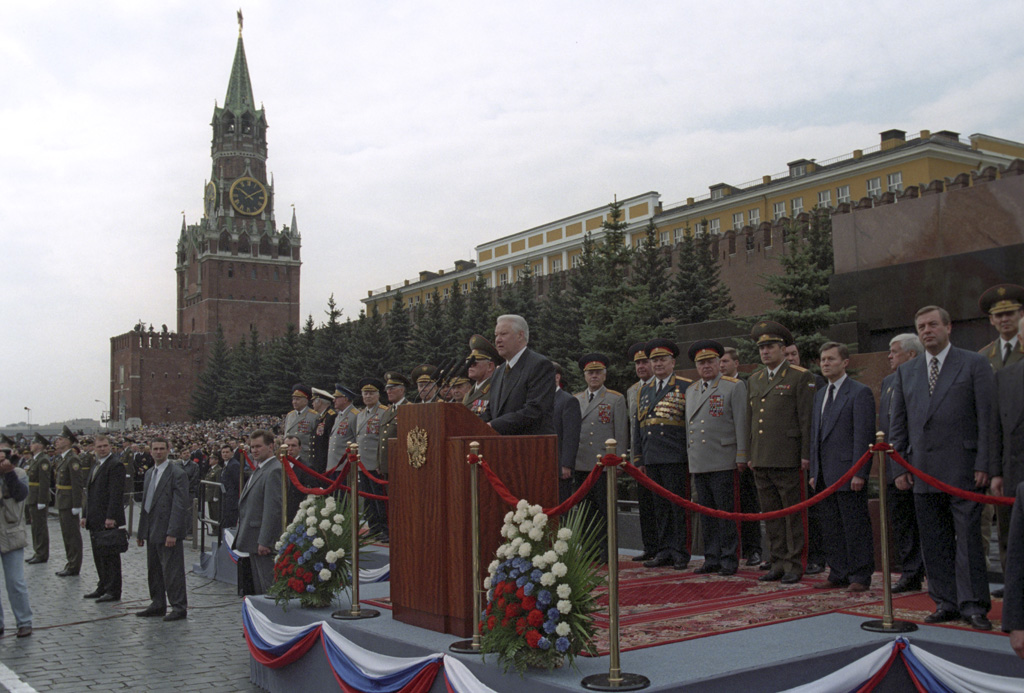
Borís Yeltsin en la Plaza Roja el Día de la Victoria de 1998.

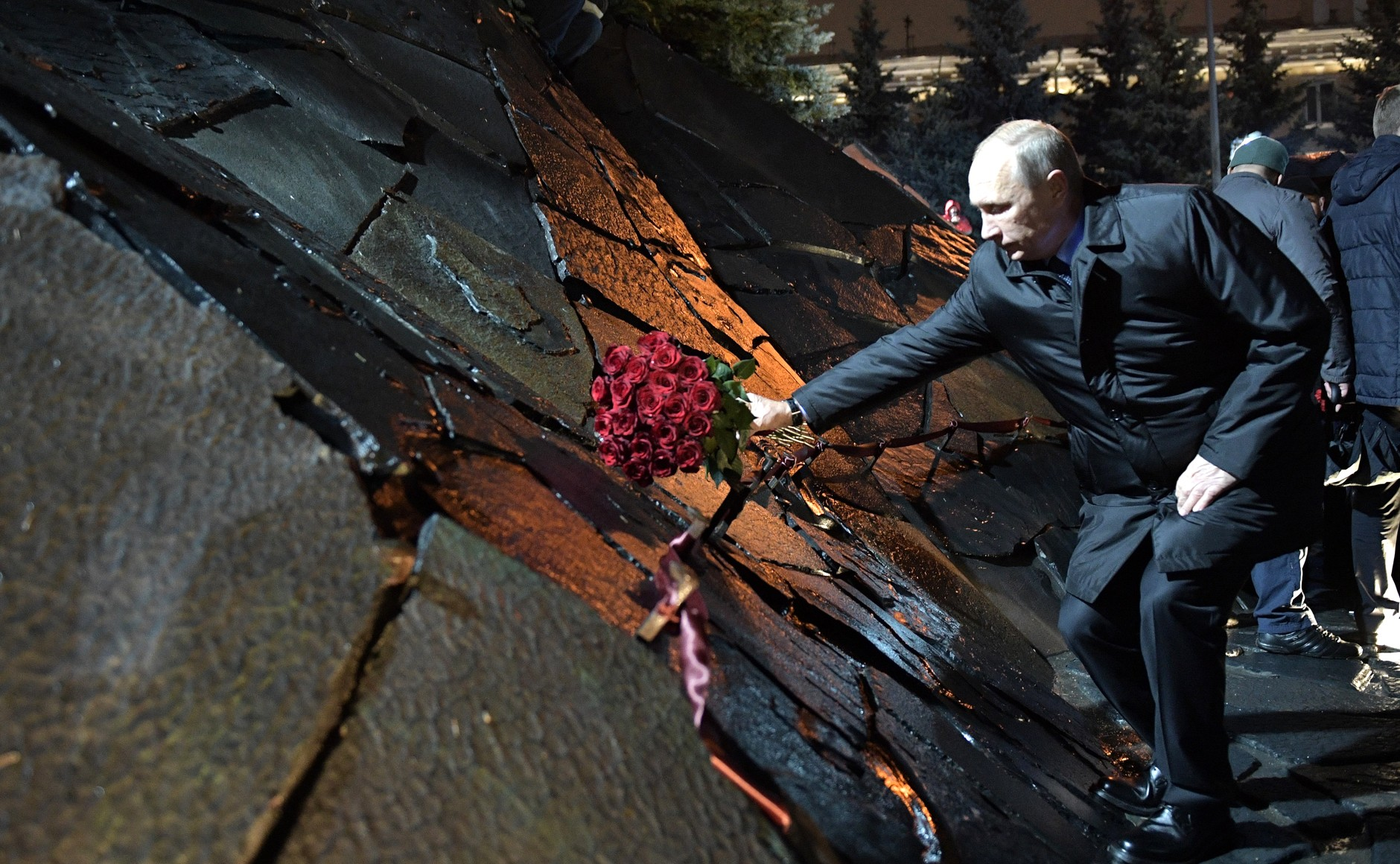
Putin en el «Muro del Dolor», en octubre de 2017.

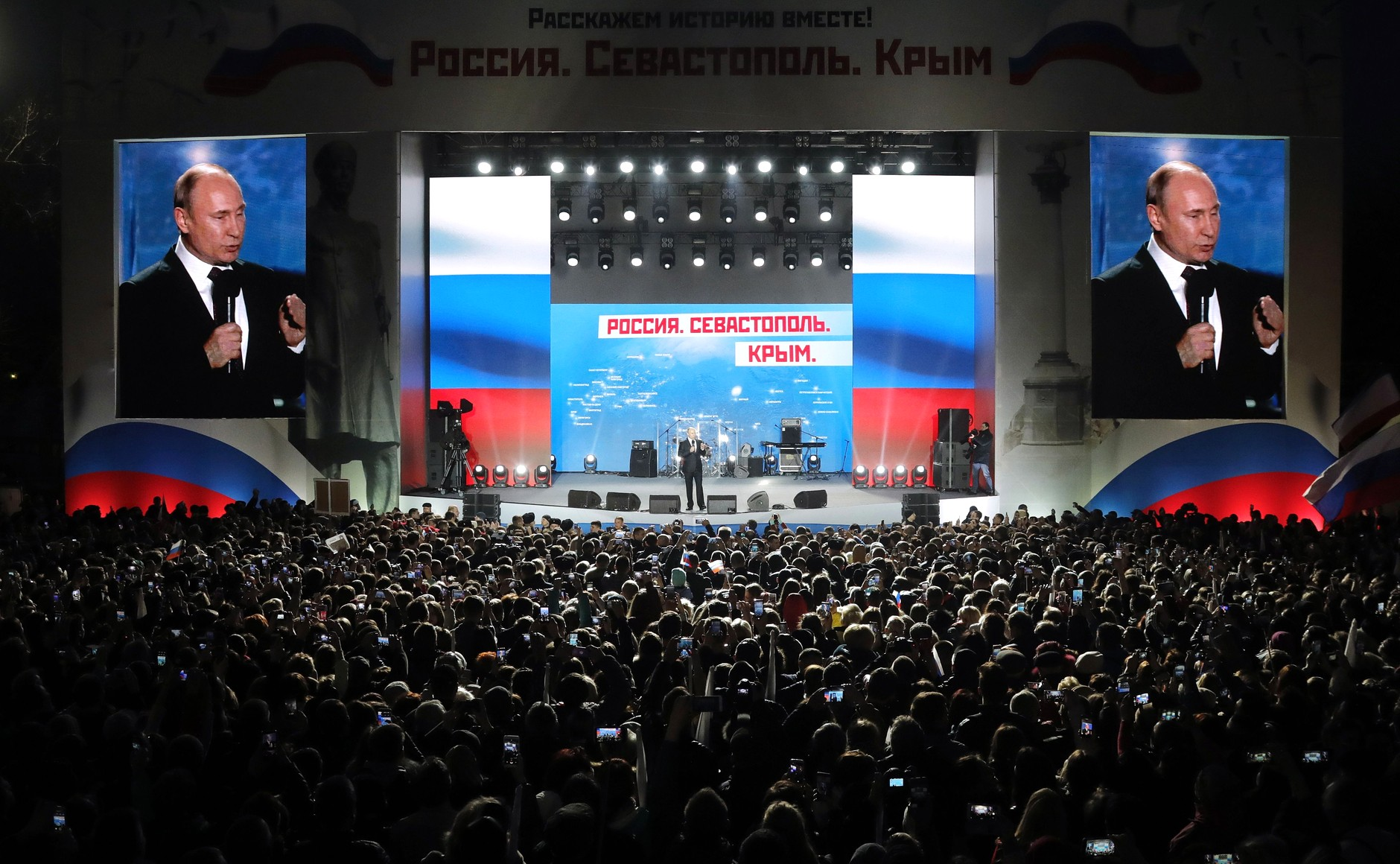
Vladímir Putin en Sebastopol el 14 de marzo de 2018.

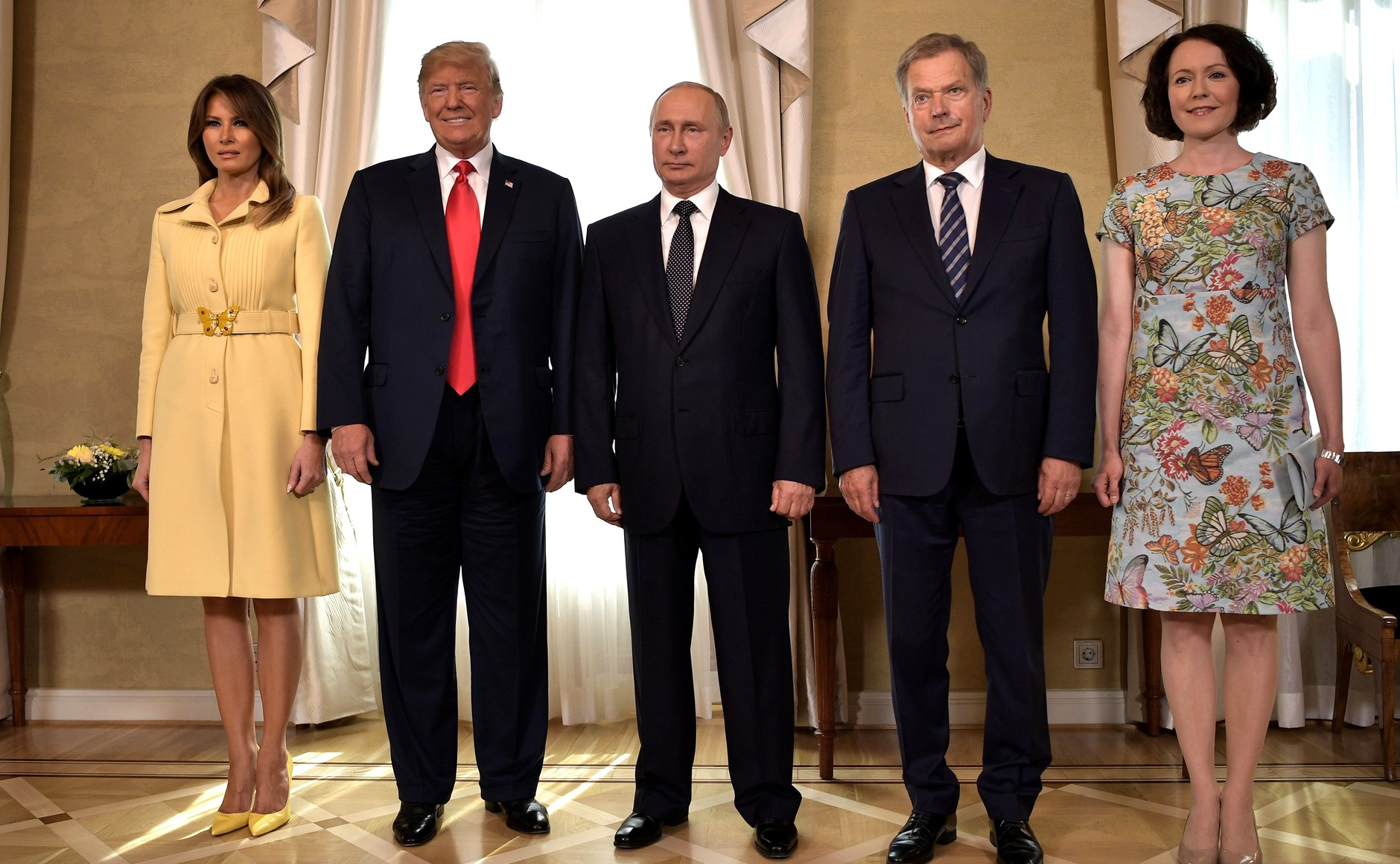
Donald Trump y Vladímir Putin durante la Cumbre de Helsinki del 16 de julio de 2018.

Yeltsin no fue capaz de mantener el control efectivo de Rusia en los dos años inmediatos a la caída de la Unión Soviética debido a la ausencia de un marco normativo para el nuevo país, a una presencia mayoritaria en el parlamento de la antigua nomenklatura del partido y al delicado estado de salud del propio presidente que en ocasiones no hacía apariciones en público durante semanas. Ordenó la disolución del Sóviet Supremo mediante el Decreto n.º 1400 con idea de proporcionar a Rusia una nueva Constitución. 
El 17 de julio de 1991, Borís Yeltsin leyó un discurso donde proponía un programa de trasformación económica cuya puesta en marcha abriría, según sus palabras, «uno de los momentos más críticos de la historia de Rusia». Los encargados de ejecutar las reformas económicas serían Anatoli Chubáis, cuya misión fue la de llevar a cabo las privatizaciones, y Piotr Aven, encargado de las relaciones económicas exteriores. Las consecuencias inmediatas de las reformas fueron terribles: los precios se dispararon y los ahorros particulares desaparecieron. Las primeras víctimas fueron los profesores, médicos, funcionarios, jóvenes becarios y jubilados. 
El 24 de julio de 1993, se creó el nuevo rublo ruso, en sustitución al rublo soviético. En 1993, los datos económicos eran malos. El PIB había caído un 9 %, la industria estaba en recesión, y el consumo y la inversión descendieron un 5,5 % y un 11,6 % respectivamente. A partir de 1992, la vida política de Rusia comenzó a mostrar algunos síntomas de cambio: Aparecen los primeros «políticos profesionales» organizados en diversas fuerzas políticas. Surgieron y desaparecieron muchos partidos políticos. 
Para Mira Milosevich-Juaristi, investigadora principal del Real Instituto Elcano, Borís Yeltsin intentó realizar al mismo tiempo cuatro revoluciones: liberalización del mercado, desarrollar un poder político democrático, la transformación del imperio en un Estado-nación y encontrar un nuevo papel para Rusia como potencia nuclear.

#### Crisis constitucional rusa de 1993
El 21 de septiembre de 1993, se produjo una una crisis constitucional. Un grupo de opositores trataron de frenar el proceso de reforma al atrincherarse con armas en el Palacio legislativo y al proclamar a Aleksandr Rutskói presidente. El 3 de octubre, intentaron de tomar al asalto la sede de la televisión. El 4 de octubre, el ejército rodeó el Palacio legislativo y recuperaron por la fuerza el edificio. La nueva constitución, de carácter presidencial, fue aprobada el 12 de diciembre de 1993. En el artículo 10, afirmaba la separación e independencia de los tres poderes. El presidente quedaba protegido por su inmunidad, por unas débiles condiciones para una posible destitución y por un rígido trámite para una posible suplencia.
Yeltsin consiguió recentralizar el poder aunque la economía seguía en manos de un grupo de oligarcas, alrededor de 150 a 200, de entre los cuales siete de ellos controlaban más del 50 % del PIB del país. Muchos de estos oligarcas provenían de los cuadros políticos del PCUS. Como ya se dijo, la política económica consistió en la aplicación de recetas liberales aunque no produjo los resultados inmediatos esperados pues los oligarcas comenzaron a sacar capitales del país, dejando sin recursos al Estado. A esta situación hay que añadir el crimen organizado y las redes mafiosas que penetraron en las nuevas estructuras políticas. La crisis económica mundial de 1997, originada en Asia, y el conocido como «efecto vodka» de 1998, complicaron la situación del pueblo ruso en los últimos años del siglo XX. Coincidiendo con estas crisis se produjo un recrudecimiento del conflicto de Chechenia.
Durante los últimos meses de la URSS y los primeros años de la Federación de Rusia, Yeltsin y sus colaboradores se enfrentaron al constante problema de la integridad territorial de Rusia. En los años 90, el principal desafío interior al que tuvo que enfrentarse la federación fue las dos guerras libradas en Chechenia, territorio que declaró la independencia unilateral en 1991, poco antes de la disolución de la URSS.

#### Primera Guerra de Chechenia (1994-1996)
La primera guerra chechena comenzó el 18 de diciembre de 1994. Unos días antes, Yeltsin se dirigió al pueblo ruso:

Buscamos una solución política al problema de un sujeto de la Federación, la República de Chechenia; debemos proteger a los ciudadanos del extremismo armado. Pero actualmente es imposible conjurar mediante discusiones pacíficas el peligro de una guerra civil total en Chechenia.
Yeltsin, 11 de diciembre de 1994

Andréi Kózyrev, ministro de Asuntos Exteriores de Rusia entre 1991 y 1996, declaró: «Los militares nos habían convencido, durante la reunión del Consejo de Seguridad, de que sería una "guerra relámpago sin derramamiento de sangre", y que no duraría más allá del 20 de diciembre». Sin embargo, fue necesario un mes completo para tomar el palacio presidencial, y otro más para sitiar Grozni. El avance de las fuerzas armadas rusas costó en los primeros meses de guerra más de 2.000 muertos y miles de heridos. El 14 de junio de 1995, Shamil Basáyev, líder de la guerrilla chechena considerado terrorista por Rusia, coordinó como venganza personal la toma de rehenes, unos 1400, en el hospital de Budiónnovsk. Poco antes había anunciado que trasladaría la guerra a territorio ruso. A raíz del suceso y pese a la oposición de los militares, se abrieron negociaciones entre el gobierno ruso y la guerrilla chechena sin que sin embargo se detuviesen los combates en la región. 
La historiadora francesa Hélène C. d'Encausse señala que entre las motivaciones de Yeltsin de no aceptar negociaciones con Chechenia estarían las presiones de los «halcones», como el general Aleksandr Korzhakov o Nikolái Yegórov, y su deseo de que eligieran como líder de Chechenia a Dokú Zavgáiev en vez de a Ruslán Jazbulátov.
La guerra en Chechenia supuso un desgaste para el gobierno de Yeltsin. El 10 de julio de 1995, sufrió su primer infarto. El nuevo Partido Comunista de Rusia, que había sido legalizado en 1993, estaba dirigido por Guennadi Ziugánov, y en ese momento contaba ya con más de medio millón de afiliados. El entorno de Yeltsin hablaba de frenar el crecimiento del Partido Comunista con la creación de dos partidos políticos, uno de centro derecha, y otro de centro izquierda. En las elecciones de 1995, los comunistas consiguieron 149 escaños de un total de 450. El 9 de diciembre, se produjo otro atentado con rehenes, esta vez en Kizlyar, Daguestán.

#### Sucesión de Yeltsin
El entorno de Yeltsin llevó como sucesor a Putin, quien era antiguo miembro del KGB. Anatoli Chubáis, jefe administrativo de Yeltsin, presentó a Putin a Valentín Yumáshev, el yerno de Yeltsin casado con su hija Tatiana Yumásheva (née Yéltsina). Posteriormente, Yumáshev mantuvo una conversación con Yeltsin sobre la sucesión. En una entrevista concedida a la BBC el 27 de diciembre de 2019, Yumáshev declaró: «Yeltsin tenía varios candidatos en mente, como Borís Nemtsov, Serguéi Stepashin y Nikolái Aksenenko. Yeltsin y yo hablamos mucho acerca de sus posibles sucesores. Y eventualmente hablamos de Putin, recuerda. Yeltsin me preguntó: ¿Qué piensas de Putin? Creo que es un excelente candidato, le contesté. Creo que deberías considerarlo. Está claro, por la forma en la que hace su trabajo, que está listo para tareas más difíciles».
El candidato pretendía transmitir una imagen de hombre fuerte y patriota. Había hecho carrera en San Petersburgo durante los años 90. En las elecciones del 19 de diciembre de 1999 obtuvo buenos resultados. El 31 de diciembre de 1999, hacia el mediodía y tras encontrarse con el patriarca Alejo, Borís Yeltsin decidió hablar al país y de manera inesperada renunció a la presidencia:

Mis queridos amigos: Hoy me dirijo a vosotros por última vez, para desearos un feliz año, pero eso no es todo. Hoy me dirijo a vosotros por última vez como presidente de Rusia. (...) He comprendido que era indispensable: Rusia debe entrar en el nuevo siglo con hombres políticos nuevos, nuevos rostros, gente nueva, inteligente, fuerte... (...) Quiero pediros perdón. Porque muchos de nuestros sueños no se han llevado a cabo. Lo que nos parecía sencillo ha sido terriblemente difícil. Pido perdón porque no he conseguido realizar las esperanzas de aquellos que creían que podríamos, de un salto, con un solo aliento, librarnos de nuestro pasado gris, totalitario, y saltar hacia un futuro luminoso, rico, civilizado. (...) Quiero que sepáis [...] que el sufrimiento de cada uno de vosotros ha sido mi sufrimiento, que lo he sentido en mi corazón. Me voy, he hecho lo que he podido. Una nueva generación toma el relevo, la generación que hará más y mejor.
Borís Yeltsin el 31 de diciembre de 1999

En las elecciones de marzo del año 2000, Putin vence en la primera vuelta con el 52,9 % de los votos, 20 puntos por delante del segundo candidato. Putin diría con posterioridad sobre Yeltsin que fue un hombre con problemas como el alcoholismo, pero también tuvo sus fortalezas y nunca eludió sus responsabilidades de gobierno. También añadió que, cuando Yeltsin le ofreció por primera vez ser su sucesor, lo rechazó en un primer momento a causa de la responsabilidad que implicaba el cargo especialmente en una situación tan difícil para Rusia. Para Mira Milosevich-Juaristi, el éxito de Putin como líder se debió al fracaso de los políticos liberales de los años 90 y a la crisis económica que padeció la ciudadanía durante esos años.

## Política exterior e interior de Vladímir Putin, 2000-2008

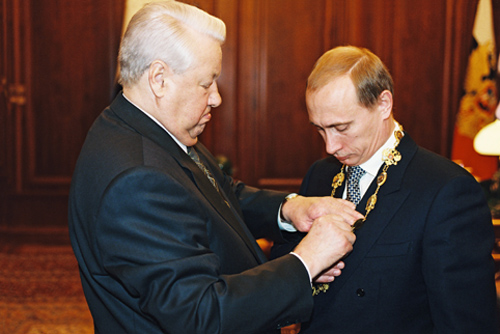
Borís Yeltsin con Vladímir Putin el 31 de diciembre de 1999.

Su primer mandato fue del 7 de mayo de 2000 al 7 de mayo de 2004. El segundo mandato fue del 7 de mayo de 2004 al 7 de mayo de 2008. 
El 7 de mayo de 2000, Putin tomó posesión de su cargo como presidente de Rusia en un momento en que la economía del país ya mostraba indicios de crecimiento. Para Pedro Sánchez Herráez, analista del Instituto Español de Estudios Estratégicos, la elección de Vladímir Putin como sucesor de Yeltsin por parte de su camarilla y confirmado después por una parte importante de la sociedad rusa guarda semejanzas con la tradición histórica del pueblo ruso de elegir a un zar en tiempos de crisis. Para el analista, Putin se presenta y es percibido como garante de la grandeza imperial y como persona competente para permitir elevar el nivel de vida medio de la población. Se trataría de una figura política que aglutina símbolos del pasado lejano y pasado inmediato, aproximándose por un lado a la tradición de la Iglesia Ortodoxa y por otro recuperando elementos del pasado soviético como el himno actual de Rusia cuya letra es una versión revisada de la letra del himno de la URSS. El historiador franco-argentino, Claudio Ingerflom, de la Universidad Nacional de General San Martín, va más allá que Sánchez Herráez y considera que Putin tendría para una parte del pueblo ruso una naturaleza divina semejante a los zares de la Rusia prerrevolucionaria. Putin, como los antiguos zares, poseería una naturaleza humana y otra divina. Para el analista español Sergio Andrés Pérez, el sistema político en la Rusia liderada por Putin es personalista, y gracias a sus acciones en política internacional habría devuelto al pueblo ruso parte del orgullo nacional perdido en los años 90 del siglo XX.

### Política exterior

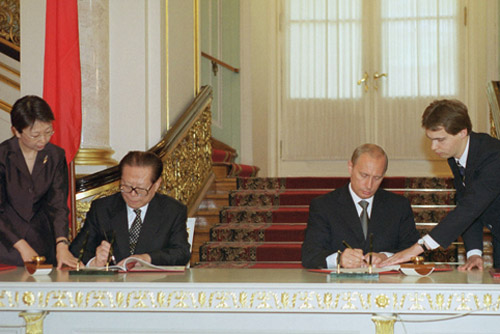
El presidente Putin con el presidente chino Jiang Zemin durante la firma de los documentos del Tratado de Amistad China-Rusia de julio de 2001.

La principal prioridad regional de Rusia ha sido mantener la influencia sobre los «extranjeros cercanos» o blízhneye zarubézhye, aquellos países ahora independientes que en algún momento fueron parte del mismo país que Rusia. El primer teórico que propuso esta doctrina fue Yevgueni Primakov, quien llegó a ser ministro de asuntos exteriores en 1996. La «doctrina Primakov» establecía que la prioridad de Rusia es la defensa de sus intereses nacionales desde la realpolitik, y no las concesiones a cambio de buenas relaciones con los países occidentales. Putin asumió esta doctrina y le dio un enfoque multivectorial, dedicando esfuerzos a diferentes regiones geopolíticas: además del espacio ex soviético tendríamos a los Estados Unidos, la UE y China. 

#### Relaciones con Estados Unidos

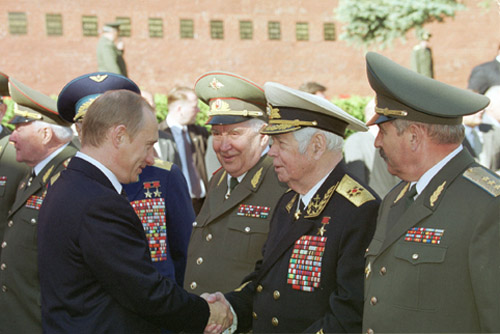
Vladímir Putin felicitando a veteranos el día de la Victoria el 9 de mayo de 2002

Los encuentros entre Putin y Bush fueron numerosos, con veintisiete cumbres bilaterales en sus primeros años. Durante el primer mandato de Putin, 2000-2004, y a causa de sus esfuerzos por consolidad su posición interior, dio prioridad al pragmatismo en relaciones internacionales, apoyando incluso a los Estados Unidos en su operación militar en Afganistán. Los atentados del 11 de septiembre de 2001 contra el World Trade Center significaron un acercamiento entre Rusia y Estados Unidos. Rusia deseaba acabar con el apoyo talibán a los secesionistas en Chechenia y cortar la ruta de opiáceos hacia Rusia ya que suponían un grave problema de salud pública. En el marco de este acercamiento, Rusia cerró sus bases de Cuba y Vietnam y permitió que los Estados Unidos establecieran bases en Kirguistán y Uzbekistán. Este acercamiento con los Estados Unidos provocó algunas reacciones en su contra, por ejemplo con una carta publicada en 2002 en el periódico comunista Sovétskaya Rossíya firmada por veinte generales y almirantes retirados y dos diputados acusando a Putin de traicionar los intereses nacionales rusos por apoyar la invasión de Afganistán tras el 11-S.
Sin embargo, las buenas relaciones entre Rusia y Estados Unidos comenzaron a deteriorarse en 2003 a causa de la Invasión de Irak de 2003. Rusia hizo una declaración conjunta junto con Francia y Alemania condenando la intervención y el unilateralismo de los Estados Unidos, proponiendo la vía diplomática para resolver el conflicto. Estas relaciones se dañarían todavía más con la incorporación en la OTAN en marzo de 2004 del Grupo de Vilna. Estonia, Letonia y Lituania habían sido parte de la URSS y ahora quedaban bajo la órbita de Occidente pese a las promesas en 1991 de que no serían incorporados. Hasta su cese en 2016, el principal asesor de Putin en relaciones con los Estados Unidos fue Serguéi Ivanov, de quien además se dijo que podría ser su sucesor. 

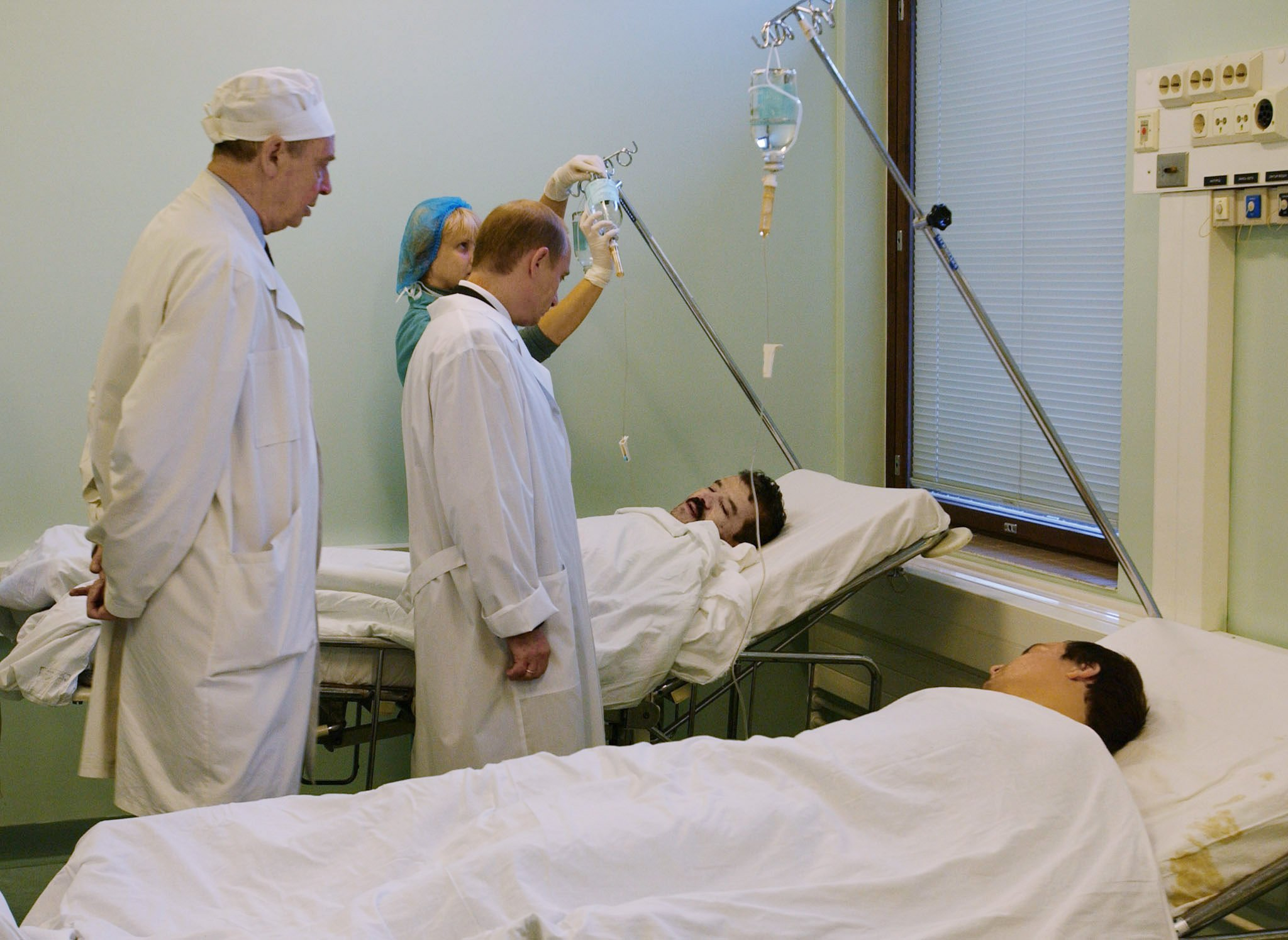
Putin visitando a las víctimas del secuestro del Dubrovka el 26 de octubre de 2002.

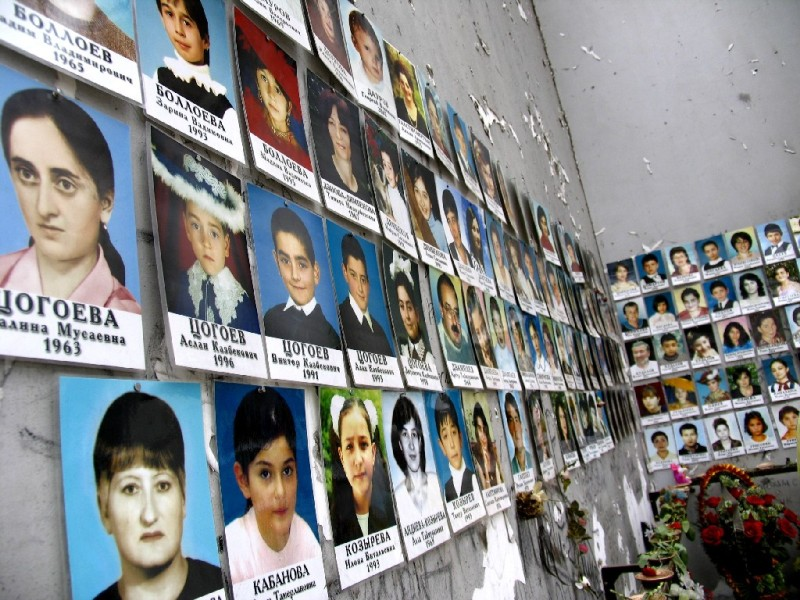
Fotografías de víctimas en el atentado de Beslán en septiembre de 2004

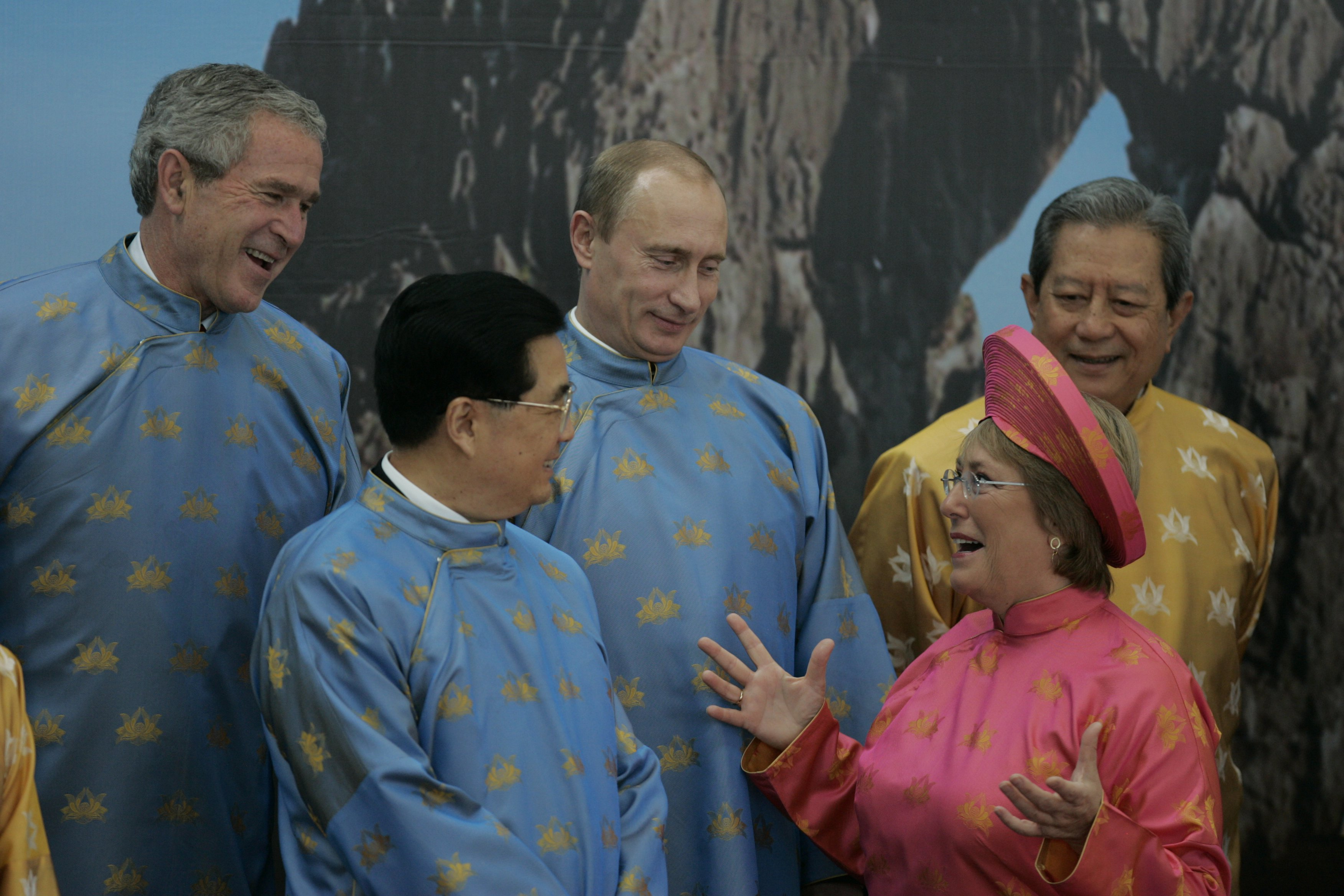
El presidente George W. Bush, el presidente ruso Vladímir Putin y el primer ministro tailandés Surayud Chulanont (de izquierda a derecha en la segunda fila), el presidente de China Hu Jintao y la presidenta de Chile Michelle Bachelet antes del lanzamiento de la declaración APEC de Hanói en el Centro Nacional de Congresos en 2006.

#### Relaciones con China
En el año 2001, Rusia y China firmaron el «Tratado de buena vecindad, amistad y cooperación». En el acuerdo se establecían una serie de cláusulas como por ejemplo el no apuntar con armas nucleares a la otra parte, apoyo a la unidad territorial de la otra parte o no participar en una coalición que perjudique a una de las partes. Esta cooperación entre Moscú y Pekín no hace que coincidan siempre en todos los ámbitos o que Moscú o Pekín no alcancen acuerdos con otros países. Rusia y China se apoyaron mutuamente en los asuntos relacionados con Chechenia, Xinjiang, Tíbet o Taiwán. Sin embargo, China no apoyó las independencias de Abjasia y Osetia del Sur por considerarlo contrario a sus intereses. También se creó ese año la Organización de Cooperación de Shanghái, con Rusia, China y las repúblicas del Asia Central, con el objetivo de tener influencia en la zona ex soviética  de Asia.

#### Relaciones con Japón
El 16 de agosto de 2006, las autoridades marítimas rusas abatieron a un pescador japonés y capturaron un barco pesquero en las aguas cercanas a las disputadas islas Kuriles. El Ministerio de Relaciones Exteriores ruso afirmó que la muerte fue causada por una "bala perdida". La disputa sobre las Islas Kuriles provocó otro deterioro en las relaciones entre Rusia y Japón cuando el gobierno japonés publicó el 16 de julio de 2008  una nueva guía para los libros de texto escolares donde enseñaba a los niños japoneses que su país tenía soberanía sobre las Islas Kuriles. El ministro de Relaciones Exteriores de Rusia anunció el 18 de julio de 2008 «[estas acciones] no contribuyen al desarrollo de una cooperación positiva entre los dos países, ni a la solución de la disputa» y reafirmaron la soberanía de Rusia sobre las islas.

#### Relaciones con la UE
La llegada al poder de Putin reorientó de nuevo parte de la atención del Kremlin hacia la Unión Europea. La Política Europea de Vecindad lanzada por la UE en el año 2004 no gustó a Rusia por no otorgarle el papel como superpotencia que el Kremlin consideraba que merecía. Esto unido a una serie de desencuentros en lugares como Moldavia o Polonia provocó que la UE y Rusia pasaran de colaboradores a competidores. Rusia dejó de considerar a la UE como «poder normativo», y la UE mantuvo la colaboración pero añadió críticas a la otra parte por no adoptar los valores europeos. En el discurso de Putin en Múnich en 2007 donde reivindicaba a Rusia como centro de poder independiente, las relaciones entre las dos partes alcanzaron su peor momento desde el final de la URSS. Pablo Andrés Gutiérrez, analista en El Orden Mundial (EOM) y citando a Adrian Hyde-Price, miembro del Centre for European Research, afirma que la UE cometió un error al no considerar las consecuencias geopolíticas de tratar de promover sus valores en la Europa Oriental.

#### Relaciones con Ucrania
En enero de 2006, Rusia decidió cobrar el gas a Ucrania según su cotización internacional, que supuso multiplicar el precio por cuatro. El incremento fue contestado por Ucrania con la amenaza de cierre de los gasoductos. La UE pudo sentir el peso geopolítico de Rusia por la dependencia de su gas.
En un discurso de 2007, Putin condenó el mundo unipolar y defendiendo la multipolaridad:

¿Pero qué es un mundo unipolar? Por mucho que se intente adornar ese término, en la práctica ello tiene sólo una significación: existencia de un solo centro del poder, de un solo centro de fuerza y un solo centro de la toma de decisiones. Es el mundo en que hay un solo dueño, un solo soberano. Al fin y al cabo, ello resulta pernicioso no sólo para aquellos que se encuentren dentro de los marcos de tal sistema, sino también para el propio soberano, pues ese sistema lo destruye desde dentro. Además, tal estado de cosas no tiene nada que ver con la democracia. Porque la democracia, como es sabido, es el poder de la mayoría, en el que se consideran los intereses y las opiniones de la minoría. Quiero señalar a propósito que a Rusia, a nosotros, nos intentan aleccionar constantemente, enseñándonos democracia. Pero quienes lo hacen, ellos mismos no muestran muchas ganas de aprender. En mi opinión, el modelo unipolar no sólo es inadmisible para el mundo contemporáneo sino que imposible. Y no solamente porque a un líder único en el mundo contemporáneo – precisamente en el contemporáneo – no le van a alcanzar recursos militar-políticos ni económicos. Sino porque – y ello es aun más importante – se trata de un modelo que no puede funcionar por estar carente de la base moral propia de nuestra civilización.
Vladímir Putin, Intervención en la Conferencia de Munich sobre la política de la seguridad el 10 de febrero de 2007

#### Relaciones con Georgia
Durante el final del primer periodo y a lo largo del segundo, poco antes de la Revolución de las Rosas en 2003 en Georgia, donde Eduard Shevardnadze fue obligado a dimitir como presidente en favor de Mijeíl Saakashvili, pro occidental, la política internacional de Rusia se vería afectada por este acontecimiento al que siguieron la Revolución naranja en Ucrania, en 2004, y la Revolución de los Tulipanes de Kirguistán, en 2005. Estas revoluciones apoyadas por los Estados Unidos fueron vistas por Rusia como un peligro para sus intereses. El momento más bajo entre los dos países se produjo durante el conflicto con Georgia durante la guerra de Osetia del Sur de 2008, que culminó con el reconocimiento de independencia de Abjasia y Osetia del sur. Según un artículo publicado en la revista Ejércitos, durante la intervención en Georgia, se puso de relieve algunas carencias militares que tenía Rusia en ese momento, con el derribo por fuego antiaéreo de un bombardero Tu-22M3 y de tres Su-25, aunque hay fuentes que hablan también de la pérdida de un Su-24 y un helicóptero Mi-24. Estas bajas se achacaron a factores diversos, como la falta de preparación o profesionalidad de los pilotos rusos implicados en las misiones, o falta de información sobre la capacidad real defensiva de Georgia.
Tanto Putin como Medvédev estuvieron de acuerdo en la intervención con tanques en dicho conflicto con el fin de limitar la influencia de los Estados Unidos y la OTAN en Georgia. Esta intervención se produjo después de que durante la cumbre de la OTAN de Bucarest de abril de 2008 se abriese la posibilidad al ingreso de Georgia y Ucrania.

### Política interior

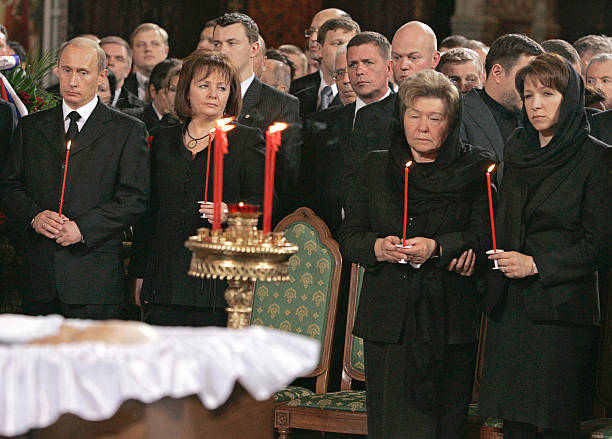
Putin en el funeral de Borís Yeltsin el 25 de abril de 2007.

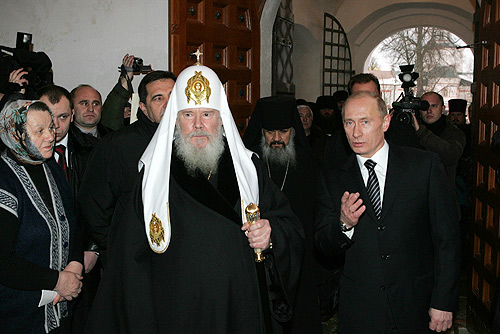
Vladímir Putin y Alejo II, patriarca de la Iglesia ortodoxa rusa el 12 de enero de 2008.

Putin puso a personas de confianza en puestos clave: Alekséi Kudrin como ministro de finanzas, Dmitri Medvédev como director de Gazprom, Alexey Miller como viceministro de energía, Ígor Sechin como director en Rosneft y Mijaíl Kasiánov como primer ministro. Para tener un control más efectivo sobre los territorios, dividió el país en siete distritos con un representante del gobierno en cada uno de ellos.

#### Primer mandato 7 de mayo de 2000 al 7 de mayo de 2004
Uno de los primeros objetivos de Putin fue restablecer el poder estatal sobre los 83 sujetos de la federación. En mayo del año 2000, Putin fijó un sistema de siete grandes distritos con un plenipotenciario al frente de cada uno de ellos de los cuales cinco eran generales. Estos plenipotenciarios eran los encargados de reclamar a los gobiernos locales mayor eficacia en la recaudación de impuestos, despedir a funcionarios si procedía y revisar las leyes locales que se contradijesen con la Constitución del país. Pese a la resistencia, alrededor del 80% de las leyes incompatibles fueron abolidas.
La relación entre Putin, miembro del partido Unidad (Единство) con los comunistas (КПРФ) y Patria (ОВР), dos partidos con importante presencia en la Duma Estatal, era complicada. Con Patria se llegó a un acuerdo mediante la fusión con Unidad para crear Rusia Unida el 1 de diciembre de 2001. Con los comunistas hubo algunos gestos, como el restablecimiento del himno de la URSS en diciembre del año 2000 tras la aprobación casi unánime del parlamento. Ese mismo año, el presidente hizo aprobar una nueva ley de partidos políticos que elevaba el porcentaje de votos necesario para tener representación parlamentaria al 7 %, llevó a cabo una reforma del Consejo de la Federación estableciendo que sus miembros sean designados y no electos, se reservó la capacidad de cesar a los gobernadores acusados de algún delito y disolver los congresos locales cuando tramitasen alguna ley que fuera contra la Constitución o las leyes federales. En el año 2002, Rusia Unida obtuvo una mayoría relativa en la Duma Estatal. Putin consiguió suficientes apoyos para sacar adelante su reforma fiscal, que perseguía mejorar la recaudación mediante una reducción de impuestos. Consiguió sacar adelante otras reformas en el ámbito laboral, judicial, administrativo, agrario y en el sistema de pensiones.
Durante los primeros años emprendió una guerra contra los oligarcas que financiaban a la oposición. Los primeros en ser arrestados fueron Vladímir Gusinski, dueño de Media-Most, y Borís Berezovski, dueño de Piervy Kanal, escapando ambos del país. Con el propósito de tener el control sobre el sector energético el gobierno también emprendió acciones contra oligarcas relacionados con la energía como Mijaíl Jodorkovski, expresidente de Yukos, arrestado en 2003. En el caso de la operación fiscal contra los oligarcas de la energía, oficialmente el gobierno tenía como objetivo evitar que acapararan y transfirieran fuera del país parte importante de los ingresos por exportación de petróleo. En 2014, durante la segunda etapa de Putin como presidente de la federación, también se arrestaría a Vladímir Yevtushénkov del grupo Sistema. En el año 2015, Putin afirmó que su intención no era detener el proceso de privatizaciones, pero deseaba que fuese un proceso más justo para evitar que personas se enriqueciesen de manera deshonesta además de impedir el desmantelamiento de industrias estratégicas.
En su primer periodo de gobierno, Putin se enfrentó a la crisis terrorista del teatro Dubrovka del 23 de octubre de 2002, saldándose con 170 muertos, de los cuales 133 eran rehenes. Esa operación fue vista como un éxito por la opinión pública porque el número de bajas fue menor de lo esperado. 
Las guerras de Chechenia y la muerte de 118 marineros en el accidente del submarino Kursk en el año 2000 pusieron en evidencia los problemas de las Fuerzas Armadas de Rusia. En el año 2003, se tomó la decisión de reformar el ejército, incrementando el presupuesto a partir del año 2008 hasta un 5% del PIB.
En las elecciones parlamentarias de marzo de 2003, Rusia Unida consiguió el 37,6 % de los votos. En segundo lugar quedó el Partido Comunista con un 12,6 %. Esta caída en el apoyo al comunismo se produjo porque por un lado Rusia Unida elaboró un programa social que competía con los comunistas y por otro un nuevo partido de izquierdas entró en la escena política, Ródina, fundado en 2003, que obtuvo un 9 % de los votantes.

#### Segundo mandato del 7 de mayo de 2004 al 7 de mayo de 2008

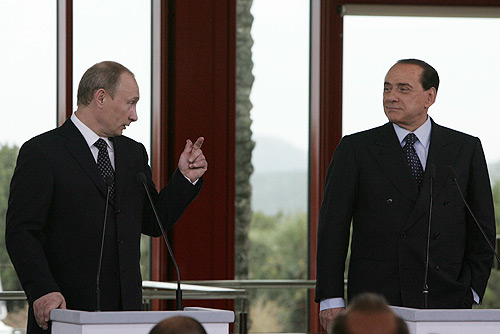
Vladímir Putin con Silvio Berlusconi el 17 de abril de 2008.

En marzo de 2004 Putin consiguió el 71,9 % de los votos en las elecciones presidenciales, aproximadamente 50 millones de votos. Rusia Unida, sin una ideología definida, ejerció el poder a partir de 2004 en un contexto de pluralismo limitado con cierta tendencia al autoritarismo. Los partidos que apoyaron las políticas de Putin entre los años 2004-2008 fueron Rusia Unida, Rodina y el PLDR.
El 21 de agosto del año 2004, estando Putin de vacaciones en Sochi, a orillas del Mar Negro, se produjo un atentado terrorista en Chechenia que acabó con la vida de cincuenta personas. Un mes antes, y casi coincidiendo con las elecciones en Chechenia, se había producido otro atentado similar en Ingusetia con un centenar de muertos. Durante la noche del 24 de agosto, dos aviones de pasajeros despegaron del aeropuerto de Domodédovo en Moscú con una hora de diferencia. Ambos aviones explotaron en vuelo sobre las once de la mañana a causa de dos terroristas suicidas. Uno de los vuelos iba con destino a Sochi, el otro a Volgogrado. Putin regresó una semana a Moscú para ordenar la creación de un cuerpo especial que investigara el peor atentado terrorista de Rusia en el espacio aéreo. Cinco horas después de sus declaraciones sobre la creación de dicho cuerpo, una terrorista suicida se hacía explotar en la estación de metro de Rizhkaia, a cinco kilómetros al norte de Moscú. Mató a nueve personas e hirió a más de cincuenta. El alcalde de Moscú en ese momento, Yuri Luzhkov, acudió en persona al lugar del atentado poco después de que éste se produjese y constató el pánico que reinaba en las calles.
El 3 de septiembre de 2004 se produjo otra crisis terrorista en la localidad de Beslán, Osetia del Norte. El gran número de muertos, 334, hizo que el gobierno de Putin se enfrentase a la mayor crisis de sus primeros años. Una de las medidas tomadas fue la supresión de las elecciones para gobernador y presidente en todas las entidades federativas. Pese a este suceso y las medidas adoptadas, la popularidad de Putin llegaba al 86 % en 2008.
Durante los años inmediatos a su llegada al poder se produjo una mejora en la economía del país, que creció de forma ininterrumpida, con un 7 % anual, hasta el año 2008, pasando de la posición 23 a la 9 en la clasificación mundial. Desde que Putin llegó al poder hasta el año 2004, la recaudación estatal por venta de petróleo pasó de 6.000 millones de dólares estadounidenses a más de 80.000. En opinión de Steven Lee Myers, ex corresponsal del The New York Times en Moscú, Putin cosechó los beneficios políticos de esta buena coyuntura en la exportación de petróleo. En opinión de este periodista, el poder político de Putin en este momento era tan indiscutible, que los candidatos de la era Yeltsin que alguna vez aspiraron a gobernar Rusia como Guennadi Ziugánov o Vladímir Zhirinovski desistieron presentarse nuevamente como candidatos. En estos años se terminó el desabastecimiento generalizado, disminuyendo también el desempleo, acompañado de una recuperación en la capacidad adquisitiva de asalariados y pensionistas. Una nueva clase media emergió en los primeros años del gobierno de Putin. El Estado se hace cargo de la educación y la sanidad al estar garantizados, lo que algunos analistas consideran como un nuevo pacto social. Este auge económico permitió el incremento de los presupuestos de defensa, lo que ayudó la inversión en el complejo industrial militar con el diseño de una nueva generación de sistemas de armas, llegando a ser el país el segundo exportador de armamento tras Estados Unidos entre 2005 y 2014. 
Otro problema que afrontaba el país a comienzo de esa década era la pérdida demográfica. En su primer discurso sobre el estado de Rusia en el año 2000, Putin declaró que Rusia perdía 750.000 habitantes al año, hecho que amenazaba la propia supervivencia del país a medio plazo. Los territorios del país que se extienden más allá de los Urales tienen menos de 30 millones de una población de 143. El área situada más al este tiene apenas 6 millones. Para poder comparar solo Manchuria, la región de China que limita con Rusia en el extremo Oriente, posee más de 100 millones de habitantes de un total de 1400. Putin advirtió en el año 2000 la necesidad de desarrollar esta región.

## Política exterior e interior de Dmitri Medvédev, 2008-2012
Su mandato fue del 7 de mayo de 2008 al 7 de mayo de 2012.

### Política exterior

#### Relaciones con Estados Unidos
Coincidiendo con la llegada de Obama a la Casa Blanca en 2009, Rusia y los Estados Unidos manifestaron un deseo de «reseteo» en sus relaciones bilaterales. Tras la crisis de Georgia en 2008, los ex-secretarios Kissinger y Shultz declararon en el Washington Post que no era deseable cortar toda relación diplomática con Rusia ni tratar de aislarla. Tiempo después, algunos han considerado este intento de acercamiento como una oportunidad perdida. La intervención internacional en Libia y la Guerra de Siria, donde Rusia tiene una base naval en Tartús, y la posterior intervención rusa en Crimea y Ucrania han dificultado este deseo de acercamiento. Rusia hizo además diversas demostraciones de fuerza como la amenaza de desplegar misiles tácticos iskander en Kaliningrado (el sistema Iskander-E está compuesto por el misil balístico monoetapa 9M723K1 controlado durante todo su recorrido y una cabeza de guerra integrada que no se separa) con el objetivo de contrarrestar los interceptores instalados en Polonia y Chequia, la visita de Medvédev a Cuba y Venezuela o la petición de Kirguistán a Estados Unidos de desmantelar su base en Manás. Esto último se interpretó como una acción de presión por parte de Rusia a ese país.
Según Michael McFaul, embajador de los Estados Unidos en Rusia desde 2012 a 2014, la política de reset se podía resumir en los siguientes seis puntos. Primero, Rusia y Estados Unidos comparten algunos intereses comunes. Segundo, tener una relación multidimensional, alternando asuntos económicos con la seguridad. Tercero, implicación en un juego de suma positiva donde las dos partes ganen. Cuarto, los Estados Unidos desarrollarán una estrategia de comunicación doble, tanto al gobierno como a la sociedad Rusa. Quinto, esta buena relación Rusia-Estados Unidos no tiene por qué dañar las relaciones de ambos con terceros países.  Y sexto, tener problemas en asuntos puntuales no tiene por qué bloquear la colaboración en otros ámbitos.
La política de acercamiento Rusia-Estados Unidos produjo algunos acuerdos positivos como el nuevo tratado START, firmado el 8 de abril de 2010. Las partes se comprometieron a reducir su arsenal atómico en dos tercios, lo que suponía limitar a 1.550 ojivas el arsenal de cada una de las partes y a 800 lanzaderas de misiles intercontinentales balísticos no desplegados (ICBM), lanzaderas submarinas para misiles balísticos (SLBM) y bombarderos pesados equipados con armamento nuclear. Este nuevo tratado también limitó el número de ICBM, SLBM y bombarderos nucleares desplegados u operativos reduciéndolo a 700 unidades operativas. Otro acuerdo fue el ingreso de Rusia en la OMC en diciembre de 2011, algo ventajoso para las relaciones comerciales de ambos países. 
Los sucesos de la Primavera Árabe, a partir de 2011, y la posterior guerra en Ucrania en 2014, dominarían la agenda política de las relaciones Estados Unidos-Rusia en adelante. Además de los desencuentros provocados desde el lado ruso o la política internacional, hubo presiones internas desde los Estados Unidos en contra de la colaboración entre ambos países. Entre los grupos de oposición tenemos al Partido Republicano o la Heritage Foundation. Entre los argumentos esgrimidos tenemos los que consideraban que Putin, cuya posición era más hostil a Estados Unidos, seguía teniendo mucha influencia o que negociar con Rusia podía dañar los intereses de Estados Unidos y sus aliados. El Kremlin por su parte percibirió como injerencia occidental las protestas del año 2011, acompañado de las declaraciones de la Secretaria de Estado Hillary Clinton donde afirmaba que las elecciones de ese año en Rusia no habían sido libres o justas. Las críticas del gobierno ruso también fueron al que entonces era embajador Michael McFaul.

#### Relaciones con China
En el año 2009 China se convirtió en el principal socio comercial de Rusia.  Pekín comenzó a ofrecer préstamos económicos a las instituciones bancarias rusas y Rusia se abrió a las inversiones de su vecino oriental. Este giro hacia China estuvo condicionado por el sector energético y por el deseo de Moscú de encontrar un aliado alternativo a la UE. Según el periodista y analista geopolítico estadounidense Robert D. Kaplan, la alianza energética entre China y Rusia de 2009 y que continúa en la actualidad en realidad oculta las tensiones fronterizas que existen entre estos dos países. Colonos y compañías chinas estarían presionando desde hace años a Rusia, la parte más débil, para que se les permita mayor acceso a sus recursos naturales. Kaplan, citando al jefe del estado Mayor de las Fuerzas Armadas de Rusia desde 2007 a 2012, Nikolay Yegorovich Makarov, afirma: «la OTAN y China, [...] son nuestros rivales geopolíticos más peligrosos».

#### Relaciones con la UE
Con respecto a las relaciones Rusia-UE, Medvédev se acercó más a las posturas "occidentalistas" que Putin. Llegó a declarar: «Rusia es un país europeo. No pertenecemos a la UE, pero somos una nación europea». Con Polonia trató de llevar una política de buena vecindad tras el accidente aéreo donde falleció Lech Kaczyński. El Kremlin se ofreció a colaborar en la investigación, Medvédev asistió al funeral, televisó un discurso mostrando sus condolencias y se proyectó en la televisión pública rusa la película polaca Katyn. Durante la cumbre UE-Rusia en Estocolmo a finales de 2009 se incluyeron algunas propuestas, como la "Asociación para la Modernización". Rusia esperaba cooperación de la UE para el desarrollo tecnológico a través de proyectos conjuntos como las energías alternativas. La UE a su vez ofreció la colaboración señalando la necesidad de avanzar en la democratización de Rusia, la lucha contra la corrupción, liberalizando la economía para permitir la entrada de inversores extranjeros y facilitando la implicación de la sociedad civil. En 2010, durante la cumbre Rusia-UE en Rostov del Don, se aprobó una declaración conjunta donde ambas partes se definían como socios estratégicos con los siguientes puntos: más oportunidades para la inversión, comercio bilateral, acercamiento en los estándares y defensa de la propiedad intelectual, mejora de los transportes, la promoción de una economía sostenible, eficiencia energética, la lucha contra el cambio climático, más cooperación en I+D, que incluye la tecnología espacial, lucha contra la corrupción, etc. Los resultados de la cumbre de Rostov del Don fueron limitados.

### Política interior
Considero mi tarea más importante continuar el desarrollo de las libertades cívicas, crear nuevas posibilidades, las más amplias para que puedan realizarse los ciudadanos, ciudadanos libres y responsables, tanto de su éxito personal como del florecimiento de todo el país. (...) Voy a hacer todo lo posible para que la seguridad de nuestros ciudadanos sea garantizada no sólo por la ley, sino también en los hechos por el gobierno
Dmitri Medvédev en la toma de posesión celebrada en el Gran Palacio del Kremlin en mayo de 2008

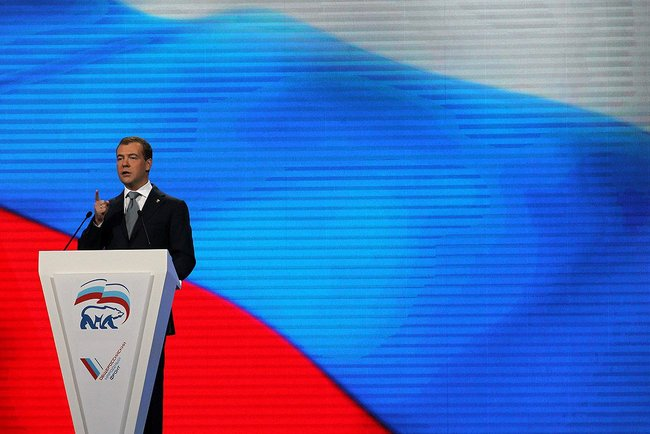
Dmitri Medvédev en el congreso de Rusia Unida en octubre de 2011.

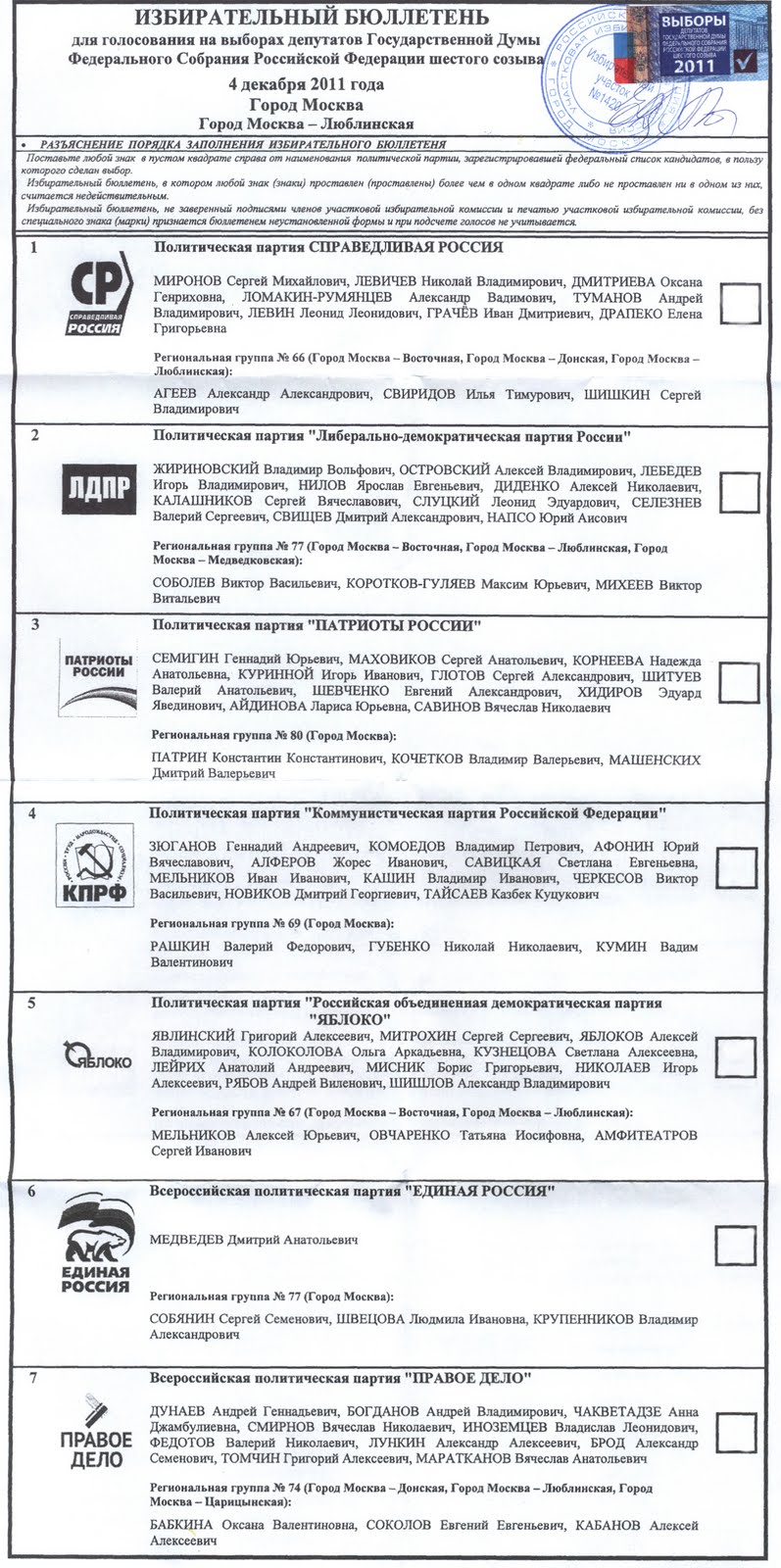
Papeleta para las elecciones a la Duma el 4 de diciembre de 2011

El traspaso de poder de la administración Putin a la de Medvédev se desarrolló entre diciembre de 2007 y marzo de 2008. Las elecciones al Parlamento del 7 de diciembre proporcionaron una victoria al partido Rusia Unida, con el 64 % de los votos y 306 de los 450 escaños. El 2 de marzo, Dmitri Medvédev consiguió un 70 % del voto popular. Tras estos resultados y como estaba previsto, Vladímir Putin, tomaba el cargo de primer ministro. Manuel de la Cámara, segundo jefe en la Embajada de España en Rusia, definió en 2010 el tándem político formado por Medvédev como presidente y Putin como primer ministro como sistema bicéfalo. El diplomático español señaló que pese a que tenían personalidades diferentes, no se produjeron discrepancias importantes. Javier Morales Hernández, profesor de Relaciones Internacionales en la Universidad Europea, a diferencia de otros analistas, no duda de la independencia de Medvédev durante los años de su gobierno. Opina que el principal problema de su administración fue no poder completar su programa de aperturismo y modernización de Rusia debido al retorno prematuro de Putin en 2012. El 2 de julio de 2015 durante una entrevista concedida al director de cine estadounidense Oliver Stone, Putin declaró que Medvédev desarrolló esos años una política totalmente independiente y que nunca interfirió en sus decisiones. 
En 2009, se lanzó el programa de modernización Medvédev. Se trató de una iniciativa cuyo objetivo era modernizar la economía y la sociedad de Rusia, disminuir la dependencia del país de los ingresos del petróleo y el gas y crear una economía diversificada basada en alta tecnología e innovación. El programa se basó en las 5 principales prioridades para el desarrollo tecnológico del país: uso eficiente de la energía; tecnología nuclear; tecnología Información; tecnología médica y productos farmacéuticos; y tecnología espacial en combinación con las telecomunicaciones. Medvédev identificó cinco áreas clave para la modernización económica en las que se debía lograr avances: Eficiencia energética y nuevos combustibles, tecnologías médicas y productos farmacéuticos, ingeniería de energía nuclear, tecnologías de la información y Espacio y telecomunicaciones.
En 2009, el gobierno ruso presentó un plan nacional anticorrupción, seguido de una estrategia nacional en 2010. Desde esa fecha, la percepción de los ciudadanos sobre la corrupción ha ido mejorando paulatinamente. El 13 de abril de 2010, Medvédev firmó el decreto presidencial N°460 con idea de poner en marcha la estrategia, con actualizaciones bianuales del plan. El plan consideró la corrupción "una amenaza sistémica" para el país y enfatizó la necesidad de involucrar al público en la lucha contra la corrupción. La estrategia estipula aumentos en las multas por corrupción y una mayor supervisión pública de los presupuestos del gobierno. El jefe de la administración presidencial Serguéi Naryshkin se encargó de dar al gobierno de Medvédev actualizaciones anuales sobre el progreso con respecto a la estrategia. Según Gueorgui Satárov, presidente del grupo de expertos Indem, la introducción de la nueva estrategia "probablemente reflejó la frustración de Medvédev con el hecho de que el plan de 2008 había arrojado pocos resultados".
En 2009, Medvédev propuso una enmienda a la ley electoral que disminuiría el umbral de elección de la Duma Estatal del 7 % al 5 %. La enmienda se convirtió en ley en la primavera de 2009. Las partes que reciban más del 5 % pero menos del 6 % de los votos tendrían ahora un escaño garantizado, mientras que las que recibiesen más del 6 % pero menos del 7 % obtendrán dos escaños. Estos asientos son asignados antes de los asientos para las partes con más del 7 % de apoyo. A su vez, la Constitución rusa fue modificada para que fuese posible alargar el mandato de un presidente de cuatro a seis años.
Bajo la presidencia de Medvédev también se inició una reforma de la policía con el objeto de mejorar la eficiencia, disminuir la corrupción y mejorar la imagen pública de la aplicación de la ley. El 7 de febrero de 2011 se introdujeron modificaciones en las leyes sobre la fuerza policial, el código penal y el código de procedimiento penal. La nueva legislación entró en vigor el 1 de marzo de 2011. Estos cambios estipularon un recorte de personal del 20 %, el cambio de nombre de los agentes de la ley rusos de militsiya (milicia) a politsiya (policía), aumento de los salarios, centralización de la financiación, entre otros cambios. Alrededor de 217 mil millones de rublos (7 mil millones de dólares) fueron asignados del presupuesto federal para financiar la reforma.
En 2009 el PIB se contrajo un 8 % a causa de la Gran Recesión de 2008 terminando con el periodo de crecimiento ininterrumpido desde 1999. Con todo, las medidas adoptadas permitieron que la economía volviese a crecer un 4,5% en 2010 y un 4,3 % en 2011. La economía seguía siendo muy dependiente de la exportaciones de hidrocarburos. En 2012 el 70 % de las exportaciones y el 52 % de los ingresos provenían de la venta de petróleo y gas. En el año 2011 Rusia fue admitida en la OMC. El crecimiento del PIB per cápita continuó hasta el año 2013, fecha en que se produjo una nueva caída.

## Política exterior e interior de Vladímir Putin, 2012-Actualidad

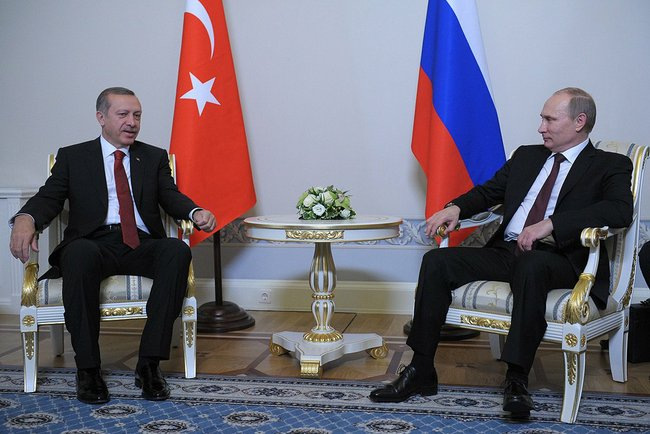
Vladímir Putin reunido con el primer ministro turco Recep Tayyip Erdoğan en San Petersburgo el 22 de noviembre de 2013

Su primer mandato fue del 7 de mayo de 2012 al 7 de mayo de 2018. Su segundo mandato comenzó el 7 de mayo de 2018. 
El primer gabinete, de mayo de 2012 a mayo de 2018, estuvo formado por Vladímir Putin como Jefe de Estado y Dmitri Medvédev como Jefe de Gobierno. Como primer vice primer ministro, Ígor Shuválov, del 12 de mayo del 2008 al 7 de mayo de 2018. Ígor Sechin, presidente de la petrolera estatal Rosneft, Vladislav Surkov primer viceprimerministro, Nikolái Pátrushev, secretario del Consejo de Seguridad y Serguéi Shoigú, ministro de Defensa. Desde 2012 son considerados de los asesores más cercanos a Putin. 
A fecha de febrero de 2020, los ministerios están ocupados por:
- Ministro de Transporte: Evgeny Ivanovich Dietrich
- Ministro de Defensa Civil, Emergencias y Gestión de Desastres: Evgeny Nikolaevich Zinichev
- Ministro de Recursos Naturales y Ecología: Dmitry Nikolaevich Kobylkin
- Ministro de Desarrollo del Lejano Oriente y el Ártico: Alexander Alexandrovich Kozlov
- Ministro del Interior: Vladimir Alexandrovich Kolokoltsev
- Ministro de Trabajo y Protección Social: Anton Olegovich Kotyakov
- Ministro de Educación: Sergey Sergeevich Kravtsov
- Ministro de Asuntos Exteriores: Sergey Viktorovich Lavrov
- Ministro de Cultura: Olga Borisovna Lyubimova
- Ministro de Energía: Alexander Valentinovich Novak
- Ministro de Agricultura: Dmitry Nikolaevich Patrushev
- Ministro de Desarrollo Económico: Maxim Gennadevich Reshetnikov
- Ministro de Hacienda: Anton Germanovich Siluanov
- Ministro de Ciencia y Educación Superior: Valery Nikolaevich Falkov
- Ministro de Justicia: Konstantin Anatolyevich Chuychenko
- Ministro de Desarrollo Digital, Telecomunicaciones y Medios de Comunicación: Maksut Igorevich Shadaev
- Ministro de Defensa: Sergey Kuzhugetovich Shoigu
- Ministro de Construcción y Vivienda: Vladimir Vladimirovich Yakushev

### Política exterior

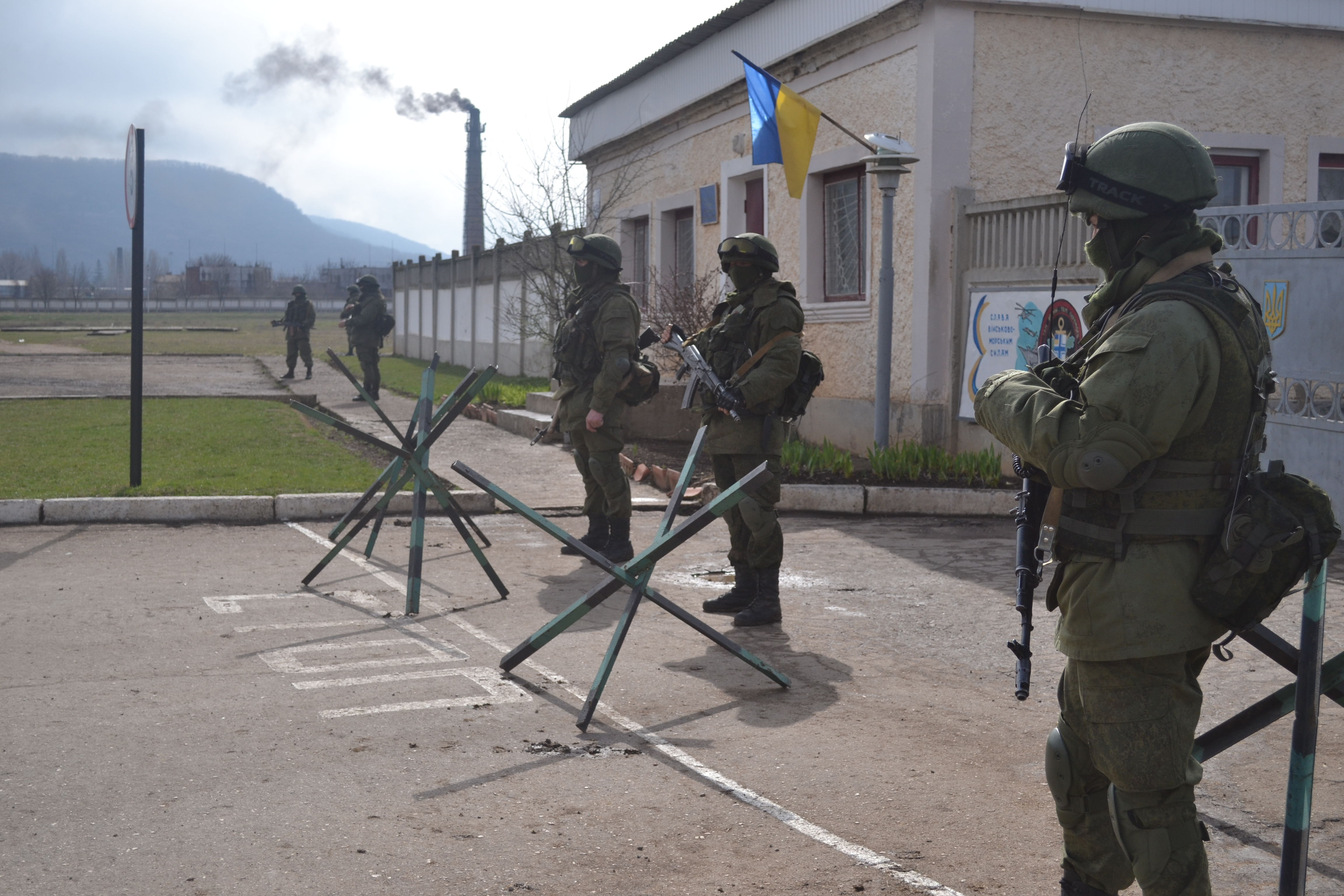
Soldados sin distintivos en la base militar en Perevalne durante la crisis de Crimea el 9 de marzo de 2014

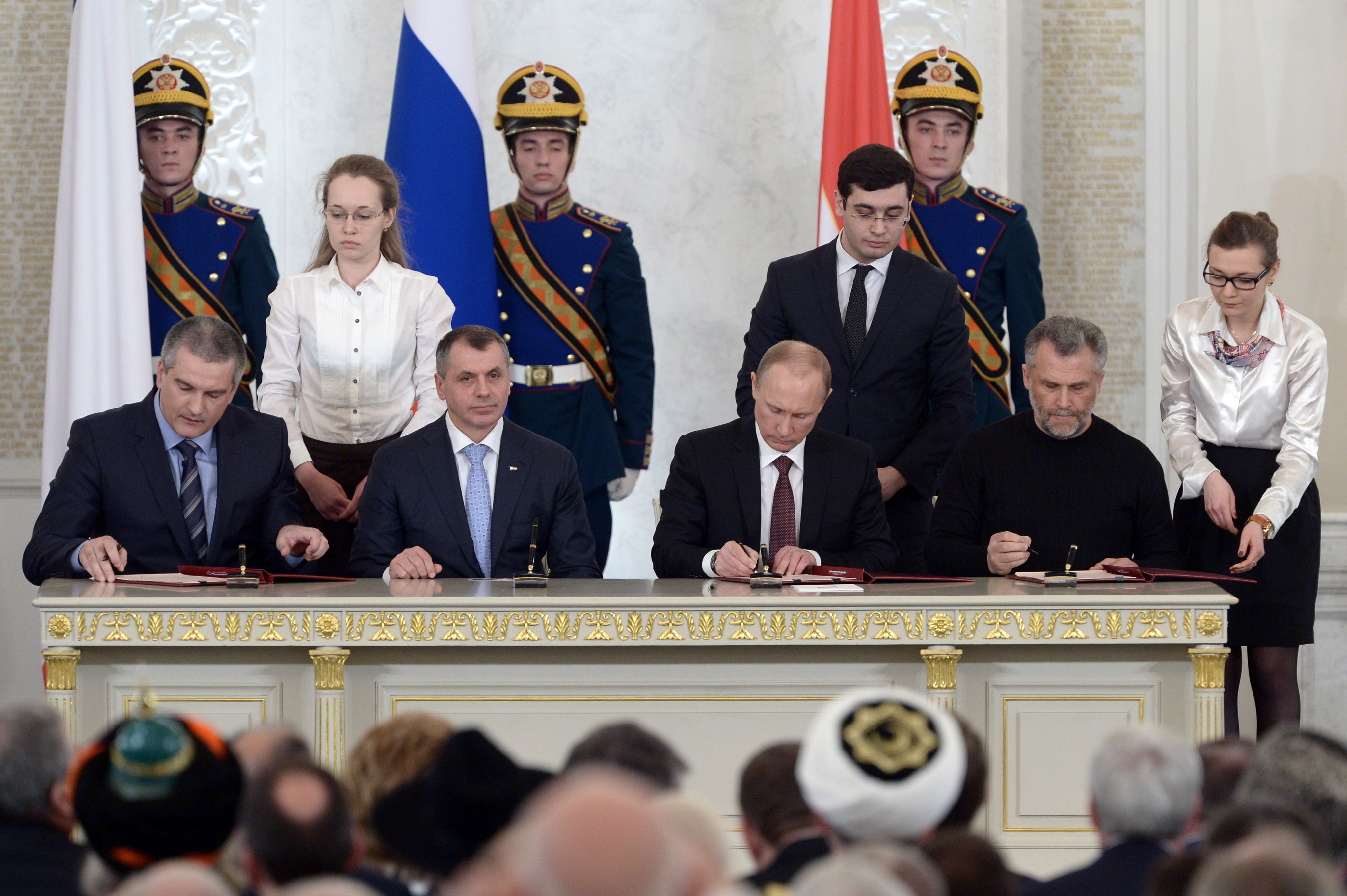
Firma del Tratado sobre la incorporación de la República de Crimea y Sebastopol en Rusia el 18 de marzo de 2014. De izquierda a derecha: Serguéi Aksiónov, Vladímir Konstantínov, Vladímir Putin y Alekséi Chaly.

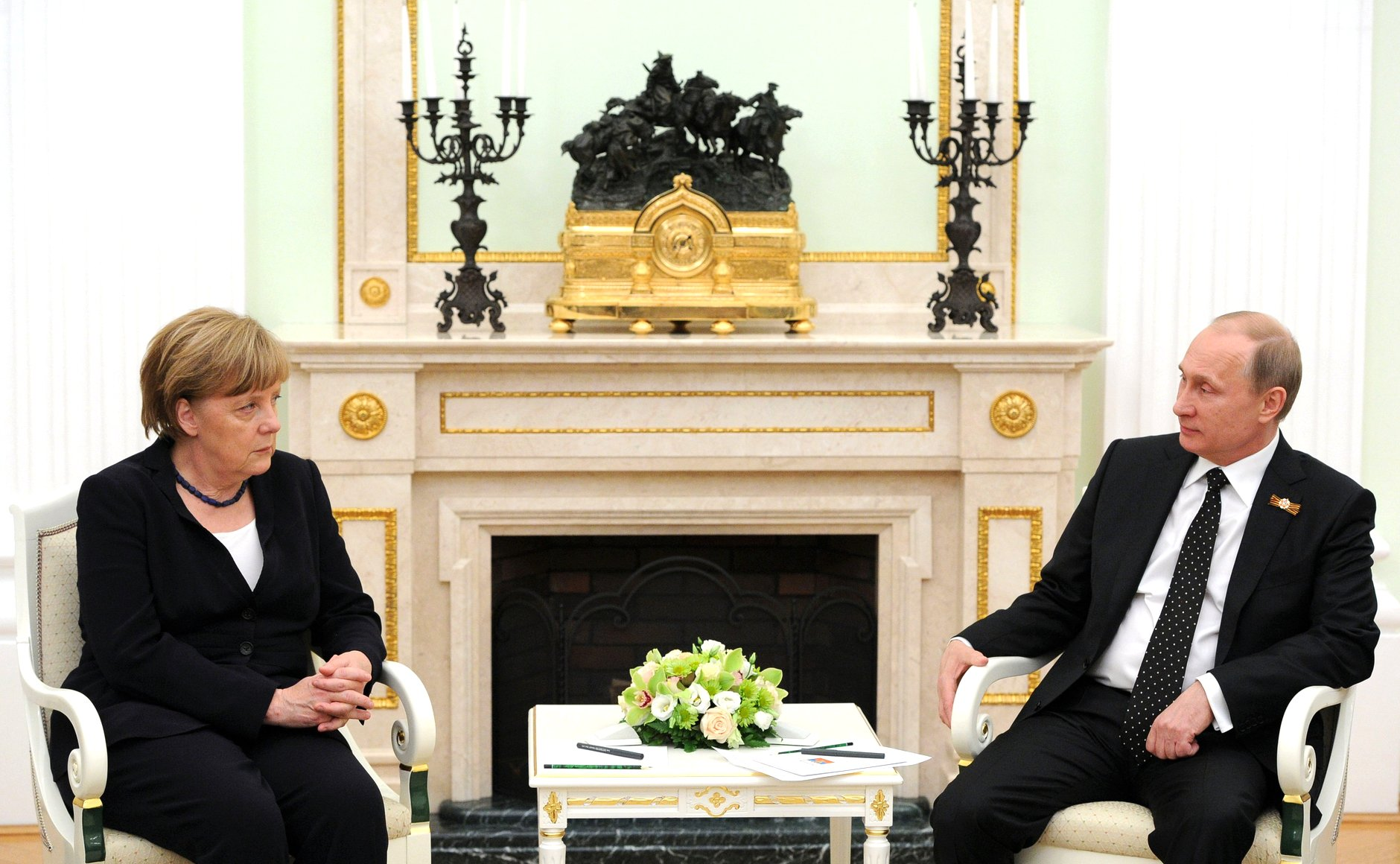
Reunión del presidente ruso Vladímir Putin con la canciller alemana Angela Merkel el 10 de mayo de 2015.

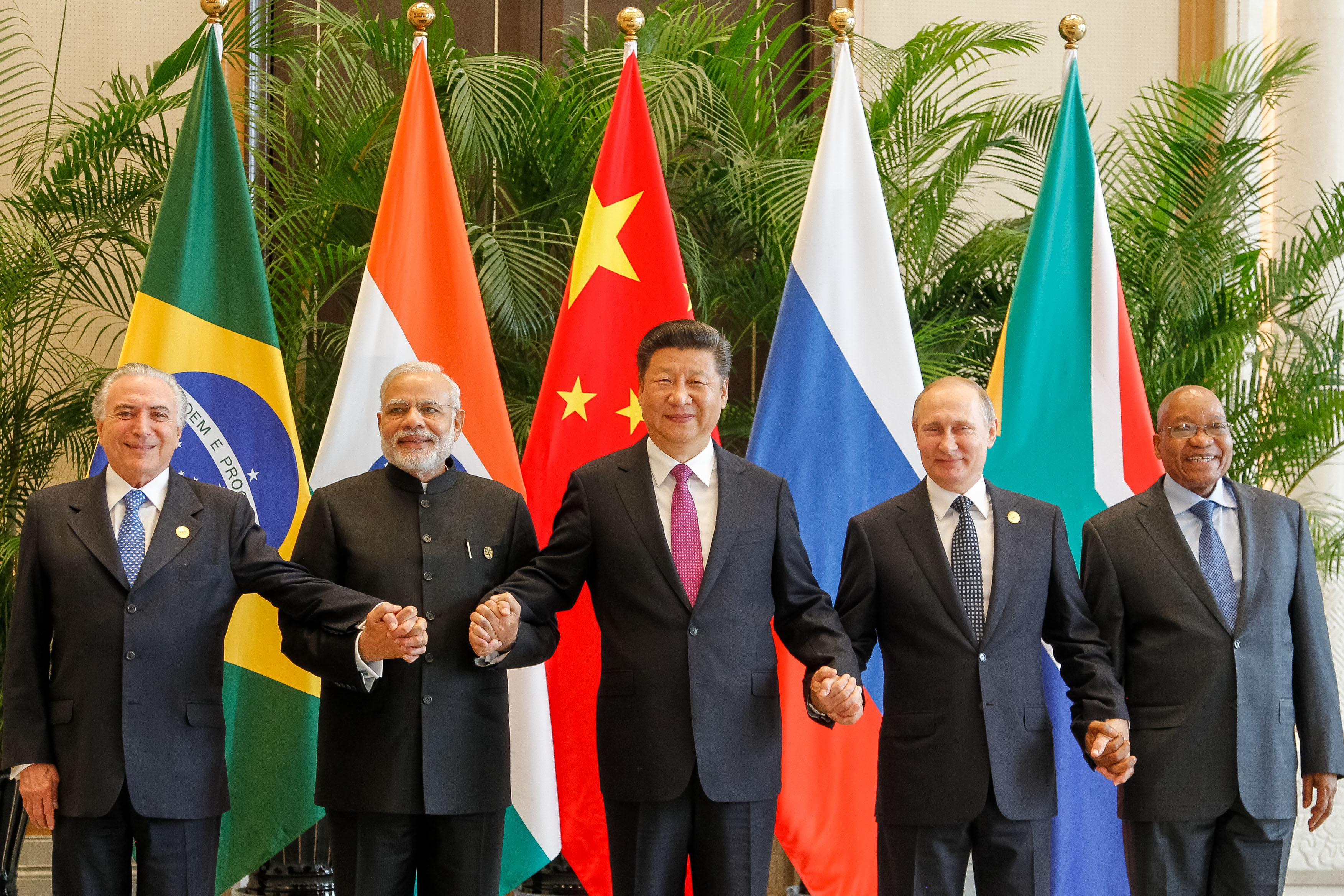
Putin con los líderes de los BRICS en septiembre de 2016.

La victoria de Putin en 2012 supuso un freno a la política del reset iniciada cuatro años antes. Putin ha presentado los diferentes conflictos en los que se ha visto involucrada Rusia como guerras de carácter defensivo. Ha dibujado el nuevo escenario mundial rechazando el rol de los EE. UU. como primera potencia ya que cree que unas Relaciones Internacionales basadas en la ley del más fuerte devalúan las instituciones y los vínculos entre las naciones. A su vez, ha manifestado que defiende los intereses de Rusia en un mundo multipolar:

[...] Rusia ha hecho su elección. Nuestras prioridades son el perfeccionamiento de las instituciones democráticas y de economía abierta, un desarrollo interno acelerado y la consolidación de la sociedad en base a los valores tradicionales y al patriotismo. No queremos crear ningún bloque ni vernos involucrados en un intercambio de golpes. Por eso no tienen ninguna base quienes aseguran que Rusia trata de establecer algún tipo de imperio, violando la soberanía de sus vecinos. Tal acusación carece de fundamento. Rusia no necesita ningún lugar especial, exclusivo, en el mundo. Quiero recalcarlo. Respetando los intereses de otros, simplemente queremos que se tengan en cuenta nuestros intereses y se respete nuestra posición.
Vladímir Putin, discurso el 24 de octubre de 2014 en el Club Valdai, Sochi, Rusia

La crisis de Ucrania  (2013-2015) supuso una nueva etapa en las relaciones entre Rusia y Occidente, donde destacamos la anexión de Crimea por parte de Rusia en 2014, la primera incorporación territorial en Europa desde los tratados tras la Segunda Guerra Mundial.
Christian D. Villanueva López, director de la revista Ejércitos, señala en un artículo publicado en noviembre de 2019 que, pese a los grandes activos que sigue contando Rusia en la actualidad, recursos naturales, industrias o educación, continúa siendo un imperio en retroceso que lucha por minimizar las pérdidas que va sufriendo en diferentes frentes. Aun cuando gobiernos de países como Polonia o las repúblicas bálticas sostienen que Rusia es una potencia agresiva, salvo en los casos de Georgia (2008) y Ucrania (2014-actualidad), la mayoría de sus acciones han sido dentro de los límites de Rusia. Villanueva afirma: «Rusia no está en condiciones -ni pretende como la URSS de los últimos años- contrapesar cada acción estadounidense a nivel global o cada nuevo despliegue. De hecho, tiene serias dificultades para hacerlo a nivel regional, como ocurre en Europa del Este, en donde no ha podido evitar que la OTAN campe a sus anchas y solo cuando se ha cruzado una línea roja tan evidente como la ucraniana, ha reaccionado mediante el empleo de la fuerza». Villanueva dibuja un panorama internacional complicado para Rusia, ya que cree que a nivel geopolítico no está mucho mejor que a finales de los años 90. Haciendo un repaso encontramos que, en el Báltico y Europa del Este, casi todos sus países ya están completamente integrados en Occidente, en Asia Central no deja de perder influencia a favor de los EE. UU., China y Turquía, en los Balcanes, incluso la tradicional aliada Serbia se está distanciando, o el Cáucaso, donde es imposible un acercamiento con Georgia.

#### Relaciones con Estados Unidos

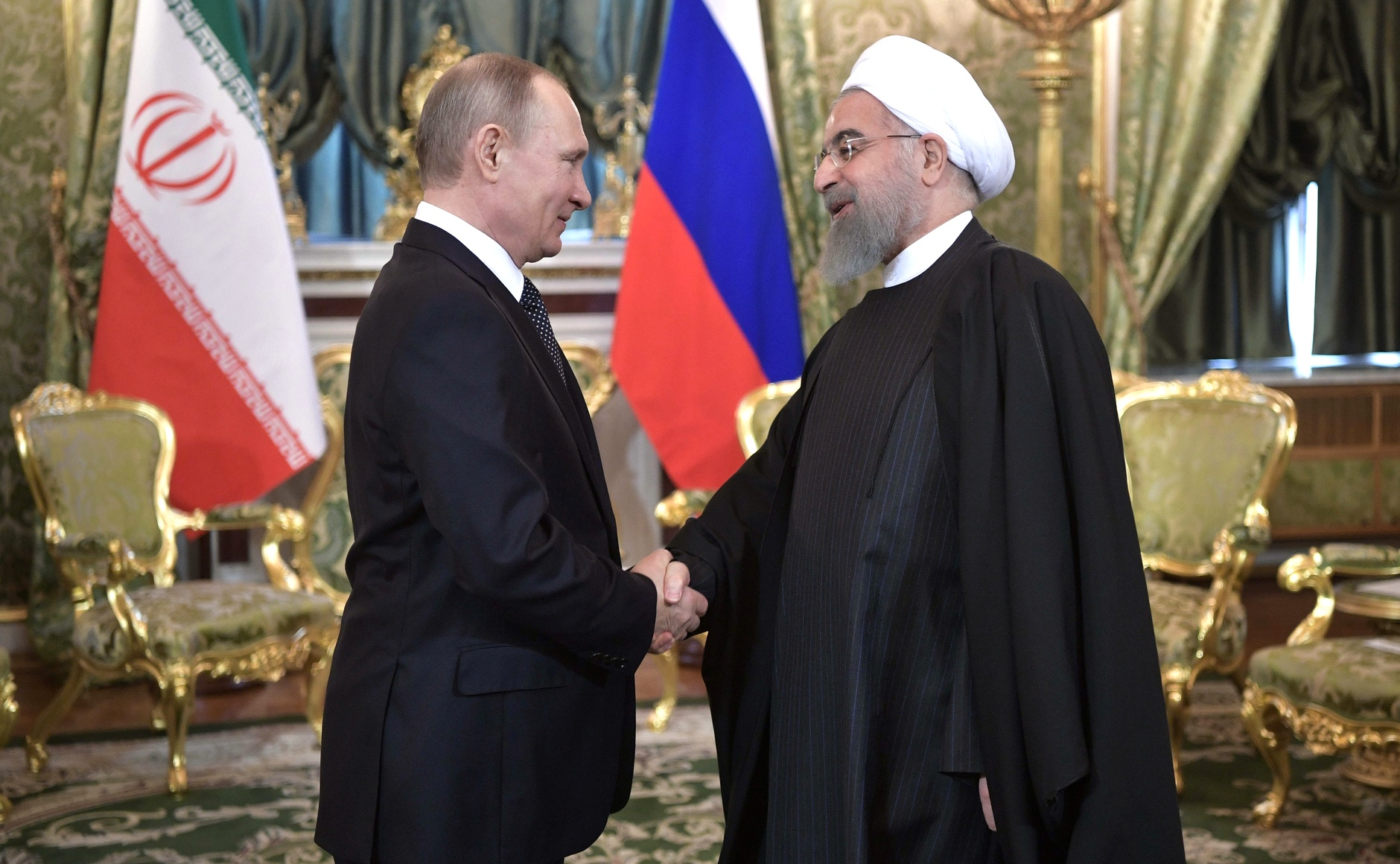
Vladímir Putin y el presidente de Irán Hassan Rouhani el 28 de marzo de 2017.

El Kremlin considera que la posición de Washington en las conocidas como "Primaveras Árabes" fue irresponsable. Putin decidió intervenir en Siria para evitar la caída de Bashar al-Ásad. Pese a que las relaciones entre Estados Unidos y Rusia se había deteriorado, fue posible firmar un acuerdo entre ambos donde la parte siria, aliada de Rusia, se comprometía a deshacerse de todo su arsenal químico. Sin embargo, el sábado 14 de abril de 2018, los Estados Unidos y sus aliados realizaron una serie de ataques aéreos sobre objetivos en Siria como represalia por la acusación del empleo de armas químicas el 7 de abril de 2018 en la ciudad de Duma. Tras las misiones de bombardeo, el Gobierno ruso acusó a los Estados Unidos de falta de interés por una investigación de los hechos afirmando que esas acciones eran un intento por desestabilizar Siria y no por acabar con el terrorismo internacional.
Una encuesta realizada a comienzos de 2018 desveló que la imagen de Rusia entre la juventud árabe había mejorado con respecto a la percepción sobre los Estados Unidos. La lista de jóvenes que consideran a Rusia más aliada que Estados Unidos está liderada por jóvenes jordanos, iraquíes, libaneses, palestinos y yemeníes. Se podría achacar a la participación rusa en el conflicto sirio, que ha polarizado a la opinión pública árabe en un sentido positivo o negativo en función también de la simpatía o rechazo del régimen de Al Assad.
Tras la victoria de Donald Trump el 20 de enero de 2017, el Kremlin esperó una ligera mejora en sus relaciones con Estados Unidos al mostrar el nuevo presidente en sus discursos una preferencia por el aislacionismo. Putin fue uno de los primeros líderes internacionales en felicitar a Trump por su victoria. Mira Milosevich-Juaristi, investigadora del Real Instituto Elcano, definió en junio de 2017 los tres puntos principales de fricción entre los dos países: primero, la visión que cada una de las administraciones tiene del orden internacional, donde la élite política, militar e intelectual en Rusia se opondría a la lógica del orden internacional creado después del final de la Guerra Fría; segundo, lo que cada parte entiende por la promoción y divulgación de los valores democráticos; y tercero, lo que cada parte entiende por el entendimiento del concepto de soberanía y de intervención extranjera.
En diciembre de 2017, el documento de la Estrategia de Seguridad Nacional de los Estados Unidos definió tanto a Rusia como a China como  como poderes reaccionarios que quieren configurar un bloque ideológico contrario a los valores e intereses de los Estados Unidos.

«China y Rusia desafían el poder, la influencia y los intereses estadounidenses, y tratan de erosionar su seguridad y prosperidad. Están decididos a hacer que las economías sean menos libres y menos justas, para hacer crecer su poder militar, y para controlar la información y datos para reprimir a sus sociedades y expandir sus influencia».
National Security Strategy of the United States of America

El 16 de julio de 2018, se desarrolló una cumbre bilateral Estados Unidos-Rusia donde el presidente estadounidense, Donald Trump, mostró entendimiento con Vladímir Putin. A su vez, Trump, criticó la política del soft power de la UE. El 2 de mayo de 2019, Rusia anunció anunciado la creación de un grupo de países de la ONU para contrarrestar la influencia de los Estados Unidos en Venezuela. Al día siguiente, Putin y Trump mantuvieron una comunicación telefónica donde debatieron sobre la crisis política en Venezuela, la desnuclearización de Corea del Norte y el acuerdo sobre armas nucleares entre ambos países. Ambos manifestaron que la conversación fue satisfactoria.

#### Relaciones con China
Rusia ha mantenido en los últimos años a China como su socio prioritario en materia de energía, comercio y política. Las sanciones económicas de la UE han provocado un estrechamiento en las relaciones Moscú-Pekín especialmente en materia energética. Moscú abrió todavía más el país a las inversiones chinas en el sector de la energía, eliminando una serie de limitaciones previas sobre la inversión en recursos de petróleo y gas en suelo ruso. A su vez, para evitar quedarse aislada, ha tratado de fortalecer lazos no solo con China, sino con todos los BRICS. Entre las opiniones que defienden un viraje de Rusia hacia Asia tenemos a Dmitri Trenin, director del Centro Carnegie de Moscú, quien afirmó en 2012 que Rusia podría transformar Vladivostok en la capital rusa del Pacífico. No obstante, el estrechamiento de las relaciones Rusia-China ha provocado como consecuencia colateral la dificultad para alcanzar acuerdos con otros países de Asia que ven en el auge de China una amenaza. 
Discurso de Vladímir Putin en Sochi en 2014:

[...] Hoy se escucha que Rusia vuelve la espalda a Europa y que está buscando otros socios comerciales, sobre todo en Asia. Quiero decir que en absoluto esto es así. Nuestra política activa en la región Asia-Pacífico no ha comenzado ayer ni es una respuesta a las sanciones, sino que es una política iniciada hace muchos años. Igual que muchos otros países, incluidos los occidentales, nosotros vemos que Asia juega un papel cada vez mayor en el mundo, tanto en la economía como en la política, y no podemos permitirnos subestimar o ignorar estos desarrollos.
Vladímir Putin, discurso el 24 de octubre de 2014 en el Club Valdái, Sochi, Rusia

En el marco del Foro Económico Oriental de Vladivostok, China y Rusia reforzaron su alianza ante el «unilateralismo» de Estados Unidos y su política de aranceles. A su vez , en septiembre de 2018 se realizaron maniobras militares conjuntas con tropas de China, Rusia y Mongolia. Para Rusia han sido las mayores desde 1981, con unos 300.000 efectivos desplegados entre los tres países.
Mira Milosevich-Juaristi, investigadora principal del Real Instituto Elcano, señala en un artículo de enero de 2019 que el principal interés de Rusia y de China en su relación bilateral es acabar con el orden internacional establecido con los Estados Unidos a la cabeza: «Aunque el mayor interés común de Rusia y China sea la erosión del poder de EE. UU., siendo ambos países potencias revisionistas que pretenden cambiar el statu quo del orden internacional, el oso y el dragón mantienen diferentes estrategias para lograrlo: mientras las de Rusia incluyen el uso de la fuerza militar (como lo ha demostrado con sus intervenciones en Siria y en Ucrania), China se limita por ahora a tácticas económicas para alcanzar sus objetivos geopolíticos, aunque su poder militar está aumentando, sobre todo en la cuenca del Pacífico». Más en detalle, Milosevich-Juaristi afirma que, si bien ambas potencias, Rusia y China, buscan o están en camino de ser un poder global, Rusia trata de desafiar a los Estados Unidos en diferentes puntos del globo, y China, de momento y de forma discreta, solo en Asia. Los puntos de colaboración entre Rusia y China son: Primero, cooperación en materia de energía. Desde que en 2014 se aplicasen sanciones a Rusia, la aproximación entre Pekín y Moscú ha sido más intensa. Segundo, cooperación militar. Rusia es «uno de los proveedores más importantes de China en tecnología militar avanzada y armas convencionales». Y, tercero, crecimiento de los vínculos comerciales y aumento de la inversión china en Rusia en sectores como las telecomunicaciones o los ferrocarriles. Milosevich-Juaristi a su vez establece puntos de fricción entre ambos países, como por ejemplo en el centro de Asia, y en el Próximo Oriente, donde Rusia jugaría con desventaja contra China a causa de la mayor capacidad económica china.

#### Relaciones con la UE
El principal punto de conflicto entre la UE y Rusia es la influencia que puede ejercer cada parte sobre diversos países de la Europa Oriental (Armenia, Azerbaiyán, Bielorrusia, Georgia, Moldavia y Ucrania). Es así que mientras Rusia recurre a dispositivos económicos, militares y no militares, para mantener a estos países en su esfera de influencia, la UE apoya ocasionalmente la integración de los mismos en las actividades occidentales, apostando por la cooperación dentro del marco de la Política Europea de Vecindad.
La primera fase de la guerra ruso-ucraniana —entre 2014 y 2015— se originó en la cuestión sobre el Acuerdo de Asociación entre Ucrania y la Unión Europea que llevó a los disturbios heterogéneos de índole europeísta y nacionalista del Euromaidán. Posteriormente, la UE condenó la intervención rusa en Ucrania —adhesión de Crimea a Rusia y guerra del Dombás— y suspendió el diálogo sobre las cuestiones relativas a la política de visados y las negociaciones sobre un nuevo acuerdo bilateral. Desde entonces la Unión aplica un enfoque de doble vía que combina sanciones con intentos de encontrar una solución al conflicto en Ucrania.
Tras la invasión rusa de Ucrania iniciada en febrero de 2022, la Unión Europea, Estados Unidos y varios de sus aliados decidieron aumentar las sanciones contra el gobierno ruso iniciadas en 2014. La medida buscaba «paralizar» la capacidad rusa para «financiar su maquinaria de guerra» y dificultar su manejo de activos para obtener liquidez. Además Alemania negó la certificación de gasoducto ruso-alemán Nord Stream 2 —que tarde o temprano perjudicaría a Ucrania—, cuya construcción finalizó en 2021 pero que aún no había entrado en funcionamiento. Adicionalmente varios gobiernos nacionales de los Estados miembros de la UE decidieron enviar armamento y ayuda económica al gobierno ucraniano, así como facilitar la entrada de refugiados ucranianos a sus respectivos territorios.

#### Relaciones con Ucrania

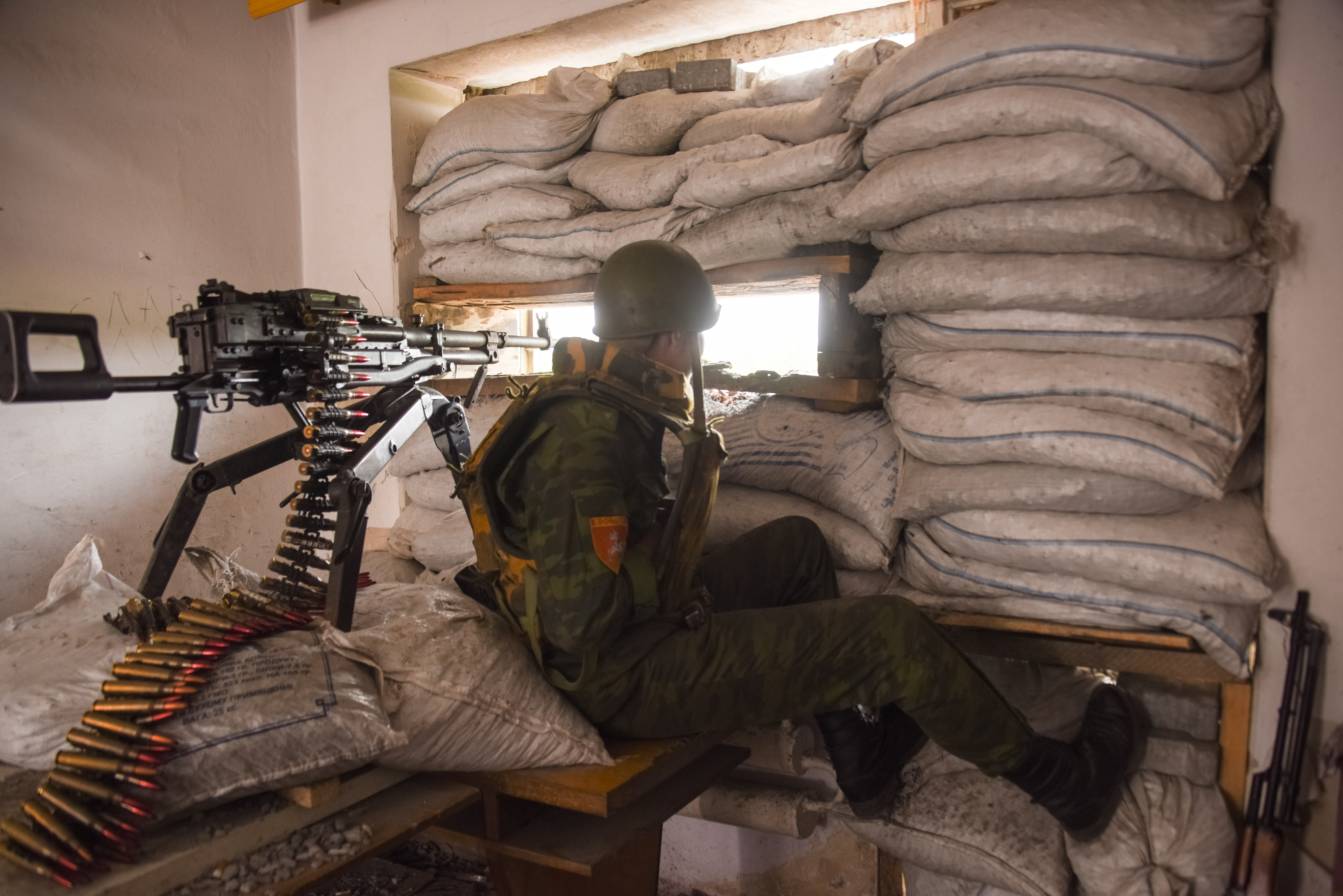
Un rebelde respaldado por Rusia vigila a su posición cerca de Donetsk, al este de Ucrania, el 26 de mayo de 2015

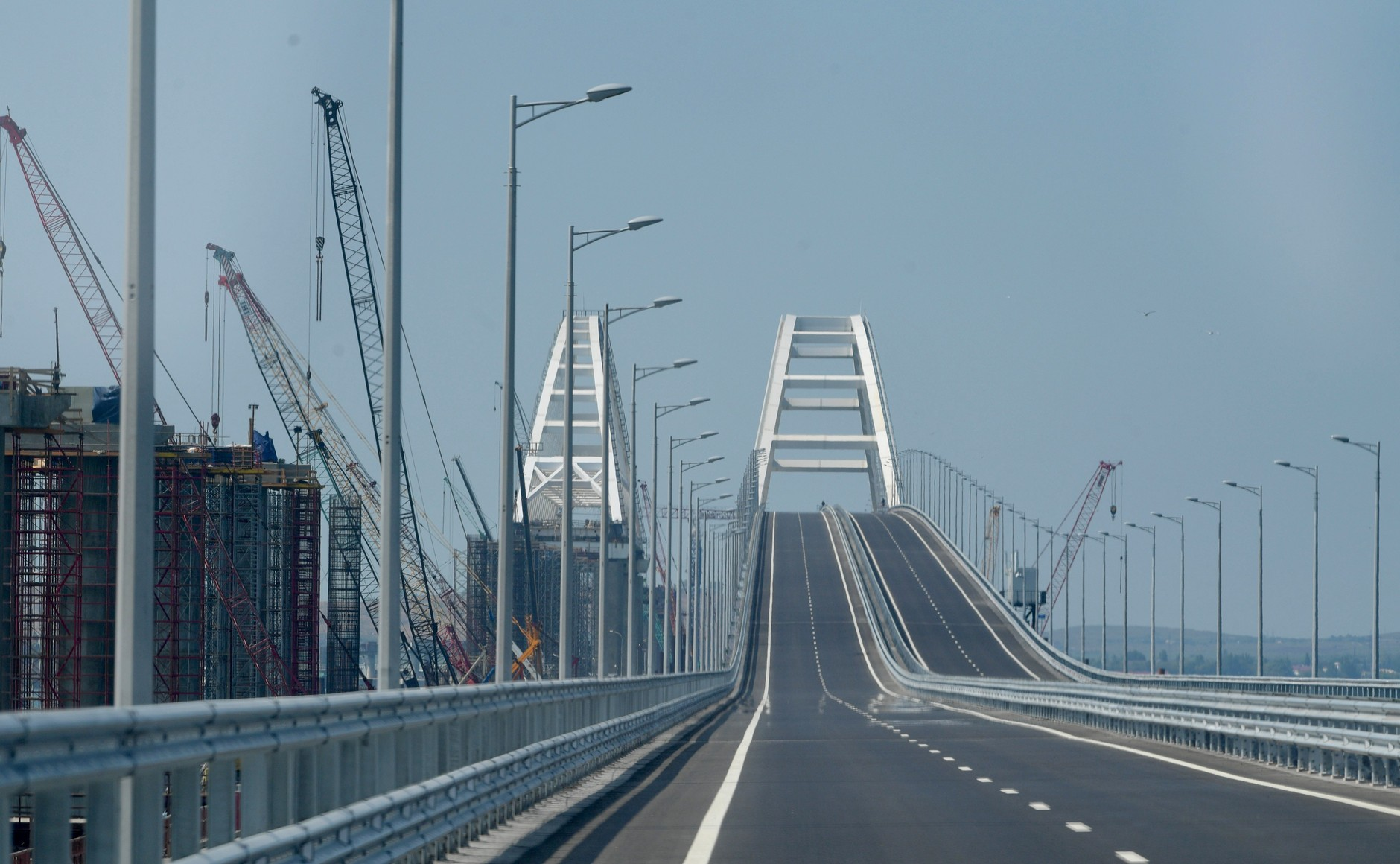
El 16 de mayo de 2018, se abrió el paso por el puente construido sobre el estrecho de Kerch, conectando Crimea con Rusia

La noche del 21 de noviembre del año 2013, una convocatoria de la red social Facebook animaba a una concentración en la Plaza de la Independencia en Kiev para protestar contra la decisión del entonces presidente de Ucrania, Víktor Yanukóvich, de no firmar el Acuerdo de Asociación entre Ucrania y la Unión Europea largamente negociado. Dicha concentración dio lugar al inicio de una serie de manifestaciones y disturbios llamados Euromaidán que acabaron con el gobierno de Yanukóvich el 21 de febrero del año 2014 y originaron el mayor conflicto en Europa desde la Guerra de Yugoslavia. La protesta, que en un primer momento tuvo un carácter proeuropeo, al poco tiempo derivó en un movimiento antigubernamental. Tras la huida de Yanukóvich, la oposición formó un gobierno provisional con Oleksandr Turchínov al frente. 
Durante dicha crisis, Rusia, que previamente había presionado con un bloqueo comercial, decide intervenir en el país vecino dando lugar a la conocida como Crisis de Crimea de 2014. En la madrugada del 27 de febrero, un grupo de hombres armados tomaron para Rusia sin encontrar resistencia los edificios del Consejo de Ministros y el Parlamento de la República Autónoma de Crimea; la bandera rusa fue izada en ambos edificios. El 28 de febrero, grupos armados prorrusos tomaron dos aeropuertos de Crimea —uno civil y otro militar— en Simferópol y Sebastopol. En los medios occidentales informaron que las tropas rusas tenían movimientos en la región, incluyendo helicópteros militares rusos que se desplazaban dentro de la península y camiones del ejército rusos que se acercaban a la capital de Crimea. Las autoridades rusas declararon que la movilización de tropas tenía el objetivo de garantizar la integridad de los rusos habitantes de Crimea y las bases rusas estacionadas allí, hasta que se normalizara la situación sociopolítica. Con esta acción, Rusia internacionalizó el conflicto al enfrentarse abiertamente al gobierno ucraniano recientemente establecido. tras la anexión de Crimea, tanto la UE como los Estados Unidos aprobaron un paquete de sanciones económicas contra Rusia sin conseguir, sin embargo, el efecto disuasorio esperado. 
El 16 de marzo de 2014, en Crimea se votó un referéndum acerca del ingreso de la península en la Federación de Rusia con un 96,7 % a favor del ingreso, con el 83,1 % de participación. Tanto Estados Unidos como la UE no reconocieron el resultado. En respuesta a la crisis de Crimea, el 27 de marzo de 2014, fue aprobada la resolución 68/262 de la Asamblea General de las Naciones Unidas (llamada Integridad territorial de Ucrania). Aprobada por 100 países, la resolución afirmó el compromiso de la Organización de las Naciones Unidas para reconocer a Crimea como parte de Ucrania, rechazando el referéndum sobre el estatus político. Posteriormente, ante las quejas de Occidente, Putin subrayó que con la anexión no estaban violando el Derecho Internacional al recordar que el procedimiento seguido en Crimea tenía como precedente la Declaración de independencia de Kosovo de 2008.
El 7 de abril, se autoproclaman las repúblicas populares de Donetsk y Járkov. El 27 de abril, se unió Lugansk. Tanto los representantes de estos territorios separatistas como Putin en el discurso del 17 de abril comenzaron a usar el término Novoróssiya para los territorios amotinados. Salvo en Donetsk y en Lugansk, en el resto de los territorios los separatistas no obtuvieron el apoyo de la población o fueron desalojados por las oligarquías locales. El exagente del Servicio Federal de Seguridad de Rusia, llamado Ígor Guirkin (alias Strelkov), asumió el mando de diversas fuerzas en torno a Sloviansk con idea de afianzar la posición e incluso ganar terreno sin que el gobierno de Turchínov pudiese impedirlo, perdiendo así Kiev el control del Donbás y dando comienzo la guerra del Donbás. En una entrevista al periódico ruso Zavtra publicada el 20 de noviembre de 2014, Ígor Guirkin, ministro de Defensa de la autoproclamada República Popular de Donetsk en 2014, manifestó que "Sin embargo, el gatillo de la guerra [en el Donbás] lo apreté yo. Si nuestra unidad no hubiera cruzado la frontera, todo hubiera acabado como como en Járkov u Odesa" (donde los intentos de golpe fracasaron).
Meses después de iniciarse los combates, el 17 de julio de 2014 se produjo el derribo del avión MH17. Ígor Guirkin es uno de los cuatro acusados del derribo del vuelo 17 de Malaysia Airlines en la causa abierta por la Fiscalía de los Países Bajos basada en la instrucción del Equipo de Investigación Conjunta (Joint investigation team, JIT). En agosto de 2014, desde Rusia se enviaron refuerzos y equipo militar con el fin de evitar el desmoronamiento de la milicia en Lugansk y Donetsk. Pese a esfuerzos diplomáticos como el Protocolo de Minsk, donde además de otros asuntos se pedía el alto el fuego, quedaron diversos flecos por resolver como el estatus jurídico de la cuenca del Donéts, dejando congelado el conflicto.
El 17 de diciembre de 2015, durante la conferencia de prensa anual Vladímir Putin declaró, refiriéndose a la guerra del Donbás: "Jamás dijimos que no hubiera allí gente nuestra realizando ciertas tareas, incluidas las de ámbito militar, lo cual no significa la presencia del ejército regular."

##### Intereses de Rusia en Ucrania
El tradicional interés ruso por la seguridad, ligada a su influencia en su espacio geográfico inmediato, ha sido el eje de la política internacional de Putin, quien llegó a afirmar en 2014 que a eso ha aspirado Rusia desde Pedro I.

¿Cómo esperaban nuestros socios que fuéramos a reaccionar a raíz de la evolución de los acontecimientos en Ucrania? Por supuesto que no teníamos derecho a dejar a los ciudadanos de Crimea y Sebastopol abandonados a la suerte de los beligerantes nacionalistas y radicales, no podíamos permitir que se limitara sustancialmente nuestro acceso al mar Negro, que en la tierra Crimea, en Sebastopol, se avivara finalmente un combate con los soldados y marineros rusos, y en definitiva que llegaran las tropas de la OTAN con toda rapidez y se modificara radicalmente el equilibrio de fuerzas en el litoral del mar Negro. Eso es prácticamente todo por lo que ha luchado Rusia desde los tiempos de Pedro I y es posible que antes, los historiadores lo saben mejor.
Vladímir Putin, Conferencia de Embajadores y Representantes Permanentes de Rusia

Los vínculos históricos entre Kiev y Rusia  son lejanos. James H. Billington, académico e historiador estadounidense, se refiere a Kiev como parte de las tres ciudades a la que se puede reducir la esencia de la cultura rusa: «la cultura rusa es un cuento de tres ciudades: Kiev, Moscú y San Petersburgo». Kiev, fundada hacia el siglo VIII, fue, de acuerdo con Billington, la primera de las tres en nacer y la primera en caer. La actual capital de Ucrania, siguiendo a los cronistas rusos, es considerada como «la madre de las ciudades rusas». Según un proverbio popular, Moscú fue el corazón de Rusia, San Petersburgo, la cabeza, y Kiev, la madre. Ana Lázaro Bosch, corresponsal española en Kiev, desarrolla su libro "Ucrania, entre Rusia y Occidente. Crónica de un conflicto" (2015), los intereses geopolíticos de Rusia en este conflicto. Ucrania es el país más extenso de Europa después de Rusia, y su territorio además separa a ésta de la Unión Europea. Tenía un peso demográfico relevante, con 46 millones de habitantes al inicio del conflicto. Diversos gasoductos rusos atraviesan el país con destino a los mercados de Occidente. Dispone además de buenas tierras de uso agrícola, especialmente destinadas a la producción de cereales. El ejército ruso depende parcialmente de la industria aeronáutica de Ucrania. Dentro de la sociedad rusa, además, hay una corriente de opinión que considera a la Rus de Kiev los orígenes de Rusia. Finalmente, Ucrania es considerada por Rusia como un territorio «colchón» para prevenir agresiones exteriores desde Europa Central. Al inicio del conflicto, Rusia representaba el principal destino de los productos ucranianos, con el 25 % de la cuota de mercado.

##### Reacciones al conflicto en Crimea y el Donbás
Las reacciones a la acción rusa son diversas. Para el periodista ultranacionalista ruso Nikolái Stárikov, la anexión de Crimea a Rusia en el año 2014 supuso, además de un intento por mantener el control de la base rusa en Sebastopol, el regreso de Rusia a la escena internacional. Para este periodista, que considera territorio ruso a Crimea, era la primera vez desde la época de Stalin que Rusia se anexionaba algún territorio.
Mykola Semena, periodista de Crimea, ha criticado la acción de anexión de la península a la federación siendo condenado por ello bajo la acusación de promover el separatismo.
Para Rubén Ruiz Ramas, investigador en el Departamento de Ciencia Política y de la Administración de la UNED, el conflicto en Ucrania recupera viejos esquemas de la Guerra Fría: «A pesar de la naturaleza laberíntica del nuevo desorden global, muchas de las versiones del conflicto ucraniano reducen su multiplicidad a una representación binaria, del bien contra el mal, recuperando así esquemas caducos de la Guerra Fría». A su vez, el investigador de la UNED califica de ilegal el derrocamiento de Yanukóvich promovido por parte de la población de Ucrania con apoyo de la UE y de los Estados Unidos. Ruiz Ramas divide los dos bandos ideológicos como "promotores de la democracia" por un lado, en el caso de los detractores de Yanukóvich, y como "antifascistas" por otro, a los que se oponen a lo que consideraron con su caída un golpe de Estado promovido por Occidente. Para los "promotores de la democracia", la caída de Yanukóvich era una revolución democrática en contra de un tirano ilegítimo y la anexión de Crimea una invasión ilegal sin reconocimiento internacional. Para los "antifascistas", el Euromaidán fue un golpe de Estado fascista promovido por Occidente, donde Yanukóvich era reconocido como oligarca pero legítimo, y donde la intervención en Crimea era una intervención preventiva contra los fascistas y en defensa del derecho de autodeterminación. Pese al auto calificativo de "antifascistas" para la facción prorrusa, en oposición a lo que ellos denominan "fascista", las constituciones aprobadas en 2014 para las repúblicas de Donetsk y Lugansk no parece que se ajusten, según Ruiz Ramas, a lo que se conoce como "socialismo del siglo XXI".. Tanto el Euromaidán, como la respuesta proYanukóvich en el este del país, han contado con elementos de ideología variada entre sus filas, desde liberales a socialistas, conservadores e incluso extrema derecha.  
Para Aleksandr Borodái, el conservador primer ministro ruso de la autoproclamada República Popular de Donetsk en 2014, el conflicto era la lucha contra los separatistas ucranianos por la causa de un Imperio ruso: «En Ucrania, como en el Cáucaso, lucho contra los separatistas, esta vez los ucranianos, antes los chechenos. Porque existe Rusia, la Gran Rusia, el Imperio ruso. Y ahora los separatistas ucranianos están luchando contra el Imperio ruso». De acuerdo con Ruiz Ramas, la postura de Borodái se encuadra dentro de la corriente de pensamiento eurasianista de Aleksandr Duguin, quien habría defendido en televisión la invasión total de Ucrania por parte de Rusia. La guerra del Donbás es considerada por los nacionalistas rusos como una guerra civil porque los principales implicados son sobre todo locales. Sin embargo, el que fue ministro de Defensa de la autoproclamada República Popular de Donetsk en 2014, el oficial retirado del Servicio Federal de Seguridad de Rusia Ígor Guirkin (alias Strelkov), afirma que los rebeldes prorrusos en el este de Ucrania están dirigidos desde Rusia.
Adam Michnik, redactor jefe del periódico polaco Gazeta Wyborcza, afirmó en el año 2014 que el principal interés de Putin en el conflicto ucraniano era evitar que las protestas de Kiev se propagasen a su vez por Rusia: «Lo más aterrador para Putin, es una Revolución de color en casa. (...) Un miembro del gabinete me dijo que cuando Putin vio a Mubarak entre rejas se puso muy nervioso, vociferando, fuera de sus casillas. Por eso Putin se metió en la operación de Kiev y el Donbás».
Para el analista y geopolítico Robert D. Kaplan, la implicación de Rusia en el conflicto ucraniano demuestra que pese al viraje asiático iniciado hace años, el Kremlin no ha renunciado en absoluto a sus intereses en Europa Kaplan, citando a Zbigniew Brzezinski, exconsejero de Seguridad Nacional con Jimmy Carter, señala que Rusia puede mantener su categoría de imperio incluso sin controlar Ucrania, pero que sufriría un proceso de "orientalización". Con Ucrania bajo control, Rusia seguiría añadiendo sus 46 millones de habitantes, todos en suelo europeo. 
Ana Lázaro Bosch, corresponsal española en Kiev, señala que Occidente minusvaloró la posible reacción de Putin, quien no estaría dispuesto a renunciar a la influencia rusa sobre Ucrania.
Helmut Kohl, canciller Federal de Alemania entre 1982 y 1998, acusó a Occidente de «falta de sensibilidad hacia nuestros vecinos rusos». Gerhard Schröder, canciller de Alemania entre 1998 y 2005, a su vez acusó a la UE de «haber facilitado el conflicto en Ucrania». Angela Merkel, canciller de Alemania desde 2005, hizo declaraciones ambiguas pues defendió por un lado la integridad de Ucrania y a su vez resaltó las buenas relaciones entre Rusia y Alemania. El politólogo Tuomas Forsberg publicó en 2016 un artículo donde destaca la vital importancia de Alemania hacia Rusia, que en un primer momento apoyó las sanciones y que con posterioridad trató de mediar en el conflicto. Antes de la crisis de Ucrania, las relaciones económicas entre Rusia y Alemania superaban los cien mil millones de dólares.
Los historiadores argentinos Carlos Fernández Pardo y Alberto Hutschenreuter afirman en su libro El roble y la estepa (2017): «Una vez más, se ha agitado el tradicional sentido de asedio geopolítico de Rusia, creando una situación en la que este actor aparece como una amenaza y, como lo demuestra Crimea, ha regresado a ejercer su tradicional instinto geopolítico de agresión regional [...] Con el intento de atraer Ucrania hacia el umbral de ingreso de la UE y la OTAN, se ha creado una situación de crisis en Europa central, es decir, en el espacio tradicional de influencia de Alemania. [...] La ampliación de la OTAN y la cuestión de Ucrania han creado una situación cuyos principales afectados en términos geopolíticos, geoeconómicos e incluso geoculturales y geohistóricas son Alemania y Rusia, pues aleja a Rusia de Europa en general».
Durante la Cumbre de la OTAN celebrada en Varsovia en 2016, su secretario Jens Stoltenberg afirmó: «No queremos una nueva Guerra Fría». Sin embargo, en esa misma cumbre se aprobó el despliegue de cuatro unidades multinacionales en Polonia y tres en las repúblicas bálticas

#### Relaciones con Siria
El 30 de septiembre de 2015, Rusia lanza una serie de operaciones aéreas en Siria interviniendo así directamente en el conflicto de dicho país. Dicha participación respondía a solicitudes por parte del presidente sirio Bashar Al Asad para socorrer el esfuerzo bélico de su gobierno. El gobierno de Putin diseñó una ambiciosa y arriesgada estrategia en Oriente Medio con la intervención militar en el conflicto sirio mediante el despliegue de una pequeña fuerza militar en Siria y  por la implicación en el terreno de empresas rusas como Rosneft, Gazprom y Rosatom. Los éxitos militares aumentaron el prestigio de Putin y le ha permitido ampliar los vínculos regionales también a través de la industria armamentística, creando una red de contactos con todos los actores destacables de la región –con la excepción del Daesh y Al Qaeda–. La fuerza aérea rusa ha llevado a cabo todo tipo de misiones, como bombardeos por saturación con bombas no guiadas, a ataques de precisión con bombas guiadas o uso de misiles de crucero de largo alcance y operaciones aéreas de apoyo a las fuerzas terrestres. Desde el Mar Caspio o desde Irán se lanzaron misiles de crucero Kh-101 o Kh-55. En la actualidad, Rusia es un actor indispensable para las negociaciones políticas y diplomáticas de la pacificación y estabilización de Siria.
Las fuerzas aéreas rusas también han sufrido algunos contratiempos en Siria. El 24 de noviembre de 2015, cazas F-16 turcos derribaron un avión ruso Su-24 en la frontera entre Turquía y Siria. Pese a que la reacción inicial de Rusia fue la de condenar el derribo, inmediatamente después ambos países han ido acercando posiciones en materia diplomática. Este acercamiento no evitó el siguiente conflicto entre Rusia y Turquía, desencadenado tras la muerte de soldados turcos en un bombardeo en Idlib en febrero de 2020. El 31 de diciembre de 2017, la base aérea de Khmeimim sufrió un bombardeo de artillería resultando dañados o destruidos varios Su-24, Su-35 o An-72.
En el año 2017, el gobierno ruso consiguió que Siria ampliase durante 49 años más la presencia de sus de fuerzas navales permanentes en la base de Tartus. Este acuerdo permite la presencia de once buques rusos de manera simultánea, incluyendo también aquellos con propulsión nuclear. También ha conseguido autorización para seguir operando en la base aérea de Khmeimim. Pedro Sánchez Herráez, analista del IEEE, afirma en un artículo de noviembre de 2019: «Con esa presencia naval permanente en el Mediterráneo, además de mostrar su voluntad de permanencia en la zona, Rusia constituye una primera línea de defensa del mar Negro y de la base de Sebastopol, así como Moscú va mostrando sus intenciones de crear una flota oceánica».
Entre los motivos rusos para intervenir en Siria, según el analista Yago Rodríguez Rodríguez, destacamos al menos dos razones. Por un lado, la preocupación rusa de que Siria se convirtiese en una base de reclutamiento para la Yihad global amenazando al Cáucaso y, quizás, a países como Uzbekistán y Kirguistán. Por otro lado, el deseo de Rusia de mantener un papel global más activo manteniendo a su vez la base naval de Tartús. Rodríguez quita importancia a los posibles motivos económicos de Rusia en Siria alegando que sus reservas de hidrocarburos son menores de lo que se suele pensar, y que Siria será incapaz de devolver la deuda adquirida con Rusia. Tampoco es una herencia fruto de una alianza antigua. Las relaciones entre Siria y la extinta URSS o la actual Rusia no habían sido siempre buenas. Los únicos aliados constantes en materia internacional en las últimas décadas con los sirios habían sido los iraníes.

#### Relaciones con África
Un área emergente de gran importancia para la geopolítica de Rusia y del resto de potencias, además de las ex metrópolis y los EE. UU. (sigue siendo el principal actor en la región) es África. China consiguió entrar con fuerza en la década 2000-2010, y desde entonces otros países han seguido sus pasos. Rusia está desarrollando una estrategia que combina Soft Power con acuerdos financieros y diplomáticos. También la construcción de bases logísticas y asesoramiento en operaciones militares y venta de armas. Entre 2006 y 2016, según estima la Brookings Institution, las importaciones africanas desde Rusia aumentaron un 142 %. La Estrategia rusa de 31 de diciembre de 2015, define los ejes de intervención en el Artículo 16: «La Federación de Rusia está desarrollando la cooperación política, comercial, económica y militar-técnica, la colaboración en el campo de la seguridad, y también contactos humanitarios y educativos con los Estados de América Latina y África y con las asociaciones regionales de estos Estados».
Esta estrategia para África queda definida en los siguientes apartados:
- Inversiones en energía (gas, petróleo y nuclear)
- Inversiones minerales (platino, diamantes, uranio, etcétera)
- Extensión de la influencia militar

### Política interior

#### Primer mandato del 7 de mayo de 2012 al 7 de mayo de 2018
Durante su primer año de gobierno y coincidiendo con diversas protestas ciudadanas, Putin decidió emprender acciones contra la corrupción en altos cargos del gobierno, como por ejemplo el despido de Anatoli Serdiukov, ministro de Defensa hasta noviembre de 2012 acusado de delitos inmobiliarios. Serguéi Shoigú se ha hecho cargo de la cartera ministerial de Defensa desde la destitución de Serdiukov. También se aprobó por primera vez una ley antitabaco y una ley para prohibir la expresión y manifestación de la homosexualidad que ha sido condenada por el Comité de Derechos Humanos de la ONU y el Tribunal Europeo de Derechos Humanos y criticada por organizaciones internacionales de derechos civiles.
Pese a los esfuerzos del gobierno por combatir la corrupción, hacia 2016 se estimaba que afectaba cada años a un tercio del PIB del país, destacando la relacionada con la construcción de infraestructuras.
En octubre de 2017, Vladímir Putin, inauguró en Moscú el llamado «Muro del Dolor», un monumento conmemorativo dedicado a las víctimas de la represión política en la URSS levantado con 150 piedras provenientes de diversos campos gulag. Su construcción fue aprobada en septiembre de 2015 mediante decreto. Durante el acto criticó a su vez los procedimientos de detenciones arbitrarios, donde cualquiera podía ser víctima de acusaciones sin fundamento y animó a la nación rusa a pasar página. Al acto asistió Natalia Solzhenitsyn, nieta de Aleksandr Solzhenitsyn.

Espero que esta fecha será entendida por nuestra sociedad como un motivo para pasar página sobre los sucesos dramáticos que dividieron el país y el pueblo, y que será un símbolo de superación de este esta división, un símbolo del perdón mutuo y de que la historia de nuestro país se acepta como es, con sus grandes victorias y sus páginas trágicas.
Vladímir Putin, 30 de octubre de 2017, durante la inauguración de un monumento en honor a los represaliados por los bolcheviques en 1917

#### Segundo mandato del 7 de mayo de 2018 a la actualidad

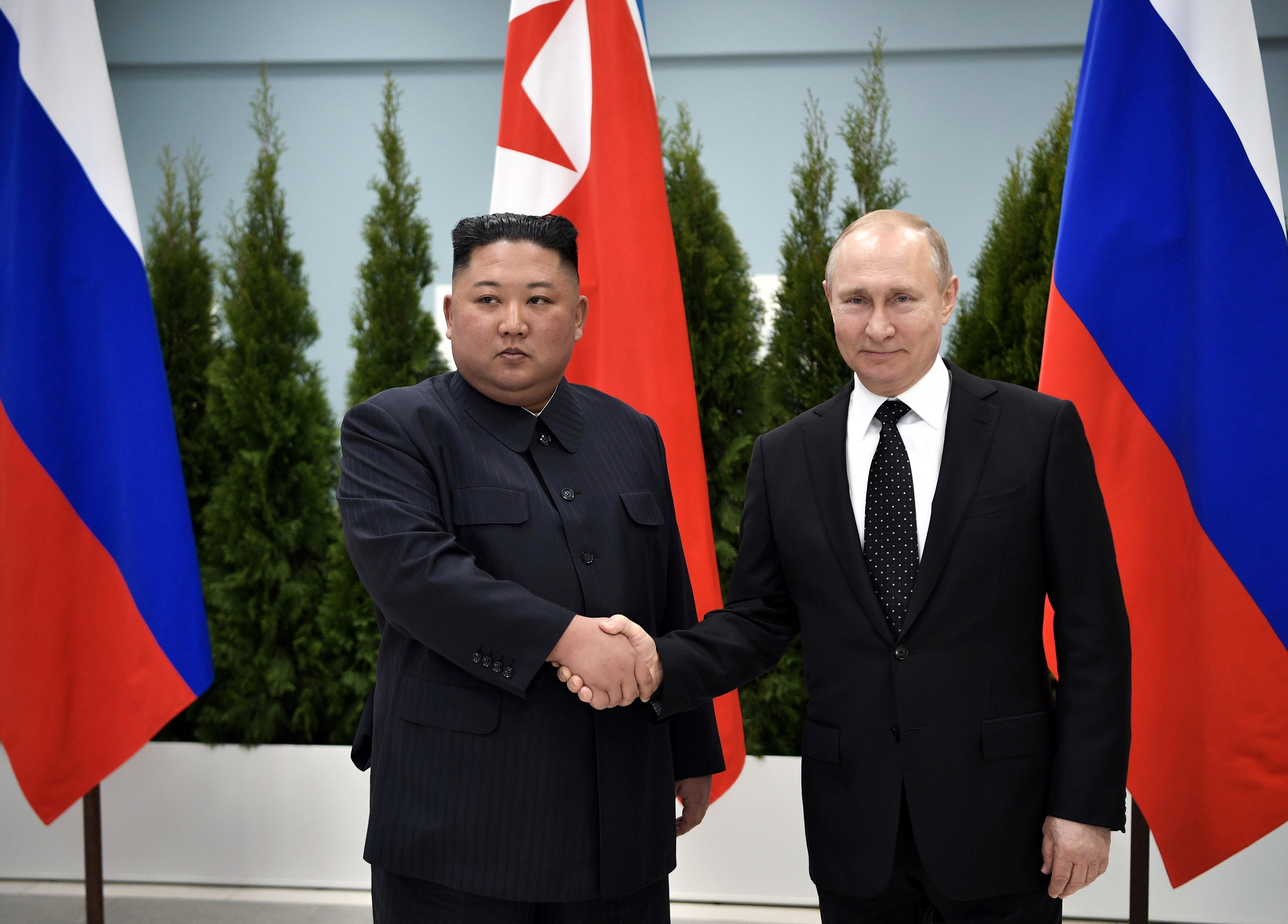
Kim Jong-un, líder supremo de la República Popular Democrática de Corea, y Vladímir Putin el 25 de marzo de 2019

El 7 de mayo de 2018, Putin juraba de nuevo el cargo de presidente de Rusia iniciando su cuarto mandato tras ser reelegido en las elecciones del 18 de marzo con el 76,6 % de los votos.
Pese a diversos problemas internos, como la caída del rublo, el descenso general del nivel de vida (ambos consecuencia de la caída del precio del petróleo de los últimos años) o la desconfianza de parte de la ciudadanía en el sistema judicial por casos como el de Serdiukov, la popularidad de Putin según el Centro Levada ascendía en ese momento al 82 %. Mira Milosevich-Juaristi, investigadora principal del Real Instituto Elcano, explica este aumento de la popularidad de Putin desde la crisis de Crimea en la percepción que tiene la ciudadanía del presidente como un salvador del país frente a Occidente. Además, la desaceleración económica de los últimos años es presentada no como consecuencia de problemas internos o de la caída de los precios de los hidrocarburos sino por las sanciones impuestas al país. Otro de los grandes problemas del país no resuelto desde los años 90 es el descenso de la población como consecuencia de la caída de la natalidad. Hay estimaciones que señalan que el país podría pasar de los 146 millones de la actualidad a los 113 para 2050. El descenso de la población es especialmente acusado entre los eslavos cristianos ortodoxos, quienes podrían ser minoría en más regiones del país frente a musulmanes o budistas. La inmigración procedente de las exrepúblicas soviéticas musulmanas y China agravarían el problema.
Durante el desfile de la Victoria el 9 de mayo de 2018, donde se presentaron novedades como el avión Sukhoi Su-57 o el vehículo no tripulado Uran-9, Putin declaró: «Siempre nos sentiremos orgullosos del hecho de que la URSS no se haya doblegado cuando otros países decidieron rendirse».
En julio de 2018, según una encuesta del Centro Ruso de Estudios de la Opinión Pública, se produjo una caída en la popularidad del gobierno como consecuencia de la intención de elevar la edad de jubilación en Rusia de 55 a 63 años para las mujeres y de 60 a 65 para los hombres. Según el centro Levada, el 89 % de los rusos estaba en julio de 2018 en contra de la medida. El gobierno justificó esta medida ante el aumento progresivo de la esperanza de vida de la población rusa. La esperanza de vida se situaba en el año 1999 en 65,98 años, mientras que en 2016 estaba en 71,59. Ignacio Ortega, corresponsal español de la agencia EFE en Moscú, calificó de error la decisión de Putin de lanzar este plan de reformas de pensiones coincidiendo con las muestras de escaso crecimiento en la economía.
El 16 de marzo de 2020, el Constitucional ruso avaló la reforma que permite a Putin volver a presentarse a unas elecciones pese a que estaba previsto que dejase su cargo en 2024. El Alto Tribunal ruso, con sede en San Petersburgo, ha dictaminado que el paquete de enmiendas a la Constitución es acorde con la ley fundamental, aprobada en 1993.

## El papel de Rusia en el mundo

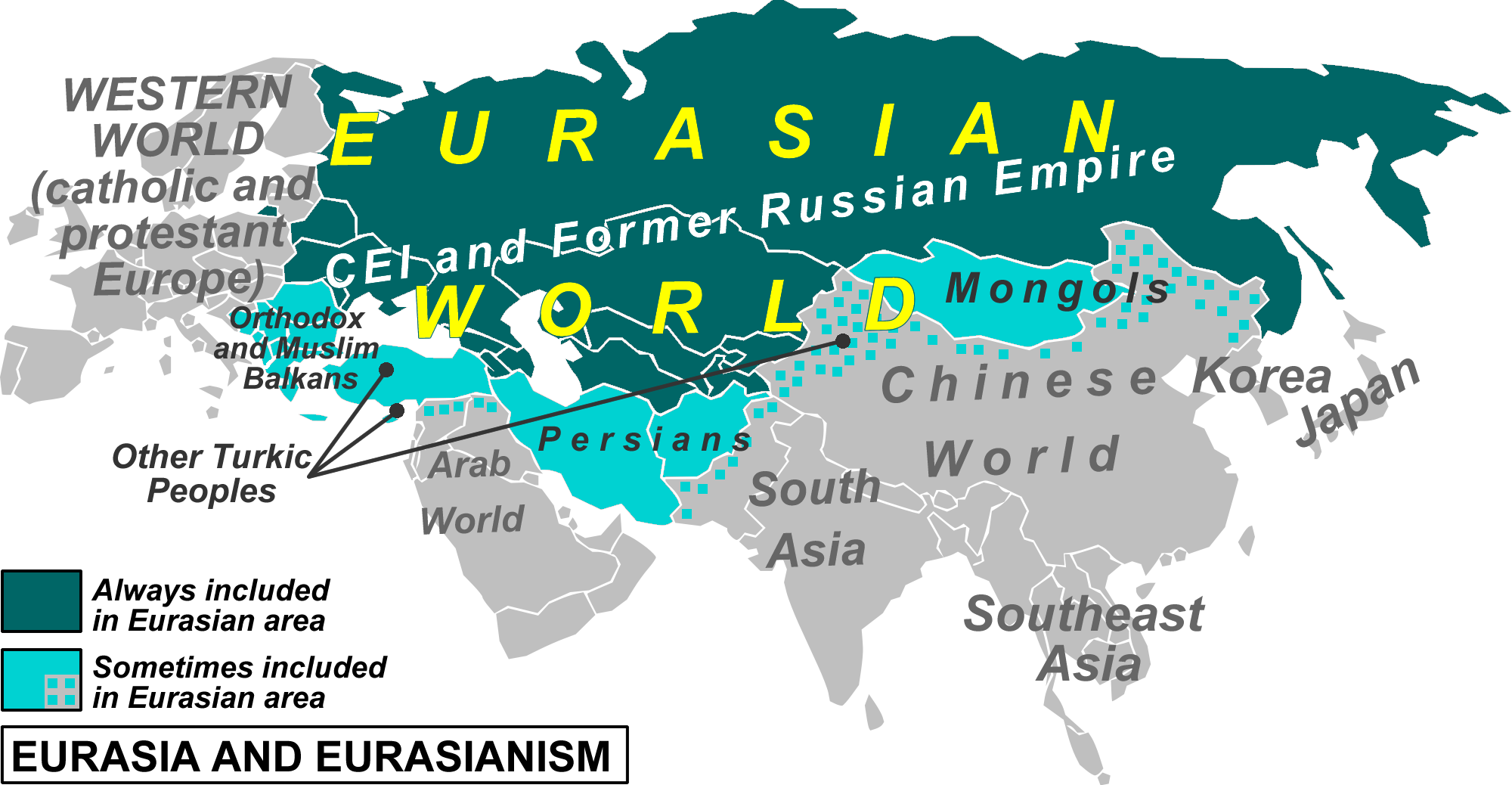
Espacio euroasiático según diferentes acepciones del eurasianismo.

Conflictos congelados en el entorno de Rusia.

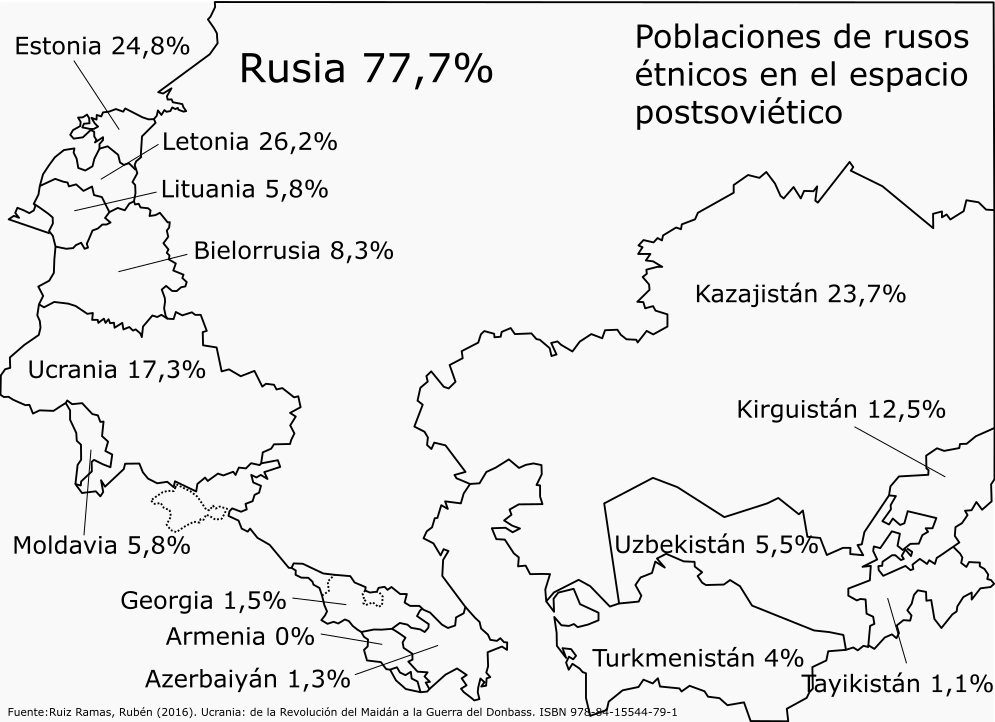
Poblaciones de rusos étnicos en el espacio postsoviético

El periodista y analista político estadounidense Robert D. Kaplan en su obra La venganza de la geografía (2012) desarrolla las siguientes consideraciones geopolíticas sobre Rusia: Es la mayor potencia continental del mundo al extenderse 170 grados. Solo tiene una gran salida al mar en el norte, en el círculo polar ártico, que permanece bloqueada gran parte del año a causa del hielo, y posee pocas fronteras naturales con los países vecinos salvo la región del Cáucaso. Kaplan, citando al historiador Alfred Mahan, afirma que las potencias continentales (y especialmente Rusia) tienden a sentir mayor grado de inseguridad al verse forzadas a conquistar más territorio para no ser invadidas. Rusia teme principalmente a potenciales enemigos terrestres, por ejemplo en Europa contra Francia en el siglo XIX o Alemania en el siglo XX. Y en Asia contra los británicos en su avance por Afganistán o en el Extremo Oriente frente a China. La lucha contra estos enemigos, en el caso del británico y en menor medida el francés además potencias marítimas, generalmente implicaba una guerra defensiva en las fronteras de Rusia. A diferencia de sus enemigos, cuyas guerras se combatían casi siempre muy lejos de la metrópoli, la mayoría de las guerras que ha librado Rusia se han desarrollado en su propio territorio. 
Rusia tiene un clima semejante al de Canadá, es decir, extremo, frío y seco. Solo hay dos territorios libres de nieve y hielo la mayor parte del año: cerca de las orillas del Mar Negro y Caspio y en las orillas del mar del Japón. Como consecuencia de este frío, Kaplan, citando al historiador Philip Longworth, afirma que los rusos han desarrollado un estilo de vida donde la comunidad está por encima del individuo. Los bajos rendimientos agrícolas impidieron a lo largo de la historia obtener buenos excedentes, lo que favoreció un autoritarismo mayor en sus élites que exigían más trabajo a los campesinos. Cuando la nieve y el hielo se funden, gran parte del país queda anegado por el agua y el barro. El 40% de la superficie de Siberia está cubierta de una capa de hielo permanente llamada permafrost. En el sur de Rusia se encuentra la pradera más grande del mundo conocida como la estepa y se extiende desde Hungría hasta Manchuria. El río Yeniséi, sexto más largo del mundo y que cruza Rusia de sur a norte desde Mongolia al Ártico, representa según Kaplan una división psicológica entre la zona europea y asiática más que los mismos Urales. 
Kaplan, citando al geógrafo y geopolítico inglés, Halford John Mackinder, señala que los rusos vivieron durante siglos al abrigo de los grandes bosques y fue a causa del acoso que sufrían de los pueblos de las estepas del sur y del este desde la Alta Edad Media que debieron salir de ellos y someter el territorio circundante por su propia seguridad. La invasión de los mongoles conocidos como la Horda de Oro impidió a los rusos beneficiarse de los avances del Renacimiento, pero a cambio desarrollaron un sentimiento guerrero que con el tiempo emplearon contra los tártaros. Fueron estas invasiones la que, según Kaplan y citando al historiador G. Patrick March, cimentaron el histórico sentimiento de inseguridad de los rusos.
Valoración del historiador británico Philip Longworth sobre el origen del carácter del pueblo ruso:

El rigor del clima los hizo resistentes y tenaces; la inmensidad de su paisaje y el escaso número de asentamientos , así como la brevedad de la temporada de cultivo fomentaron por igual la cooperación y la coacción en sus realidades sociales, por lo que los rusos necesitaron un mayor grado de organización que otros pueblos para sobrevivir. [...] En el pasado, esta necesidad propició la existencia de formas de gobierno centralizadas y autoritarias y descartó otras opciones más participativas.
Philip Longworth

Rusia dispone de la mayor reserva de gas natural del mundo, la mayor reserva hídrica del mundo, la segunda de carbón, la octava de petróleo e importantes minerales. Una parte importante de estas reservas se encuentran en Siberia, al este de los Urales. Dispone también de importantes reservas de agua dulce. Los ingresos derivados de la venta de materias primas han permitido desde 1999 incrementar la financiación de las fuerzas armadas. De acuerdo con Kenneth Waltz, el poder energético de Rusia le permite ser una potencia.
El periodista británico Tim Marshall, en su obra "Prisioneros de la geografía" (2016), introduce Rusia de la siguiente manera: «Rusia es vasta. Muy vasta. Inmensa. Vasta en un orden que casi alcanza los dieciséis millones de kilómetros cuadrados y once husos horarios; es el país más grande del mundo. Sus bosques, lagos, ríos, tundra helada, estepa, taiga y montañas son vastos. Semejante tamaño lleva mucho tiempo arraigado en nuestra conciencia colectiva. Allá donde estemos, se encuentra Rusia, quizá al este o al oeste, al norte o al sur. Sea como sea, ahí está el Oso Ruso». Marshall señala que desde un punto de vista geopolítico, la llanura nordeuropea ha sido y es importante para líderes rusos y su concepción de la seguridad nacional. Este interés por esta franja de tierra se debería a las diversas invasiones que Rusia ha sufrido desde Occidente aprovechando esta llanura: polacos en 1605, suecos en 1708, franceses en 1808, alemanes en 1914, polacos en 1919, y, finalmente, alemanes, en 1941. Desde 1991, Rusia ha observado con inquietud el avance de la UE y la OTAN hacia el este de Europa. Marshall destaca diversos problemas geopolíticos de la Rusia actual: muy poca población para su superficie, especialmente en Siberia, donde la caída de la población eslava y el aumento de la población china podría crear en un futuro un problema de separatismo. Otros problemas geopolíticos son: el clima extremo, la pobreza de sus suelos, poco aptos para la agricultura, la falta de sistemas de transportes, pocas carreteras y solo dos líneas de ferrocarril de importancia, el Transiberiano y la línea Baikal-Amur. Otro gran problema histórico del país ha sido la carencia de puertos libres de hielo todo el año. En la actualidad, el viejo espacio postsoviético se organizaría de la siguiente manera: Los países Prooccidente serían, Polonia, Estonia, Letonia, Lituania, Chequia, Eslovaquia, Hungría, Rumanía y Bulgaria. Los países prorrusos serían Kazajistán, Kirguistán, Turkmenistán, Bielorrusia y Armenia. Y en una posición intermedia estarían Ucrania, Georgia y Moldavia, ya que en sus territorios habría presencia de tropas rusas. 
Los analistas de inteligencia Jesús M. Pérez Triana y Clara Chirino, en un artículo para la revista Ejércitos, definen a Rusia como un país que se entiende a sí mismo como un imperio con un «destino especial» que, sin embargo, exhibe debilidades frente a Occidente y resulta poco atractivo para los países que fueron sus satélites en el pasado cercano. La Rusia actual se presentaría como alternativa a Occidente, al que consideran «decadente e hipócrita».
Marcel de Haas, profesor del Instituto de Relaciones Internacionales de los Países Bajos, señala cuatro principios tradicionales en la política exterior de Rusia: el miedo a los extranjeros, la búsqueda de la seguridad, el sentimiento de superioridad histórica (donde Moscú es considerada la "tercera Roma") y el servilismo hacia el Estado. De acuerdo con Vladimir Baranovsky, profesor del Instituto Estatal de Relaciones Internacionales de Moscú, existen en la actualidad tres concepciones rusas de la identidad del país como actor internacional:

### Rusia como gran potencia mundial
Rusia como una gran potencia mundial, en ruso derzhava, defendida por los llamados derzhavniki, quienes consideran que Rusia debe ocupar una posición como polo de poder en la esfera intencional. El poder, además de un recurso, estaría ligado a la propia personalidad de la nación. No reconocer este estatus de gran potencia sería interpretado como una amenaza. Ha sido la escuela de pensamiento más frecuente tras el final de la URSS en 1991. Desde comienzos del siglo XXI, Rusia ha ido desarrollando una estrategia que ha unido el tradicional poder duro, con el poder blando, con la creación de medios de comunicación de carácter internacional como RT o Sputnik. Estos medios no solo emitirían en inglés y en ruso, sino en todas aquellas lenguas donde se desee crear entre la población local una opinión favorable a los intereses de Moscú, como en Alemania, Chequia o Eslovaquia. Dimitri Trenin, director del Carnegie Moscow Center, opina que en el siglo XXI: «el poder de atracción triunfa sobre el de dominación» y, por tanto, «el poder blando debería ser el elemento central de la política exterior rusa».

### Rusia como centro de una civilización euroasiática
Rusia como centro de una civilización euroasiática, es decir, una entidad singular no definida totalmente ni con Europa ni con Asia, que englobaría a todos los territorios poblados por eslavos ortodoxos. Se trata de una corriente heredada de las corrientes eslavófilas y paneslavistas del pasado. Esta corriente se puede subdividir en cuatro enfoques: El primero, limitado a aspectos económicos, entendería que Rusia debe tener como socios preferentes en materia comercial a los países ligados a su esfera por cercanía geográfica y cultural. El segundo incluiría su deber de preservar la paz y la seguridad en dicha zona. El tercero iría más allá y trataría de impedir la inclusión de Ucrania, Georgia y otros países considerados como su zona de influencia en estructuras de seguridad Occidentales. Y finalmente, el cuarto, es conocido como movimiento neoeuroasianista, que defiende la recuperación de los valores eslavos tradicionales en oposición a la influencia Occidental unido a una política internacional imperialista. El analista político estadounidense Robert D. Kaplan señala en su obra "La venganza de la geografía", que pese a sus esfuerzos por ser una nación europea, Rusia no pudo evitar la influencia de los pueblos orientales en su sociedad. El carácter euroasiático del país por tanto arranca con las anexiones asiáticas de Rusia entre los siglos XVI y XX. Tras la revolución bolchevique, se volvió a trasladar la capital de San Petersburgo a Moscú. Este acontecimiento tuvo importancia simbólica ya que el país volvía a mostrar unas intenciones menos europeas y más orientales. Y luego Kaplan añade: «El eurasianismo encaja perfectamente con la personalidad histórica y geográfica de Rusia. [...] Además, una geografía cerrada, que se caracteriza por la crisis del espacio del siglo XXI [...], evidencia en mayor medida la idea de Eurasia como un conjunto orgánico y continental». Sin embargo, a continuación matiza: «A pesar de que Eurasia podría convertirse en un concepto de gran utilidad para geógrafos y geopolíticos en los próximos años, eso no significa que georgianos, armenios o uzbekos, con todas las vivencias históricas y emocionales que comportan dichas identidades étnicas, empiecen a considerarse "euroasiáticas"».
Según Javier Morales Hernández, profesor de Relaciones Internacionales en la Universidad Europea, Aleksandr Duguin es el defensor de esta corriente más conocido en la actualidad. El eurasianismo ha encontrado apoyos en personas de ideología muy diversas, desde la extrema derecha, nacional-bolcheviques, tradicionalistas ortodoxos o comunistas.
Objetivo cultural del eurasianismo y dos de sus estrategias para la consecución de ese objetivo según Alexandr G. Duguin:

A nivel cultural, el objetivo principal del Proyecto Eurasianista de Rusia es la afirmación de un modelo pluralista, diferenciado, a múltiples niveles, y alternativo respecto a esquemas de unificación unidimensional ofrecidos por los partidarios del «globalismo bajo la influencia de Occidente». La uniformidad de la sociedad de consumo, formada bajo la impronta americana y fundada sobre el individualismo, fluye de forma inevitable hacia el desarraigo de una amplia variedad de elementos culturales, sociales, religiosos y étnicos. Rusia debe proclamar a escala mundial su propia misión de garante de la floreciente complejidad, como centinela de las relaciones entre las naturales y variados conjuntos humanos civilizados. La afirmación y conservación de esta variedad histórica de la vida cultural de los pueblos y de los Estados, como el fin supremo del Proyecto Eurasianista, de Rusia y a nivel de civilización. (...) El ejército ruso y el complejo militar-industrial ruso, su reforma estructural y su activa consolidación y desarrollo deben ser las máximas prioridades de la política eurasianista. El destino de Rusia, y de Eurasia, en cuanto a civilización, depende directamente de la cualidad de las Fuerzas Armadas. (...) Paralelamente a la conclusión de los pactos militares en el ámbito de Eurasia, es necesario apoyar activamente los procesos de fraccionamiento de la unidad de los países de la OTAN y contribuir a la neutralidad estratégica de la región centroeuropea (más en general a la totalidad de Europa) y de la región del Pacífico.
Alexandr G. Duguin, Proyecto Eurasia, (2016)

### Rusia como una entidad europea

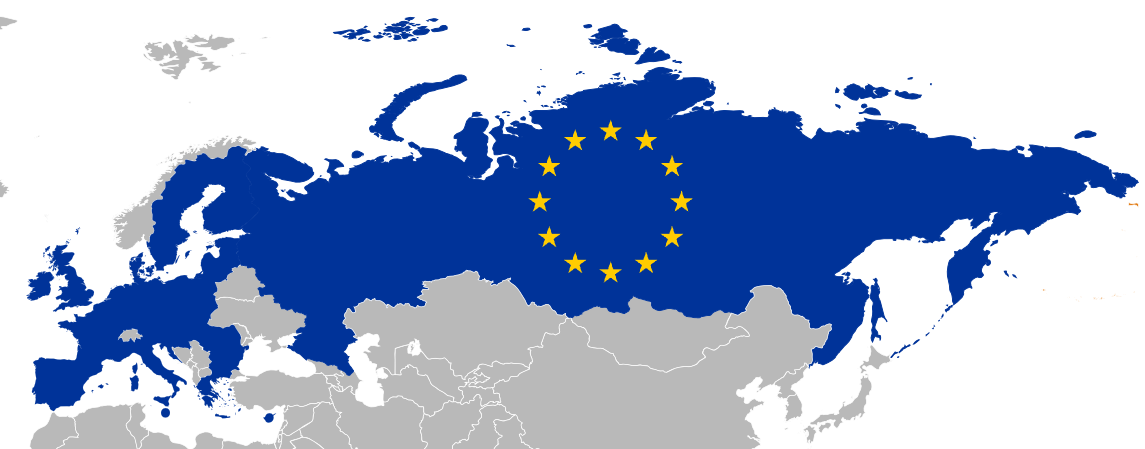
Rusia en un hipotético caso como miembro de la Unión Europea.

Rusia como una entidad europea. Esta corriente entiende a Rusia no solo como una nación europea, sino como un país occidental que busca integrarse en sus mismas estructuras económicas y políticas. El objetivo de esta escuela sería hacer de Rusia una potencia económica con una industria militar y compromisos internacionales limitados para así ser capaz de enfrentarse con éxito a un mundo globalizado. Las áreas prioritarias de la política exterior de esta escuela sería Europa y los Estados Unidos con una actitud de plena cooperación.
Desde 1991 hasta 1996, durante los años de Yeltsin, fue la postura oficial de Rusia. El ministro de asuntos exteriores ruso en esos años fue Andréi Kozyrev, acusado por nacionalistas y comunistas de otorgar demasiadas concesiones a Occidente en el contexto del conflicto entre el Kremlin y la oposición. Las posiciones occidentalistas han perdido apoyos en los últimos años. Sin embargo, Dmitri Medvédev, presidente de la federación entre los años 2008-2012, impulsó diversas políticas de desarrollo y aperturismo del país con Occidente.
Esta corriente no supondría, según sus defensores, que Rusia dejase de ser una potencia. Creen que abriendo a Rusia a Occidente mejoraría el prestigio del país al alcanzar una democracia plena y una economía como la de los países más desarrollados.

### Rusia como un «espacio sagrado» y heredera del Imperio romano y bizantino

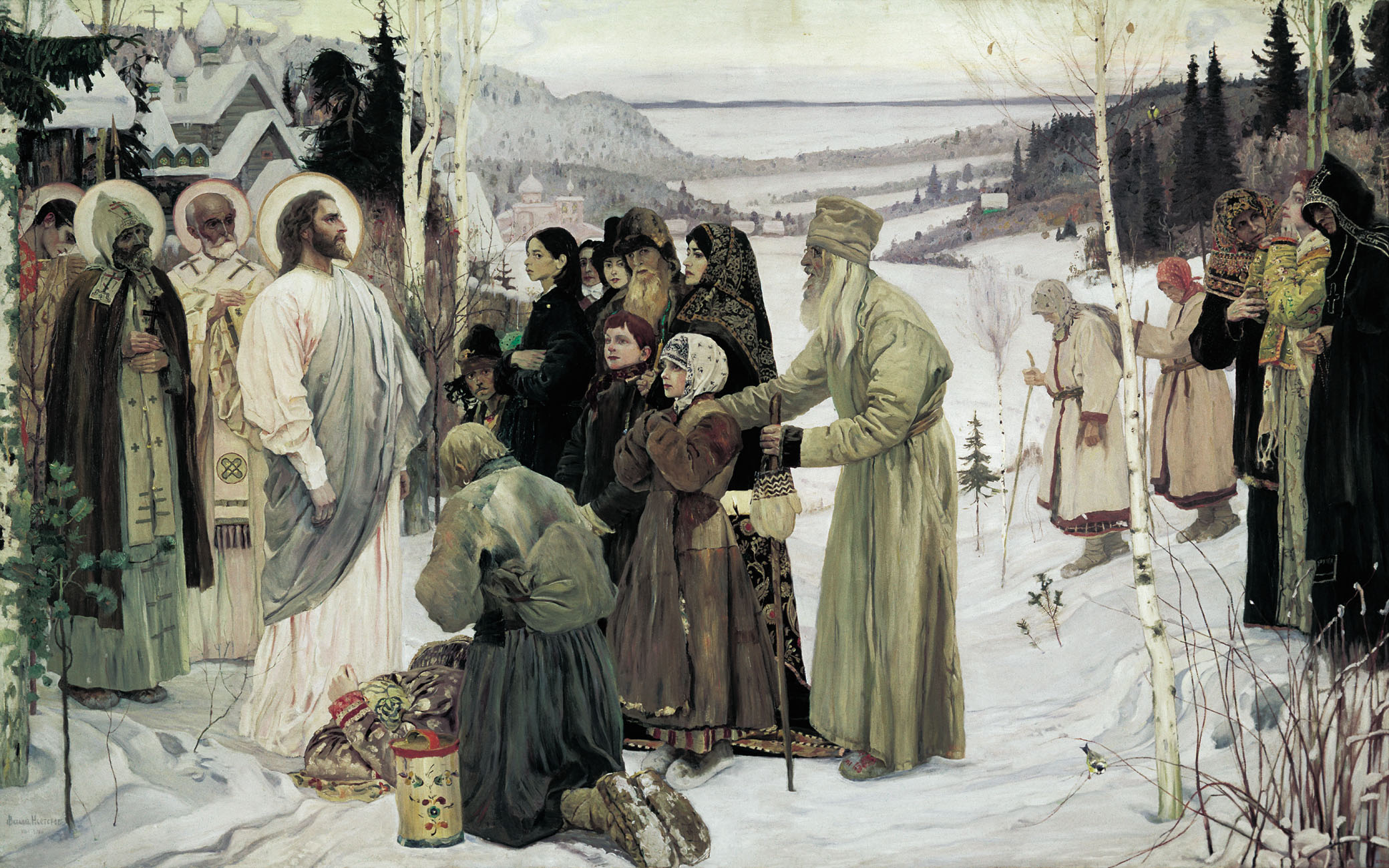
Santa Rusia, pintada por el ruso Mijaíl Nésterov entre 1901 y 1906

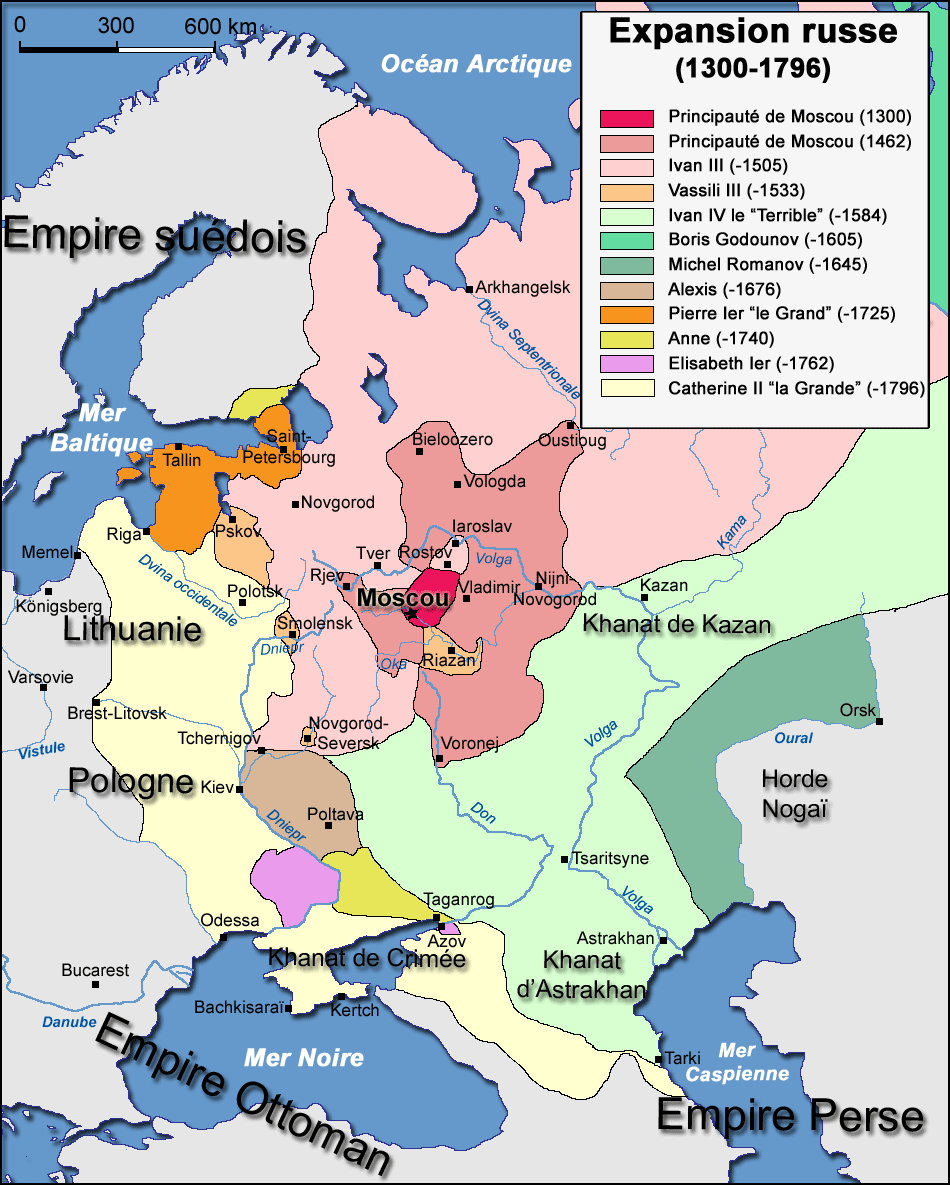
Expansión de Rusia desde el año 1300 a 1796

Rusia como un espacio sagrado y heredera del Imperio romano para los cristianos ortodoxos, semejante a un reino celestial en la tierra. Se trata de un concepto religioso y filosófico ligado al excepcionalismo ruso desarrollado por personas en Europa Oriental y Eurasia Central desde el siglo VIII hasta la actualidad. Según esta visión, los rusos serían el pueblo elegido por Dios para defender a los cristianos y preservar la Ortodoxia. Filoféi de Pskov fue quien comunicó a Basilio III de Moscú la profecía de la «Tercera Roma», según la cual, Moscú sería la sucesora del legado del Imperio romano, donde radicó la primera Roma, como en su día lo fue Bizancio, lugar de la Segunda Roma. El punto de unión entre el mundo eslavo y el mundo romano fue la Rus de Kiev, a orillas del río Dniéper, y era un punto de paso de comerciantes entre el Báltico y el Mar Negro. En esta ciudad hubo contactos con el Imperio bizantino y el Mediterráneo, y fue aquí donde comenzó la conversión al cristianismo de eslavos y príncipes escandinavos en torno a los siglos IX y X. Kiev pasó a ser el centro de la civilización eslava, que consistió en una cadena de ciudades fortificadas unidas por lazos económicos, dinásticos y religiosos. 
Coincidiendo con el final del Imperio bizantino griego en el año 1453, a causa de la invasión de los turcos otomanos, oleadas de refugiados griegos emigraron de forma escalonada hacia los territorios eslavos del norte del Mar Negro. Muchos llegaron a Moscú, donde introdujeron conocimientos políticos, militares y administrativos necesarios para sentar las bases de un imperio. También se produjo una vinculación entre el linaje de los príncipes rusos y bizantinos. Hacia finales del siglo XV, Iván III (1462-1505) había ampliado los dominios de Moscú hacia el norte. Fue el primer Gran Duque de Moscovia en autodenominarse Zar (Cérsar), y fue también el primero de varios conquistadores imperiales rusos con el apodo de «el Grande». Tras proclamarse Zar, Iván IV de Rusia (1530-84), apodado «el Terrible», venció primero al Kanato de Kazán llegando a los Urales y después al Kanato de Siberia, junto al río Irtish, al noreste de la actual Mongolia. 
El avance de Rusia a través de Siberia fue rápido y a principios del siglo XVII llegaron al mar de Ojotsk, junto al Océano Pacífico. Iván continuó con sus campañas de conquista: Hacia el sur, en dirección al Cáucaso, contra el Kanato de Astracán,  y hacia el oeste, en dirección al Báltico, contra Estonia y Letonia. Fue en estos años cuando comenzaron a ganar reputación los guerreros kazak o cosacos. En un comienzo eran mercenarios tártaros, pero con el tiempo se unieron rusos, polacos y lituanos. El príncipe Andréi Kurbski, en sus cartas a Iván IV, hablaba del estado ruso como «El Santo Imperio Ruso». Tras unas décadas de crisis en el nuevo imperio, en 1613 volvería a renacer con el inicio una nueva dinastía, los Románov, con el reinado de Miguel I de Rusia (1613-45). Los Románov establecieron las bases de la Rusia moderna. Bajo el gobierno de esta dinastía durante trescientos años fueron sometidas Polonia y Lituania. Vencieron a Suecia y a la Francia de Napoleón. Anexionaron de nuevo Ucrania, Crimea, Cáucaso, Asia Central e, incluso, territorios de China.

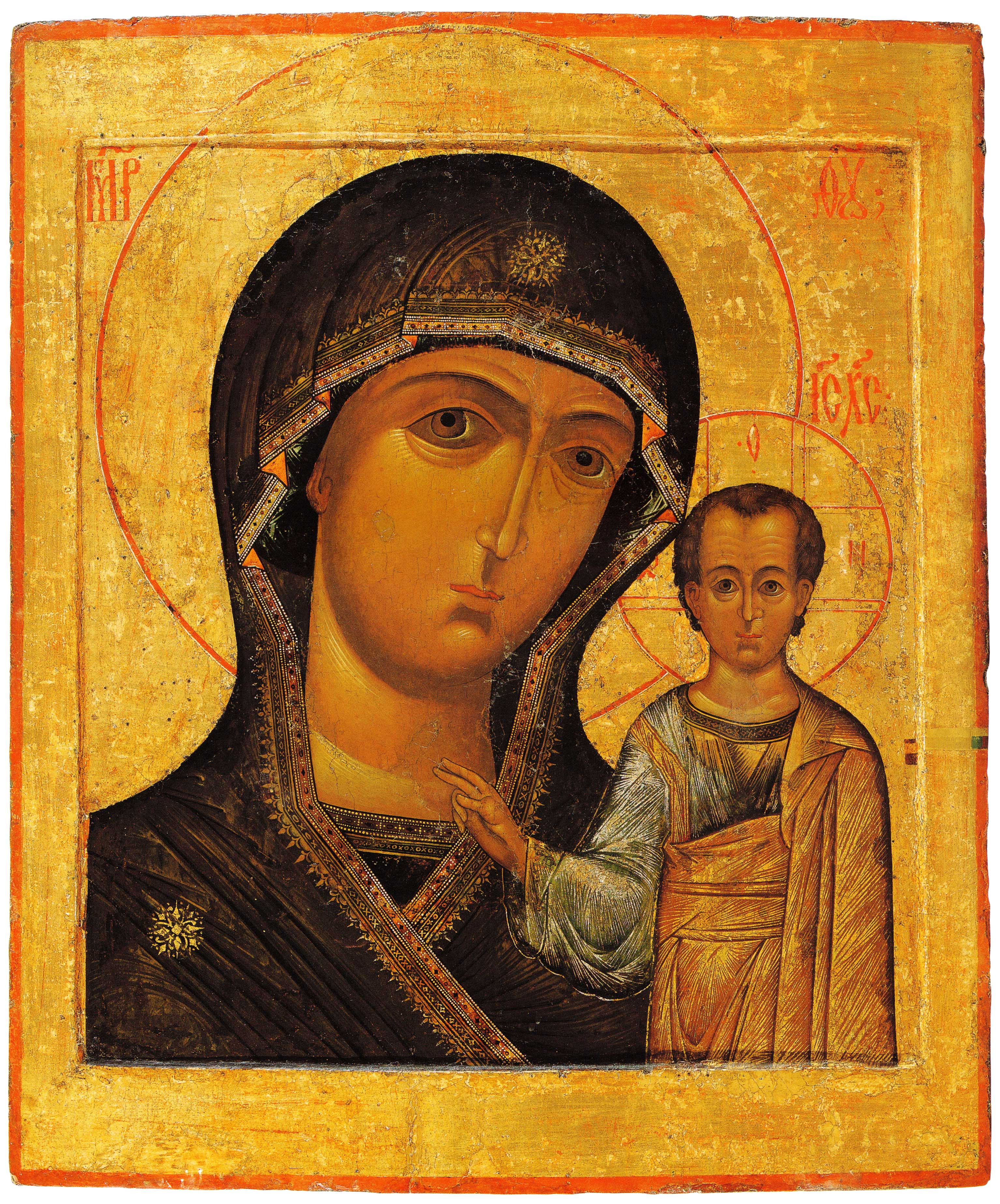
El icono de Nuestra Señora de Kazán, es la advocación mariana más venerada por los ortodoxos rusos y tiene sus orígenes en el siglo XVI. Existió la creencia popular de que Iván el Terrible venció a los tártaros en Kazán gracias a los poderes milagrosos de este icono

La iconografía bizantina fue recogida por el mundo eslavo como elemento propio de su identidad y en torno al cual configurar años después su unidad nacional tal y como señala James H. Billington en su obra "El icono y el hacha" (2011):

La tendencia humanizadora de la pintura iconográfica es evidente en las imágenes de la Virgen. En el Bizancio del siglo XII estas imágenes empezaron a volverse hacia el niño Cristo sugiriendo maternidad y divinidad al
mismo tiempo. Uno de estos iconos, en el que una Virgen alargada y compuesta aprieta su rostro contra el del niño Jesús, se convirtió en el icono más venerado de toda Rusia: la Madre de Dios de Vladímir, o Nuestra Señora de Kazán. La migración de esta obra maestra del siglo XII de Kiev a Constantinopla y de ahí a Súzdal y Vladímir incluso antes de la caída de Kiev simboliza el avance hacia el norte de la cultura rusa. El culto a la Madre de Dios fue mucho más intenso en esta región. El traslado de este icono a la catedral de la Asunción del Kremlin de Moscú a finales del siglo XIV le permitió convertirse en un símbolo de unidad nacional mucho antes de que esta unidad fuera una realidad política. Ella era la imagen de la madre suprema de la vieja Rusia, en paz con Dios pero inclinada compasivamente hacia su hijo infante. Generación tras generación rogaron su intercesión en la catedral dedicada a su entrada al cielo.
James H. Billington "El icono y el hacha : una historia interpretativa de la cultura rusa" (2011) p.65

Y Billington añade luego: «La Iglesia ortodoxa sacó a Rusia de su edad oscura y proporcionó un sentido de unidad para sus pueblos desperdigados, un propósito superior a sus príncipes e inspiración para sus creativos artistas».
A principios del siglo XIX, con el fervor patriótico fruto de las guerras napoleónicas, la idea de «Santa Rus» tuvo un segundo renacer. Coincidiendo con el Romanticismo de comienzos del siglo XIX, las antiguas epopeyas rusas fueron reimpresas por primera vez tras varios siglos. En 1835, el escritor ucraniano Nikolái Gógol publicó Tarás Bulba, donde se relataban vivencias de los cosacos del Dniéper. Gógol situó en Ucrania (que significa en ruso «zona fronteriza») los orígenes reales de Rusia, un territorio sumido en un clima de conflicto por el control de la tierra al ser un punto de rutas migratorias, muy llano y carente de fronteras naturales.

De acuerdo con el ejemplo de nuestros antepasados ortodoxos, habiendo recurrido a la ayuda de Dios Todopoderoso, estamos listos para encontrarnos con nuestros enemigos, donde sea que estén. Sin ahorrarnos nada, permítanos, en una unión interminable con nuestra Santa Rusia, defender el honor del nombre de Rusia y nuestras fronteras intocables.
Zar Nicolás I de Rusia (1848)

La idea del espacio sagrado tuvo un gran impacto en el surgimiento y desarrollo de muchos estados y sociedades en Europa del Este y Eurasia Central a través de los siglos: el antiguo principado de Rus (la Rus de Kiev), los principados rusos en la estructura estatal del Imperio Mongol, el Imperio de la Gran Horda, el cesarismo ruso y el Imperio ruso de los siglos XVI al XX e, incluso, sobre el surgimiento y desarrollo de la Unión Soviética, que dará origen a las modernas repúblicas rusa, ucraniana y bielorrusa.

### Rusia como imperio central en la «teoría del Heartland»

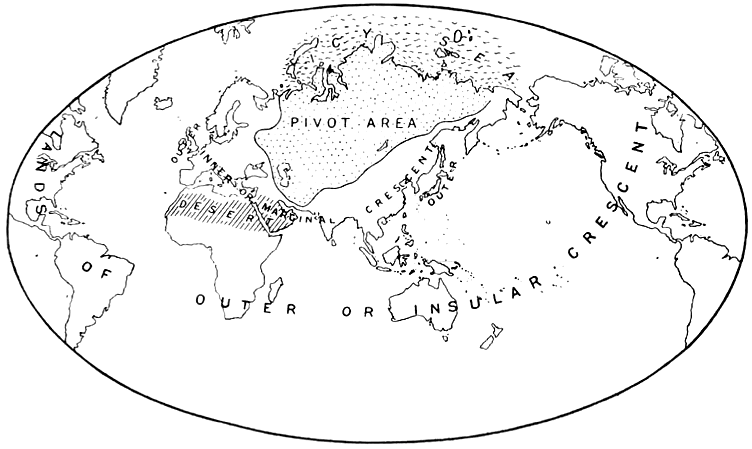
Mapa de la "teoría de Heartland", publicado por Mackinder en 1904

Rusia como imperio central en la teoría del Heartland, desarrollada por el geógrafo inglés Halford John Mackinder en 1904. El Heartland estaría en el centro de la isla del mundo (Eurasia), y se extendería desde el Volga hasta el Yangtsé y desde el Himalaya hasta el Ártico. Era el área entonces gobernada por el Imperio ruso y luego por la Unión Soviética, menos la región de la península de Kamchatka, que se encuentra en la parte más oriental de Rusia, cerca de las islas Aleutianas y las islas Kuriles. Para afianzar y proteger su posición en Europa, donde se desarrollaron dos guerras mundiales en el siglo XX, McKinder creía que debía producirse una alianza entre Alemania y Rusia. Algunos acercamientos a esta alianza en el siglo XX fueron el Tratado de Rapallo, en 1922, el Tratado de Neutralidad de Berlín de 1926 y el Pacto Ribbentrop-Mólotov, en 1939.
Según Mackinder, la superficie terrestre de la Tierra se puede dividir en:
- La isla del mundo, que comprende los continentes interconectados de Europa, Asia y África. Esta fue la combinación de tierras más grande, más poblada y más rica de todas las posibles. Rusia jugaría aquí una posición central (país "pivote")[302], si bien Kazajistán también disfrutaría de una posición importante[342].
- Las islas costeras, incluidas las islas británicas y las islas de Japón.
- Las islas periféricas, incluidos los continentes de América del Norte, América del Sur y Australia.

Los historiadores italianos Eugenio Di Rienzo y Emilio Gin opinan a su vez que pese a los conflictos que ha tenido Rusia (la URSS entre los años 1917 y 1991) con Alemania, sus enemigos naturales serían los países del Rimland. El «Rimland» sería la franja costera de acuerdo con el geopolítico de origen neerlandés Nicholas Spykman, quien a su vez señaló que: «Quien tiene el poder mundial no es quien controla directamente el “corazón del mundo”, es quien es capaz de cercarlo, como los Estados Unidos lo hicieron durante toda la Guerra Fría, y lo siguen haciendo hasta nuestros días». Es lo que se conocería como política de contención, propuesta por George F. Kennan. Los historiadores argentinos Carlos Fernández Pardo y Carlos Hutschenreuter dan la razón a los historiadores italianos cuando afirman en su libro El roble y la estepa (2017): «No se equivocan en su enfoque estos investigadores cuando consideran que el destino de las naciones parece estar más influenciado por su posición geográfica que por la dirección ideológica de los gobiernos». Gonzalo Collado de Giovannini, citando al geógrafo Karl Haushofer, también pone de relieve la importancia recíproca que tenían Alemania y Rusia (entonces integrada en la URSS) tanto antes y durante la Segunda Guerra Mundial, como hoy en día, por la necesidad que tiene Alemania de energía, algo que le puede proporcionar Rusia con facilidad.

### Rusia como eje de la «civilización ortodoxa»

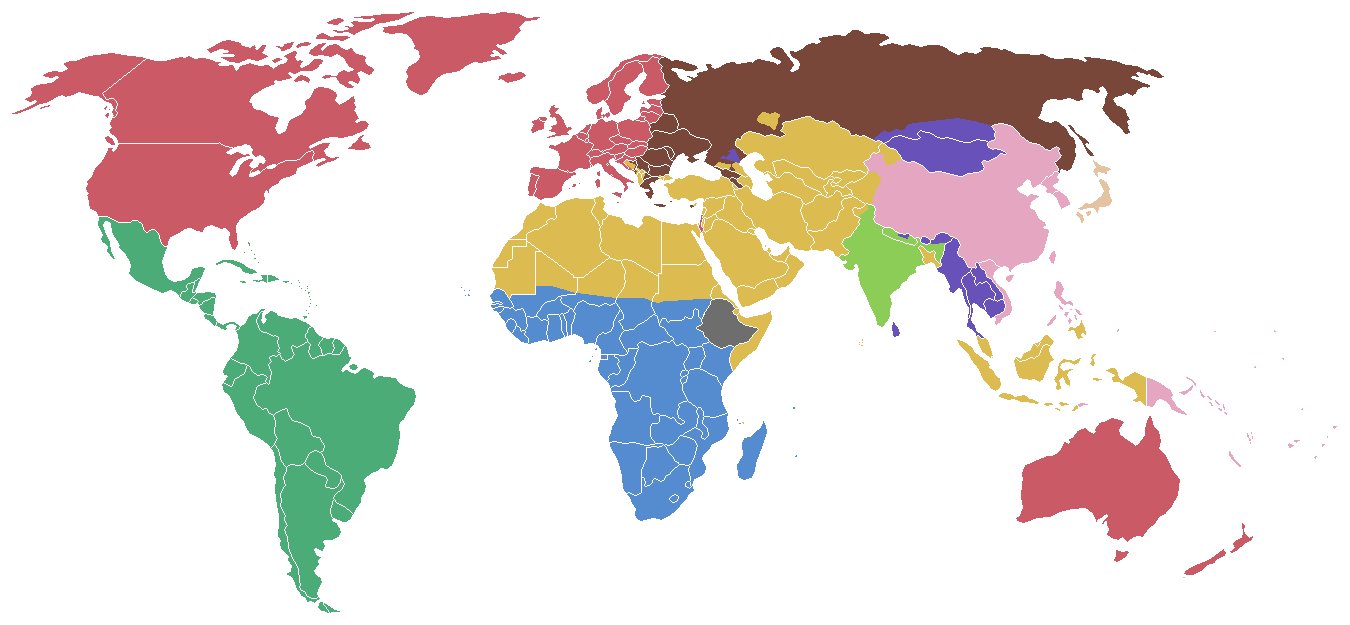
Para Huntington, Rusia sería el eje de la «Civilización ortodoxa»

Rusia como eje de la "civilización ortodoxa". Samuel P. Huntington, exdirector del Director del Instituto John M. Olin de Estudios Estratégicos de la Universidad de Harvard, sostiene en su libro Choque de civilizaciones (1996) que Rusia, desde el final de la URSS, trata de crear una zona circundante de seguridad o «cordón sanitario» con un centro de liderazgo ortodoxo donde también habría estados islámicos débiles alineados con los intereses de Moscú. A diferencia de la URSS, que fue una potencia global, Rusia sería una potencia regional con intereses civilizatorios. Los países ortodoxos de la antigua URSS serían fundamentales para la construcción de un bloque ruso cohesionado en los asuntos euroasiáticos y mundiales. Finalmente, Rusia buscaría activamente que las otras potencias respetasen su sistema regional. David Batashvili, analista en Relaciones Internacionales y miembro del Consejo de Seguridad Nacional de Georgia entre 2008 y 2013, cree que aunque no se reconozca de forma oficial, la actividad de Rusia más allá de sus fronteras en los últimos años ha estado muy influenciada por el concepto de civilización descrito por Huntington. José Baqués Quesada, doctor en Ciencias Políticas por la Universidad de Barcelona, en un artículo publicado en noviembre de 2019, también califica a Rusia como el núcleo de una civilización ortodoxa. Rusia buscaría fomentar fuera de sus fronteras la identidad eslava, la lengua rusa y la religión ortodoxa. Como consecuencia de este sentimiento de considerarse el centro de una civilización, el país hace años que intenta influir sobre las minorías rusas en los llamados «extranjeros próximos». Un mecanismo de influencia frecuente sobre estas minorías rusas en países como Georgia, Estonia, Letonia o Transnistria es el reparto de pasaportes rusos entre los rusoparlantes. Esta misma estrategia se llevó a cabo también en Crimea antes de la anexión rusa del año 2014. Esta política de influencia podría llegar a tener también efecto sobre los millones de rusoparlantes que viven en la actualidad en Alemania, concentrados en su mayor parte dentro de los límites del solar de la antigua RDA. Quesada apunta que, llegado el momento, en caso de conflicto, los civiles con doble nacionalidad, una de ellas rusa, podrían apoyar a Rusia como se ha visto en Crimea o el Donbass El analista y geopolítico estadounidense Robert D. Kaplan, afirma que para que Rusia pueda mantener una relación amistosa con las repúblicas islámicas del centro de Asia y Cáucaso, es necesaria una buena relación de Moscú con el régimen de Irán. Esa buena relación ayudaría a que Irán no compitiese con Rusia ni exportase radicalismo a los territorios musulmanes del centro de Asia y Cáucaso.
Valoración de Huntington sobre el papel de Rusia como eje de una civilización ortodoxa:

En conjunto, Rusia está creando un bloque con una zona central ortodoxa bajo su liderazgo y una zona circundante de amortiguación (un «cordón sanitario») formada por Estados islámicos relativamente débiles que dominará en grados diversos y de los que intentará eliminar la influencia de otras potencias. Además, Rusia espera que el mundo acepte y apruebe este sistema. Los gobiernos extranjeros y las organizaciones internacionales, como dijo Yeltsin en febrero de 1993, tienen que «otorgar a Rusia poderes especiales como garantizadora de la paz y la estabilidad en las antiguas regiones de la URSS». Mientras la Unión Soviética era una superpotencia con
intereses planetarios, Rusia es una potencia importante con intereses regionales y civilizatorios.
Samuel P. Huntington, Choque de civilizaciones (1996)

### Rusia en las Naciones Unidas

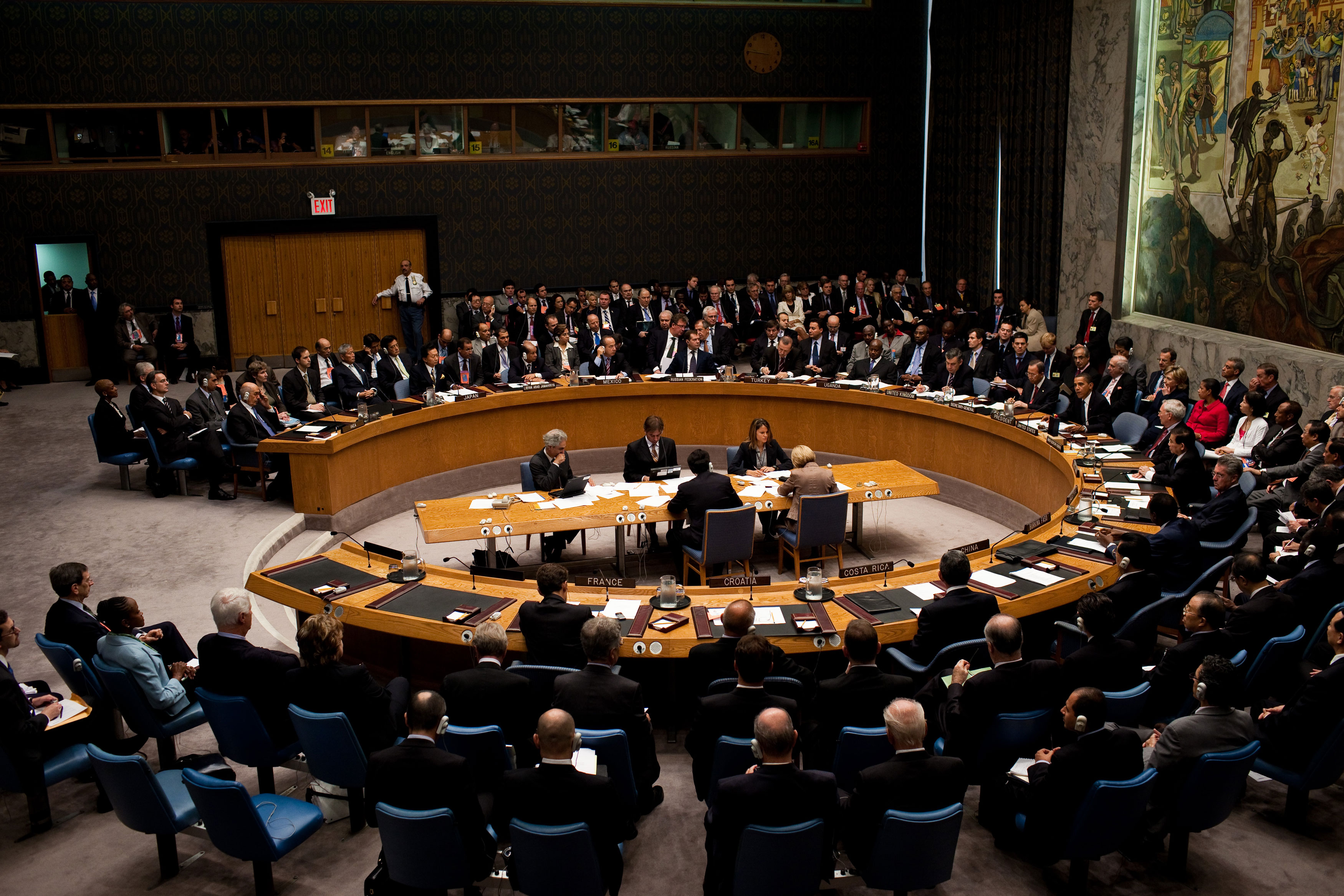
Dmitri Medvédev (en el centro de la fotografía), en representación de la Federación Rusa en el Consejo de Seguridad de las Naciones Unidas en 2009

Rusia, como heredera de la URSS, es uno de los seis miembros permanente del Consejo de Seguridad de las Naciones Unidas. Se trata de un órgano encargado del mantenimiento de la paz y la seguridad internacionales así como aceptar nuevos miembros para las Naciones Unidas. y aprobar cualquier cambio a su Carta de las Naciones Unidas Sus poderes incluyen el establecimiento de operaciones de mantenimiento de la paz, el establecimiento de sanciones internacionales y la autorización de acciones militares mediante resoluciones del Consejo de Seguridad; es el único organismo de la ONU con autoridad para emitir resoluciones vinculantes para los Estados miembros. El Consejo de Seguridad celebró su primera sesión el 17 de enero de 1946.
A mediados de 1944, las delegaciones de los "Cuatro Grandes" Aliados, la Unión Soviética, el Reino Unido, los EE. UU. y China, se reunieron para la Conferencia Dumbarton Oaks en Washington D. C. para negociar la estructura de la ONU y la composición del El Consejo se convirtió rápidamente en el tema dominante. Francia, la República de China, la Unión Soviética, el Reino Unido y los Estados Unidos fueron seleccionados como miembros permanentes del Consejo de Seguridad; Estados Unidos intentó agregar a Brasil como un sexto miembro, pero fue rechazado por los jefes de las delegaciones soviética y británica. El tema más polémico en Dumbarton y en las conversaciones sucesivas demostró ser el derecho de veto de los miembros permanentes. La delegación soviética argumentó que cada nación debería tener un veto absoluto que podría bloquear incluso que se discuta, mientras que los británicos argumentaron que las naciones no deberían poder vetar resoluciones sobre disputas en las que eran parte. En la Conferencia de Yalta de febrero de 1945, las delegaciones estadounidense, británica y rusa acordaron que cada uno de los "Cinco Grandes" podría vetar cualquier acción del consejo, pero no resoluciones de procedimiento, lo que significa que los miembros permanentes no podrían evitar el debate sobre una resolución.
El Consejo de Seguridad realiza muchas más consultas que reuniones públicas. En 2012, el Consejo de Seguridad celebró 160 consultas, 16 reuniones privadas y 9 reuniones públicas. En tiempos de crisis, el Consejo de Seguridad aún se reúne principalmente en consultas, pero también celebra más reuniones públicas. Después del estallido de la crisis de Ucrania en 2013, el Consejo de Seguridad volvió a patrones semejantes la Guerra Fría, ya que Rusia y los países occidentales participaron en duelos verbales frente a las cámaras de televisión. En 2016, el Consejo de Seguridad celebró 150 consultas, 19 reuniones privadas y 68 reuniones públicas.

### Rusia en el orden económico internacional

Miembros de la Comunidad de Estados Independientes

Rusia forma parte de la Comunidad de Estados Independientes o CEI. Es una organización intergubernamental regional de 10 estados postsoviéticos en Eurasia formada después de la disolución de la Unión Soviética. La CEI alienta la cooperación sobre aspectos económicos, políticos y militares y tiene ciertos poderes que poseen la coordinación en el comercio, las finanzas, la legislación y la seguridad. También ha promovido la cooperación en la prevención del delito transfronterizo. La CEI tiene su origen en la Unión Soviética, que fue establecida por el Tratado de Creación de la URSS de 1922 y la Declaración sobre la Creación de la Unión Soviética por la RSFS de Rusia, la RSS de Bielorrusia, la RSS de Ucrania y la RSFS de Transcaucasia. El 8 de diciembre de 1991, las tres fundadoras repúblicas eslavas firmaron el Tratado de Belavezha, declarando el fin de la URSS y proclamando la CEI en su lugar. Unos días más tarde se firmó el Protocolo de Almá-Atá, que declaraba que la Unión Soviética quedaba disuelta y que la Federación de Rusia sería su estado sucesor. Las repúblicas bálticas (Estonia, Letonia y Lituania), que consideran su pertenencia a la Unión Soviética como ocupación ilegal, decidieron no participar. Georgia retiró su condición de miembro en 2008, Ucrania, que participó sin ser miembro, terminó su participación en los órganos estatutarios de la CEI el 19 de mayo de 2018.

Mapa de los miembros del G8

Rusia como miembro del G8. Desde 1998 y hasta 2014 Rusia perteneció al grupo de las ocho economías más industrializadas del planeta. A invitación del primer ministro del Reino Unido Tony Blair y del Presidente de los Estados Unidos Bill Clinton, el presidente Boris Yeltsin fue invitado primero como observador invitado y más tarde como participante pleno. Fue visto como una forma de alentar a Yeltsin con sus reformas capitalistas. Rusia se unió formalmente al grupo en 1998, resultando en el Grupo de los Ocho, o G8. El 24 de marzo de 2014, los miembros del G7 cancelaron la cumbre prevista del G8 que se iba a celebrar en junio de ese año en la ciudad rusa de Sochi, y suspendieron la membresía del grupo de Rusia, debido a la anexión de Crimea por parte de Rusia; sin embargo, no llegaron a la expulsión definitiva. El canciller ruso, Serguéi Lavrov, restó importancia a la importancia de la decisión de Estados Unidos y sus aliados, y señaló que en los encuentros de los países del G20, donde que Rusia también es miembro, también se toman decisiones internacionales importantes.
Rusia como miembro del G20. Se trata de un foro internacional para los gobiernos y gobernadores de bancos centrales de Argentina, Australia, Brasil, Canadá, China, Francia, Alemania, India, Indonesia, Italia, Japón, México, Rusia, Arabia Saudita, Sur. África, Corea del Sur, Turquía, el Reino Unido, los Estados Unidos y la Unión Europea. Fundado en 1999, el G20 tiene como objetivo discutir políticas relacionadas con la promoción de la estabilidad financiera internacional. En marzo de 2014, la ministra de Asuntos Exteriores australiana, Julie Bishop, como anfitriona de la cumbre del G20 de 2014 en Brisbane, propuso expulsar a Rusia por su papel en la crisis de Crimea de 2014. Posteriormente, los ministros de Asuntos Exteriores de los BRICS recordaron a Bishop que "la custodia del G20 pertenece por igual a todos los Estados miembros y ningún Estado miembro puede determinar unilateralmente su naturaleza y carácter".

BRICS, acrónimo de Brasil, Rusia, India, China y Sudáfrica

Rusia como miembro de los BRICS. El economista británico Jim O'Neill creó en 2001 el acrónimo BRIC destinado a una asociación de las cinco principales economías emergentes nacionales: Brasil, Rusia, Indiay China. Originalmente, los primeros cuatro se agruparon como "BRIC" (o "BRIC"), antes de la inducción de Sudáfrica en 2010. Los miembros de BRICS son conocidos por su influencia significativa en asuntos regionales; todos son miembros de G20. Desde 2009, las naciones BRICS se han reunido anualmente en cumbres formales. China acogió la IX Cumbre BRICS en Xiamen en septiembre de 2017, mientras que Sudáfrica acogió la 10.ª Cumbre BRICS más reciente en julio de 2018.
Rusia como miembro del APEC (Asia-Pacific Economic Cooperation, en español Foro de Cooperación Económica Asia-Pacífico) es un foro multilateral creado en 1989, con el fin de consolidar el crecimiento y la prosperidad de los países del Pacífico, que trata temas relacionados con el intercambio comercial, coordinación económica y cooperación entre sus integrantes. La primera reunión de líderes de APEC se produjo en 1993, cuando el presidente de los Estados Unidos, Bill Clinton, después de conversaciones con el primer ministro australiano Paul Keating, invitó a los jefes de Gobierno de las economías miembro a una cumbre en Blake Island. Él creía que esto ayudaría a poner nuevamente en marcha la estancada Ronda de Uruguay de negociaciones comerciales.
Rusia como miembro de la Organización de Cooperación de Shanghái. Rusia pasó a formar parte de esta organización en 1996 con el objetivo de mantener su influencia en los países de Asia central que fueron parte de la URSS hasta 1991. China es el principal socio por encima de Rusia. A esta organización pertenecen Kirguistán, Tayikistán, Uzbekistán y Kazajastán. Existen, además, varios observadores como la India, Irán y Pakistán. El objetivo de esta organización es contrarrestar la influencia de Occidente en Oriente y evitar que este pueda controlar el mercado de hidrocarburos. Otros objetivos son la mejora de las conexiones entre Asia y Europa en torno a lo que se conoce como la nueva Ruta de la Seda. Este interés de Rusia y China por el centro de Asia podría encajar en la teoría de «Región Pivote» elaborada por Mackinder.

### Ruta marítima del Norte

Ruta marítima del Norte, en azul

Rusia dispone de una posición geográfica privilegiada en el control de la Ruta marítima del Norte. Dicha ruta solo está despejada de hielos en todos sus tramos dos meses al año. Por encima del círculo polar ártico, la Federación de Rusia ha construido una serie de bases entre las que podemos destacar:
- Base aérea de Rogachevo, localizada en Nueva Zembla.
- Aeródromo de Nagurskoye, localizado en la Tierra de Francisco José.
- Aeródromo de Sredni Ostrov, localizado en Sévernaya Zemliá.
- Base aérea de Temp, en Kotelny

### Presencia armada de Rusia fuera de sus fronteras nacionales

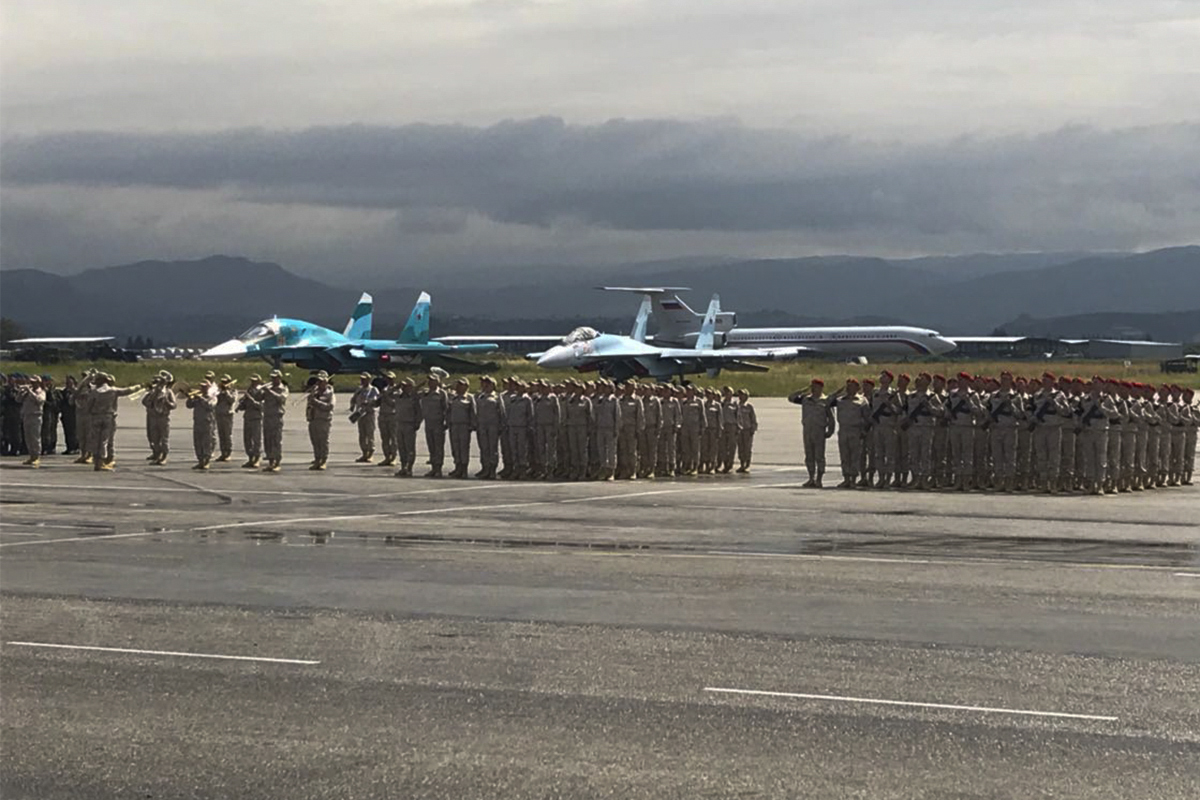
Celebración del 9 de mayo de 2018 en la base aérea Khmeimim (Siria), operada en la actualidad por Rusia.

De acuerdo con la Fundación Georgiana de Estudios Estratégicos e Internacionales, Rusia mantiene a fecha de verano de 2018 diversas instalaciones militares fuera de sus fronteras nacionales:
Bielorrusia. Rusia dispone cerca de Vileyka del 43.º nodo de comunicaciones de la marina rusa, unidad subordinada al comando central de la Armada rusa. También dispone de un radar de alerta temprana en Hantsavichy.
Ucrania. Rusia dispone en la ciudad de Lugansk de un cuerpo de ejército formado por: Tres brigadas mecanizadas, un regimiento mecanizado, un batallón de tanques y un batallón de reconocimiento. En la ciudad de Donetsk disponen de un Comando Operacional-Táctico formado por: Cuatro brigadas mecanizadas, dos regimientos mecanizados, dos batallones SF, un batallón mecanizado, un batallón de tanques y un batallón de reconocimiento. Las fuerzas rusas desplegadas en Crimea no serían calificadas como fuerzas fuera de las fronteras nacionales ya que Rusia considera que es su territorio desde marzo de 2014 si bien el gobierno de Ucrania mantiene sus reivindicaciones sobre el control de dicha península.
Moldavia. Rusia dispone en Tiraspol del Grupo operativo de las fuerzas rusas en la región de Transnistria de la República de Moldavia.
Georgia. Rusia dispone de una base aérea y de una base militar en Gudauta. En dicha base, Rusia mantiene un despliegue compuesto de: Más de 40 carros de combate, más de 170 vehículos blindados, 36 obuses autopropulsados, 6 obuses, 18 lanzadores de cohetes múltiples, 18 morteros, 12 sistemas de misiles antitanque autopropulsados y 6 armas antitanques. También dispone en la ciudad de Primorskoe de un sistema de lanzamiento de misiles S-300PM. En Georgia también dispone de una base militar en las localidades de Tskhinvali y Java. En dicha base, Rusia mantiene un despliegue compuesto de: Más de 40 carros de combate, alrededor de 120 vehículos de combate de infantería, más de 50 transportes de personal blindados, 2 sistemas de misiles balísticos Iskander-M, 2 Smerch múltiples lanzadores de cohetes, 36 obuses autopropulsados, 18 lanzadores de cohetes múltiples, 18 morteros, 12 sistemas de misiles, antitanque autopropulsados y 6 armas antitanques.
Armenia. Rusia dispone de un regimiento de misiles antiaéreos y de una base militar en Gyumri. En dicha base, Rusia mantiene un despliegue compuesto de: Más de 40 carros de combate, alrededor de 120 vehículos de combate de infantería, más de 50 transportes de personal blindados, 2 sistemas de misiles balísticos Iskander-M, 2 Smerch múltiples lanzadores de cohetes, 18 obuses autopropulsados, 18 pistolas autopropulsadas, 18 lanzadores de cohetes múltiples, 24 morteros, 12 sistemas de misiles antitanque autopropulsados y 6 armas antitanques. En Ereván, la capital, dispone de una base aérea.
Siria. Rusia dispone de una base aérea en Khmeimim, una base naval en Tartus, una base aérea en Shayrat y una base aérea en Tiyas. A comienzos de septiembre de 2018 el gobierno ruso aseguró estar reduciendo su presencia militar en este país ante los avances de las Fuerzas Armadas de Siria.

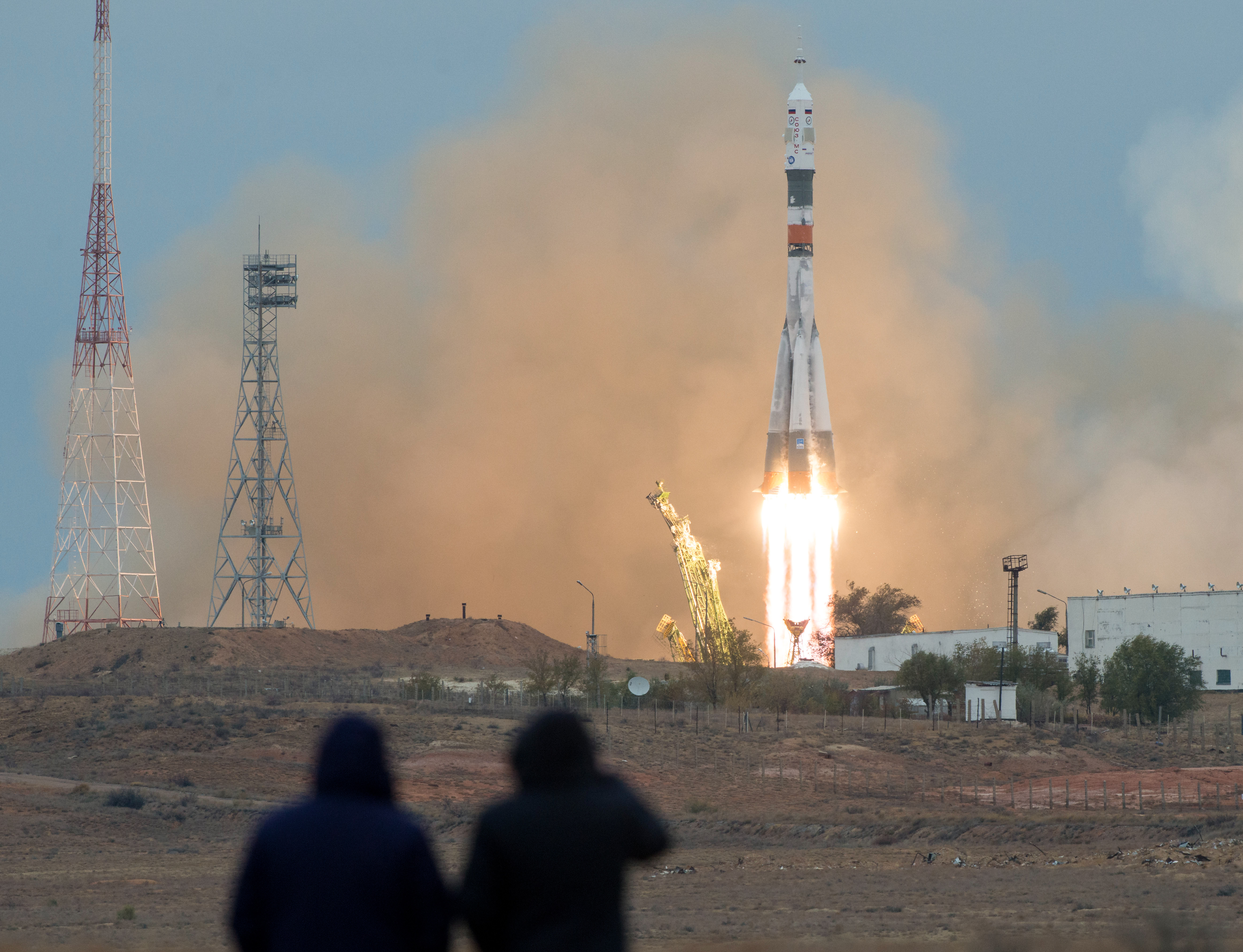
Lanzamiento de un cohete Soyuz en el Cosmódromo de Baikonur, bajo control ruso, en Kazajistán

Kazajistán. Rusia dispone de un cosmódromo en Baikonur y de un radar de alerta temprana en Gulshat.
Kirguistán. Rusia dispone de un nodo de comunicaciones en Kara-Balta, de una base aérea en Kant y de una base de prueba de armas antisubmarinas en Karakol.
Tayikistán. Rusia dispone de un batallón de reconocimiento, un batallón de Artillería Reactiva, dos regimientos mecanizados y una base militar en la capital Dusambé. Dispone también de una estación de vigilancia espacial en Nurek.

#### Exclaves y territorios de ultramar de Rusia
Rusia posee diferentes exclaves y territorios de ultramar:
Crimea: Desde el año 2014, Crimea es considerada por Rusia como parte de la federación. Al tratarse de un territorio separado del resto de Rusia por el mar del Azov y estrecho de Kerch, podría ser considerado un exclave. El estrecho entre Crimea y el resto de Rusia es superado con un puente abierto el 16 de mayo de 2018. La anexión no ha sido reconocida por el gobierno de Ucrania, así como por los gobiernos de los EE. UU o la UE. El 27 de marzo de 2014, fue aprobada la Resolución 68/262 de la Asamblea General de las Naciones Unidas (llamada Integridad territorial de Ucrania) en respuesta a la crisis de Crimea. Aprobada por 100 países, la resolución afirmó el compromiso de las Naciones Unidas para reconocer a Crimea como parte de Ucrania, rechazando el referéndum sobre el estatus político. 
Sankovo-Medvezhye: Territorio ruso situado en el interior de Bielorrusia. Se localiza en el este del distrito de Dobrush  en el Voblast de Homiel, a cinco kilómetros del pueblo ruso de Dobrodeyevka. Sankovo-Medvezhye es una parte del distrito Zlynkovsky del Óblast Bryansk y está a solo 800 metros de la frontera bielorrusa-rusa, de la que está separada por marismas. El nombre del exclave proviene de los pueblos Sankovo y Medvezhye, que existían en esta zona durante la época soviética.
Dubki: Situado en una península en la orilla del lago Peipsi-Pihkva, en la frontera con Estonia. Antes de 1920 formaba parte de la gobernación de Pskov. De 1920 a 1944, fue parte del Condado de Estonia de Petseri, pero en 1944 fue anexada (junto con la mayor parte del territorio del condado) por la RSFSR.
Kaliningrado: ciudad portuaria de Europa Oriental perteneciente a Rusia tras su anexión en 1945 y situada en un enclave en la desembocadura del río Pregel, que desagua en el lago del Vístula, comunicado a su vez con el mar Báltico por el estrecho de Baltiysk.
Svalbard: Según el Tratado de Svalbard de 9 de febrero de 1920, donde se reconoció la soberanía noruega sobre estas islas, ciudadanos de otros países tenían derecho a explotar los depósitos minerales y otros recursos naturales "en pie de absoluta igualdad". Como resultado, un asentamiento ruso permanente y más o menos autónomo fue creciendo en Barentsburg. Hubo otro asentamiento ruso en Pyramiden, abandonado 1998. En algún tiempo, la población rusa (o soviética) de Svalbard superaba considerablemente la población noruega, aunque esto ya no es así.

#### Rusia en el Polo Sur
Base Vostok: estación de investigación de Rusia en la Antártida. Fue fundada por la Unión Soviética el 16 de diciembre de 1957 y heredada por Rusia en 1991. 

#### Rusia en el Espacio exterior
Rusia dispone de diversos segmentos en la Estación Espacial Internacional, situada en órbita a 400 km sobre la superficie terrestre.
De acuerdo con la Agencia de Inteligencia de la Defensa (DIA) del Departamento de Defensa de Estados Unidos a fecha de 1 de mayo de 2018, Rusia contaba con 146 satélites operativos, la gran mayoría militares.